# Église Saint-Pierre-ès-Liens de Vaux-sur-Seine
L'église Saint-Pierre-ès-Liens est une église catholique paroissiale située à Vaux-sur-Seine, dans les Yvelines, en France.
De la première église paroissiale, fondée en 1154, reste le portail occidental roman. À partir de la fin du XIIe siècle, l'ancienne chapelle remaniée lors de l'érection de la paroisse est successivement remplacée par l'édifice gothique actuel. Le chantier démarre par l'abside, caractérisée par un chevet en hémicycle, et se termine par la nef, qui est initialement accostée de deux collatéraux voûtés à la même hauteur. C'est là aussi une particularité de l'église de Vaux. Sa grande homogénéité stylistique, abstraction faite des remaniements ultérieurs, et le soin apporté à sa décoration, sont tout à fait remarquables.
Mais l'église subit apparemment d'importants dégâts pendant la guerre de Cent Ans. Son collatéral sud est démoli, son clocher est réparé de manière simplifiée, et la nef et son collatéral nord sont revoûtés vers le milieu du XVIe siècle ou peu après. Les anciens supports sont endommagés ou remplacés par de nouveaux piliers engagés, et les nouvelles voûtes s'accordent mal avec l'architecture d'origine. Plus dommageable encore pour l'esthétique de l'église est la reprise en sous-œuvre de la pile nord-est de la croisée du transept, qui est remplacée par un volumineux massif de maçonnerie, et rompt l'harmonie des parties orientales.
Restaurée en 1970, l'église Saint-Pierre conserve toutefois assez d'éléments authentiques pour que l'on puisse se faire une idée de ce qu'elle fut au XIIIe siècle, et son chevet notamment est de grand intérêt. L'inscription au titre des monuments historiques par arrêté du 19 juillet 1926 souligne sa valeur patrimoniale. Elle est aujourd'hui affiliée à la paroisse de Meulan, et accueille des messes dominicales anticipées un samedi sur deux à 18 h 30, ainsi que des célébrations particulières.

## Situation

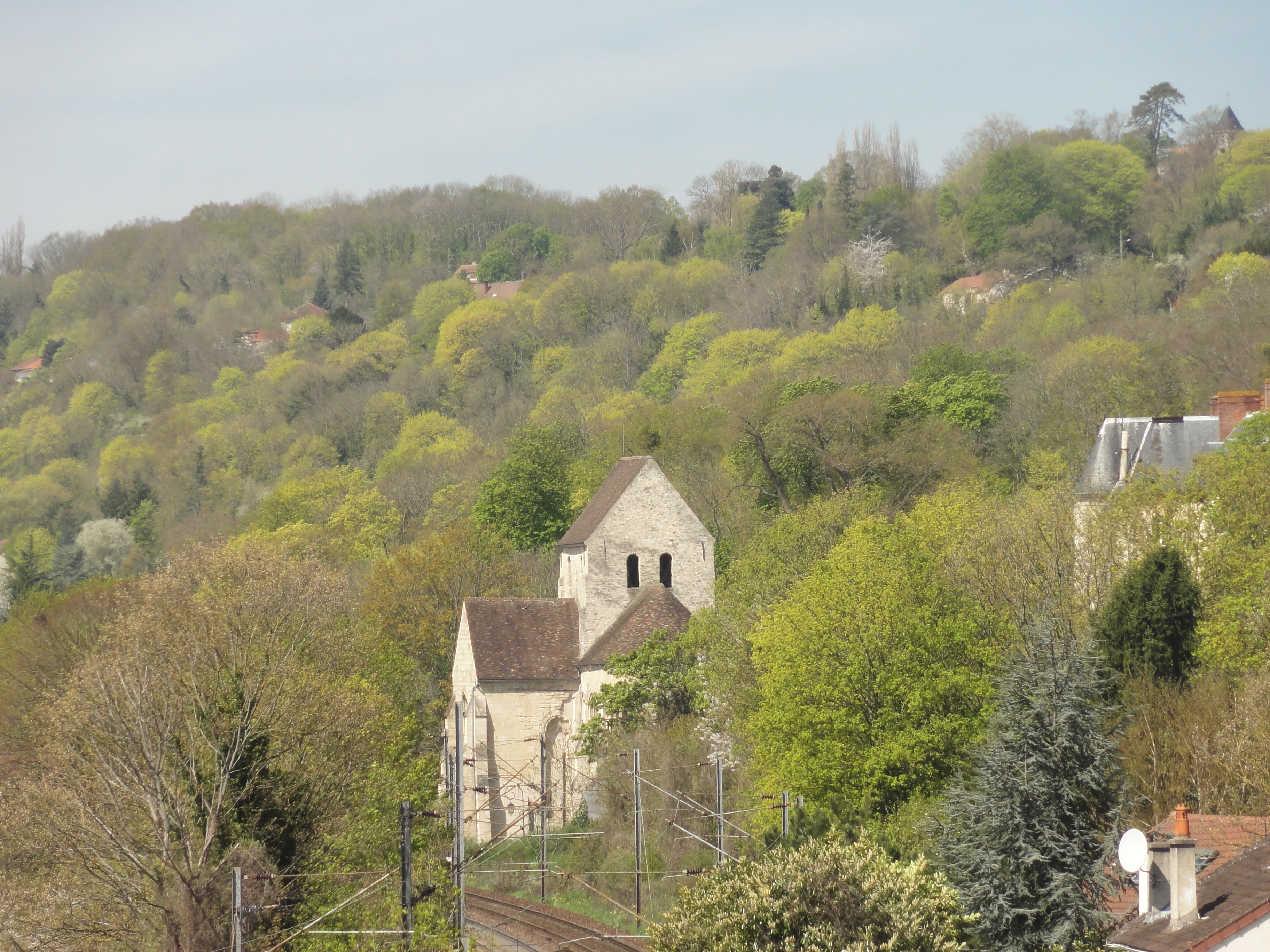
Approche par l'est.

L'église Saint-Pierre-ès-Liens de Vaux-sur-Seine est située en France, en région Île-de-France et dans le département des Yvelines, dans le parc naturel régional du Vexin français, près de la rive droite de la Seine, sur la commune de Vaux-sur-Seine, chemin du Château.
Elle est bâtie à l'écart du village, à flanc du coteau qui descend du massif de l'Hautil, au sud du château qui la domine, parallèlement à la ligne de Paris-Saint-Lazare à Mantes-Station par Conflans-Sainte-Honorine.
L'élévation septentrionale est partiellement enterrée en raison de l'important dénivelé de terrain.
En montant depuis le village, la rue passe sous la voie ferrée par un passage inférieur, et arrive au sud de l'abside, puis dévie vers l'ouest, et longe l'élévation méridionale. À peu de distance de la façade, elle commence un mouvement en lacets, et contourne l'église par le nord, dessert le château, et continue son ascension vers le carrefour près du cimetière. Un parking se trouve en face de l'église, de l'autre côté de la rue. L'édifice est entièrement dégagé de constructions mitoyennes, et occupe un emplacement pittoresque.

## Histoire

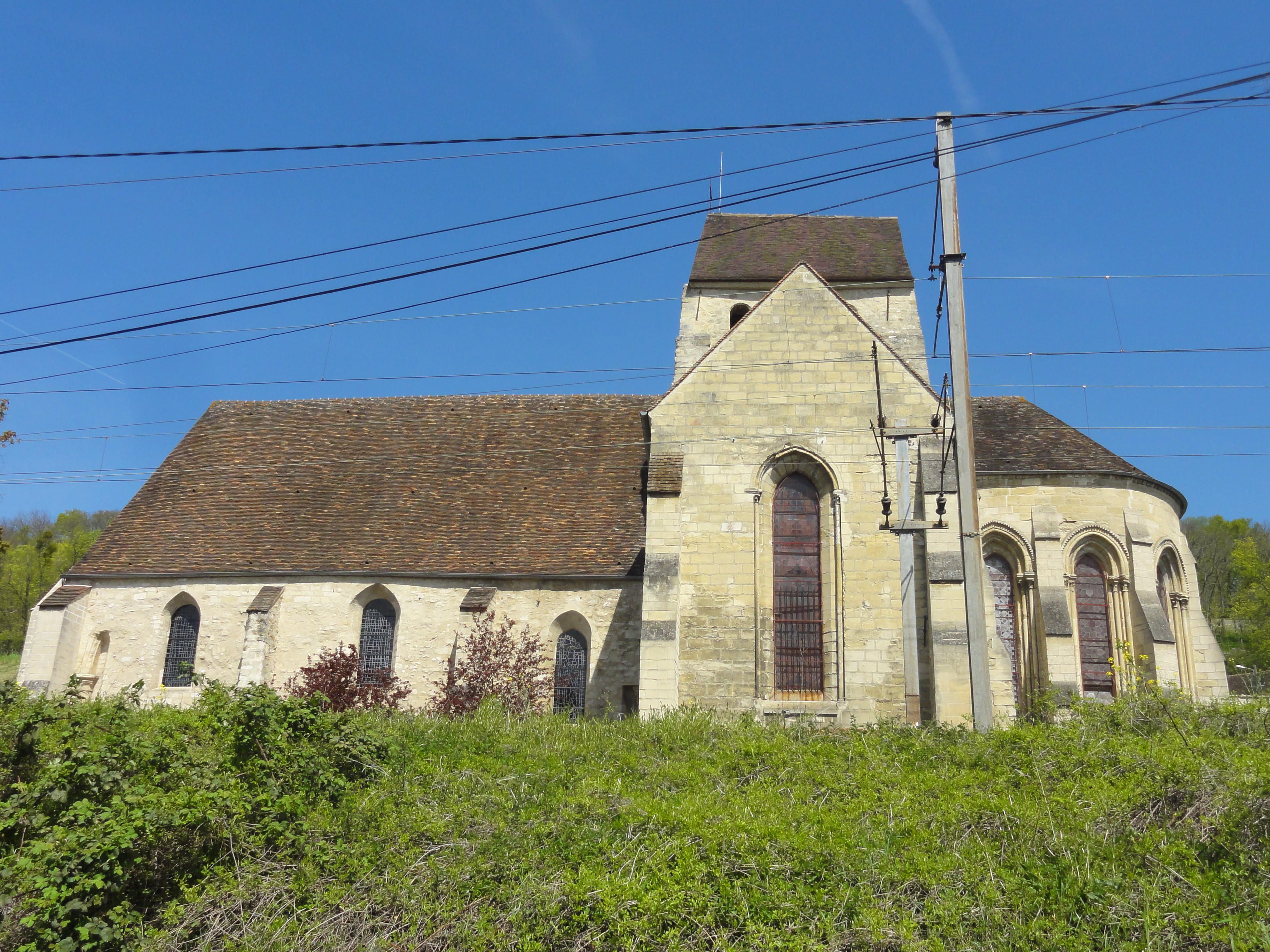
Vue depuis le sud.

D'après l'abbé Vital Jean Gautier, la paroisse de Vaux-sur-Seine aurait été fondée en 1154. Son patron est saint Pierre, Apôtre et premier pape de la Chrétienté. Le vocable particulier de Saint-Pierre-aux-Liens fait référence à l'emprisonnement de saint Pierre sur l'ordre du roi Hérode Agrippa en l'an 44 à Jérusalem.
Sous l'Ancien Régime, la paroisse relève du doyenné de Meulan, de l'archidiaconé du Vexin français avec siège à Pontoise et de l'archidiocèse de Rouen. Le collateur de la cure est l'archevêque de Rouen.

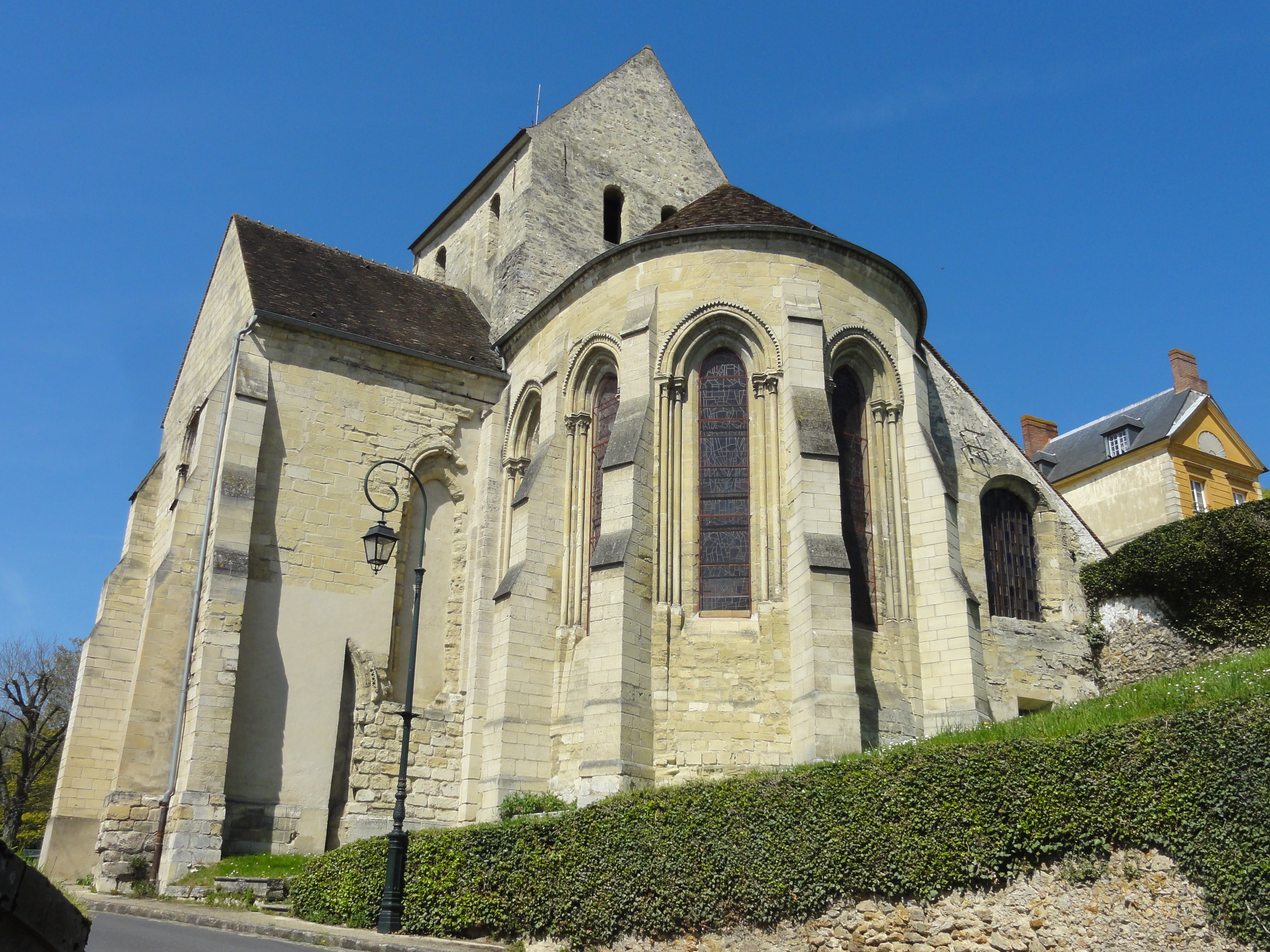
Vue depuis le sud-est.

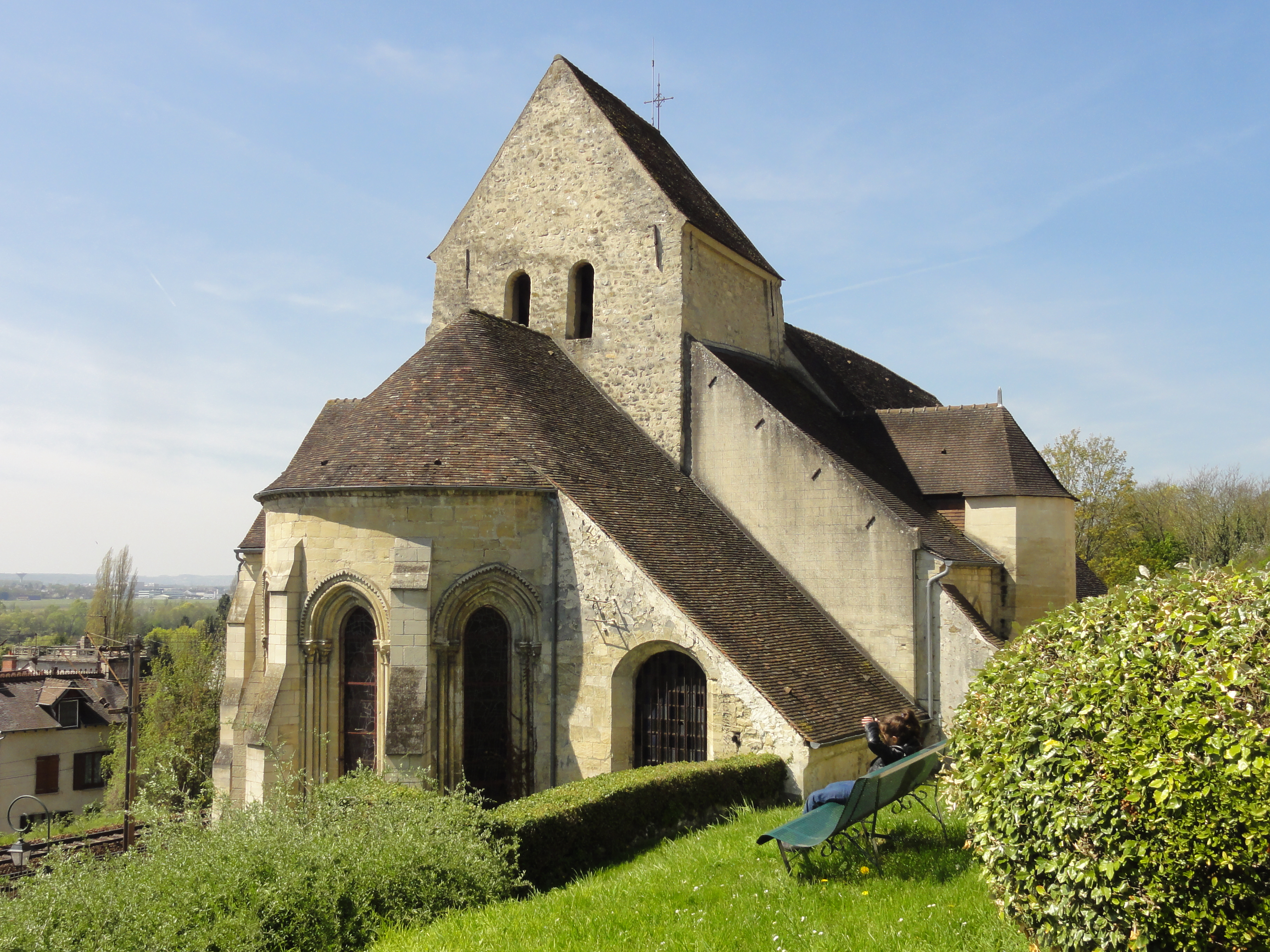
Vue depuis le nord-est.

Du temps de la fondation de la paroisse subsiste le portail occidental de la nef, qui est encore de style roman. Le reste de l'église est d'au moins une quarantaine d'années plus tardif, et remplace certainement une chapelle plus ancienne, embellie par un nouveau portail au moment de l'érection de la paroisse. Abstraction faite de la plupart des voûtes et de certains remaniements ne modifiant pas la structure ou le plan de l'édifice, toutes les autres parties sont à un tel point homogène, qu'il faut conclure à une exécution rapide du chantier, dans un délai compris entre dix et vingt ans. L'on ne trouve pas l'habituelle rupture entre nef et transept, qui s'explique par le fait que la nef soit à la charge des paroissiens sous l'Ancien Régime, dont les moyens financiers sont plus limités que ceux des gros décimateurs, responsables de la construction et de l'entretien du sanctuaire. Cela dit, l'on conçoit mal pour quelle raison Bernard Duhamel imagine que les fenêtres de l'abside auraient été reconstruites au XIVe siècle, car les chapiteaux de leurs colonnettes décoratives sont du même style que les autres, et il n'y a pas la moindre différence de style. Il y a des similitudes avec les absides d'Avernes et Vétheuil, qui sont de la même époque. Au XIVe siècle, sinon à la seconde moitié du XIIIe siècle, se rattachent les profils toriques amincis des nervures des voûtes de la croisée du transept et du croisillon sud.
Sous la guerre de Cent Ans (1337-1453), l'église souffre d'importants dégâts et se trouve pratiquement en ruine à la fin de la guerre, ce qui explique la disparition du collatéral sud, sans doute de l'étage de beffroi du clocher, et la réfection des voûtes de la nef et du bas-côté nord. Bernard Duhamel situe ces travaux au XVIe siècle, et les attribue à la famille de Vion, arrivé au château de Vaux en 1479, dont les armes (de gueules, à trois aigles d'argent éployées, onglées et becquées d'or) figureraient sur les clés de voûte.
 
Contrairement à ce qu'affirme l'auteur, les écussons des clés de voûte sont vierges, et les voûtes du transept ne sont pas concernées par cette campagne reconstruction, mais comme déjà évoqué, deux ont bien été refaites à une époque antérieure.
 
L'hypothèse de l'effondrement du clocher pendant la guerre de Cent Ans peut ainsi difficilement être maintenue. Toujours selon Bernard Duhamel, la voûte de l'abside aurait elle aussi été refaite au XVIe siècle, mais en conservant les nervures d'origine, sans que l'on sache sur quel constat se fonde cette affirmation. Bien qu'ayant perdu une partie de son caractère par les travaux du XVIe siècle, menés sans considérations esthétiques, l'église est inscrite au titre des monuments historiques  par arrêté du 19 juillet 1926.
En 1970, elle a bénéficié d'une restauration intelligente, mais perdu une partie de son authenticité. Elle est aujourd'hui affiliée à la paroisse de Meulan ou secteur pastoral de la Rive Droite de la Seine, et des messes dominicales anticipées y sont célébrées un samedi sur deux à 18 h 30.

## Description

### Aperçu général

Plan de l'église.

Orientée à peu près régulièrement, avec une légère déviation de l'axe vers le sud-est du côté du chevet, l'église Saint-Pierre-aux-Liens répond à l'origine a un plan cruciforme, et se compose d'une nef de trois travées accompagnée de deux collatéraux ; d'un transept non débordant ; et d'une profonde abside, qui est à sept pans à l'intérieur, mais présente un chevet en hémicycle à l'extérieur. Comme particularité, il n'y a pas de différence de hauteur entre nef et bas-côtés. Le bas-côté sud a été démoli, et les arcades le reliant à la nef et au croisillon sud ont été bouchées. Le clocher en bâtière s'élève au-dessus de la croisée du transept. Une tourelle d'escalier flanque le croisillon nord à son angle nord-ouest, à l'intersection avec le bas-côté nord. La sacristie occupe l'angle entre croisillon nord et abside. L'ensemble de l'église est voûté d'ogives. Les voûtes de la nef et du bas-côté ont été refaites à la période flamboyante. L'on accède à l'église par le portail occidental de la nef, ou par une petite porte à l'ouest du croisillon sud. Un ancien portail existe à l'est du même croisillon. Nef et bas-côté sont recouverts ensemble par une toiture à deux rampants, avec un pignon en façade. En continuité avec cette toiture, le croisillon nord est muni d'un toit en appentis prenant appui au clocher. La sacristie est également pourvu d'un toit en appentis, et apparaît à l'extérieur comme une chapelle latérale. Le croisillon sud possède un toit en bâtière perpendiculaire à l'axe de l'édifice, et le toit de l'abside se termine par une section conique.

### Intérieur

#### Nef et collatéral nord

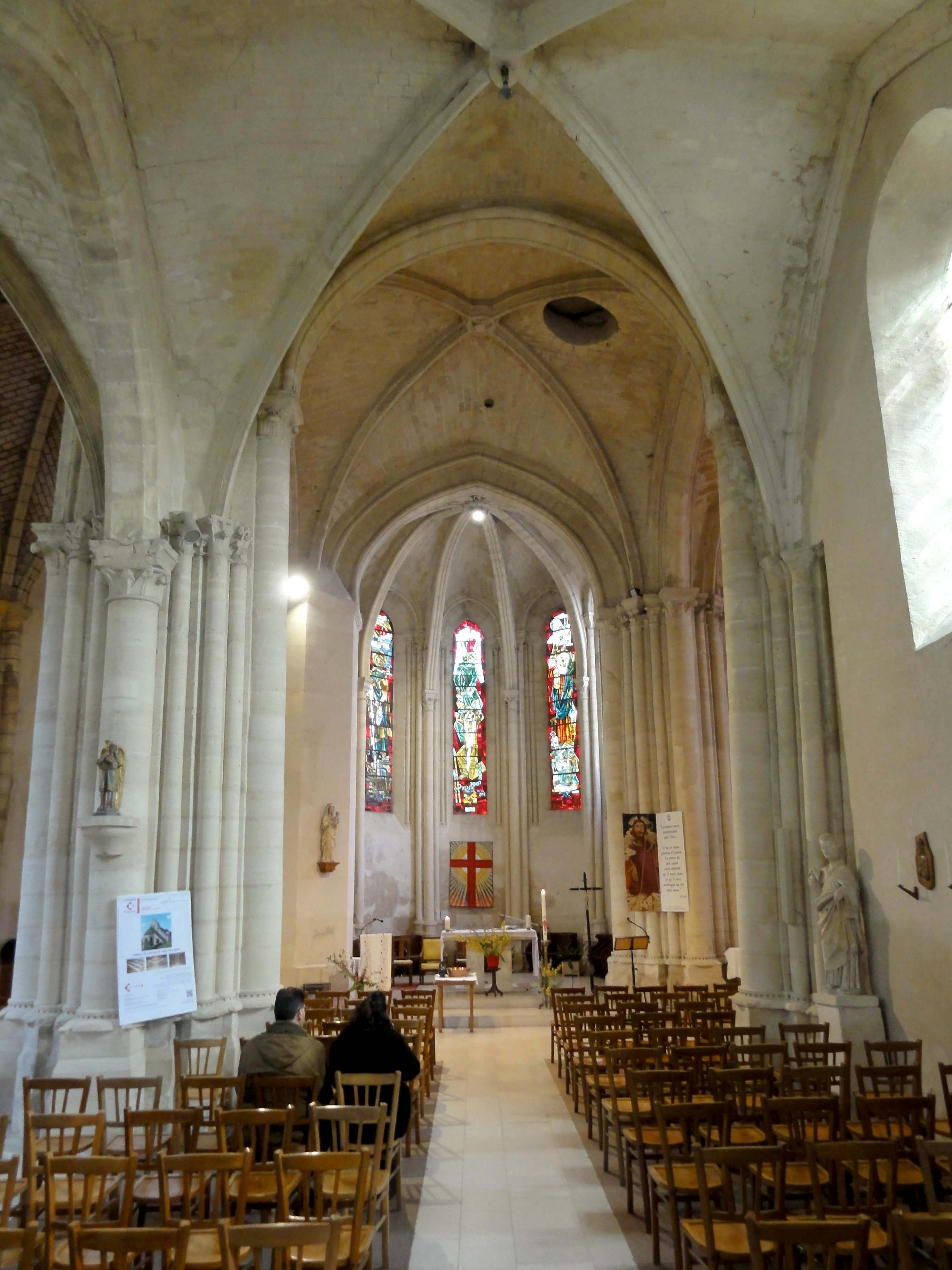
Nef, vue vers l'est.

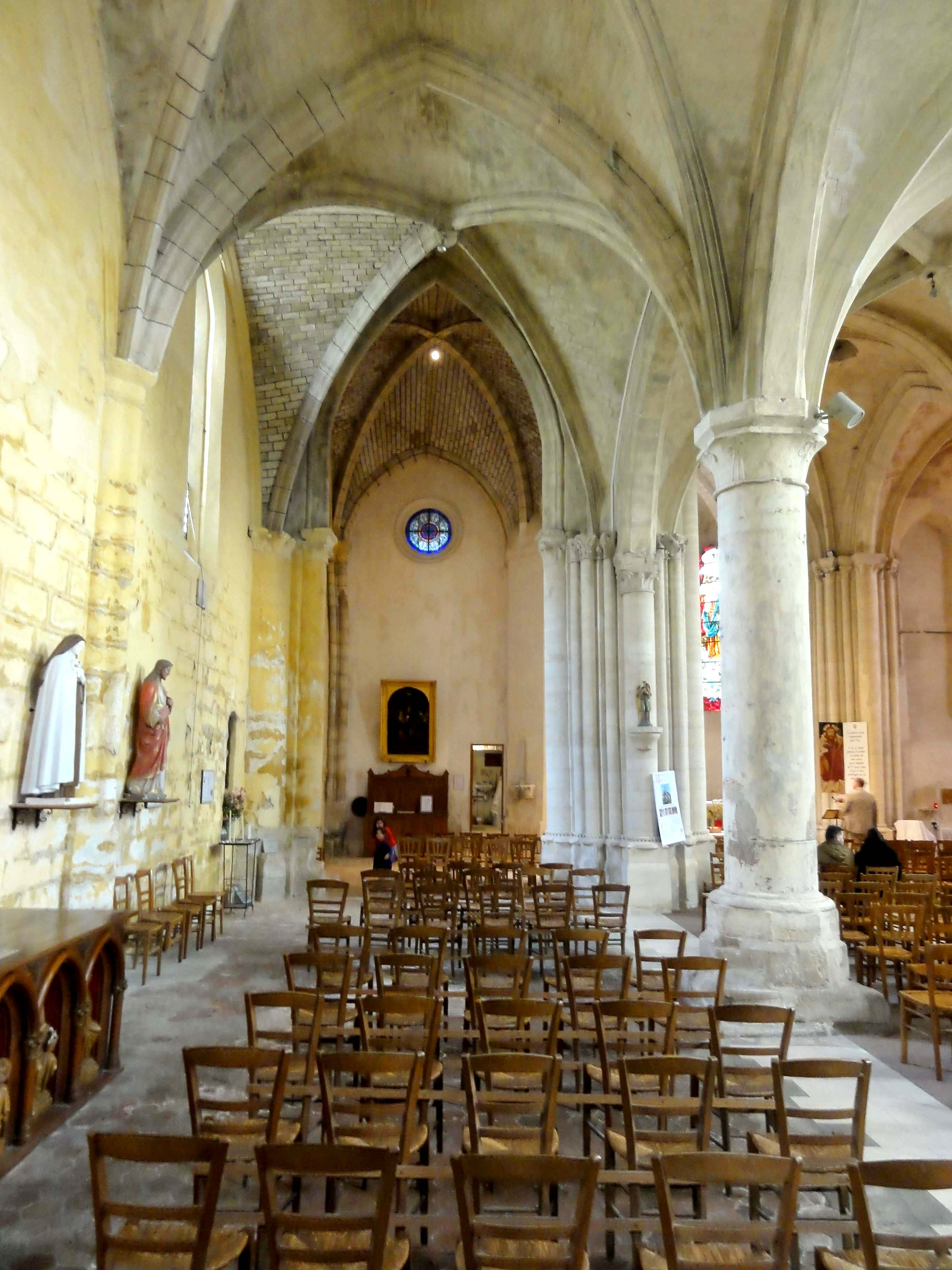
Collatéral, vue vers l'est.

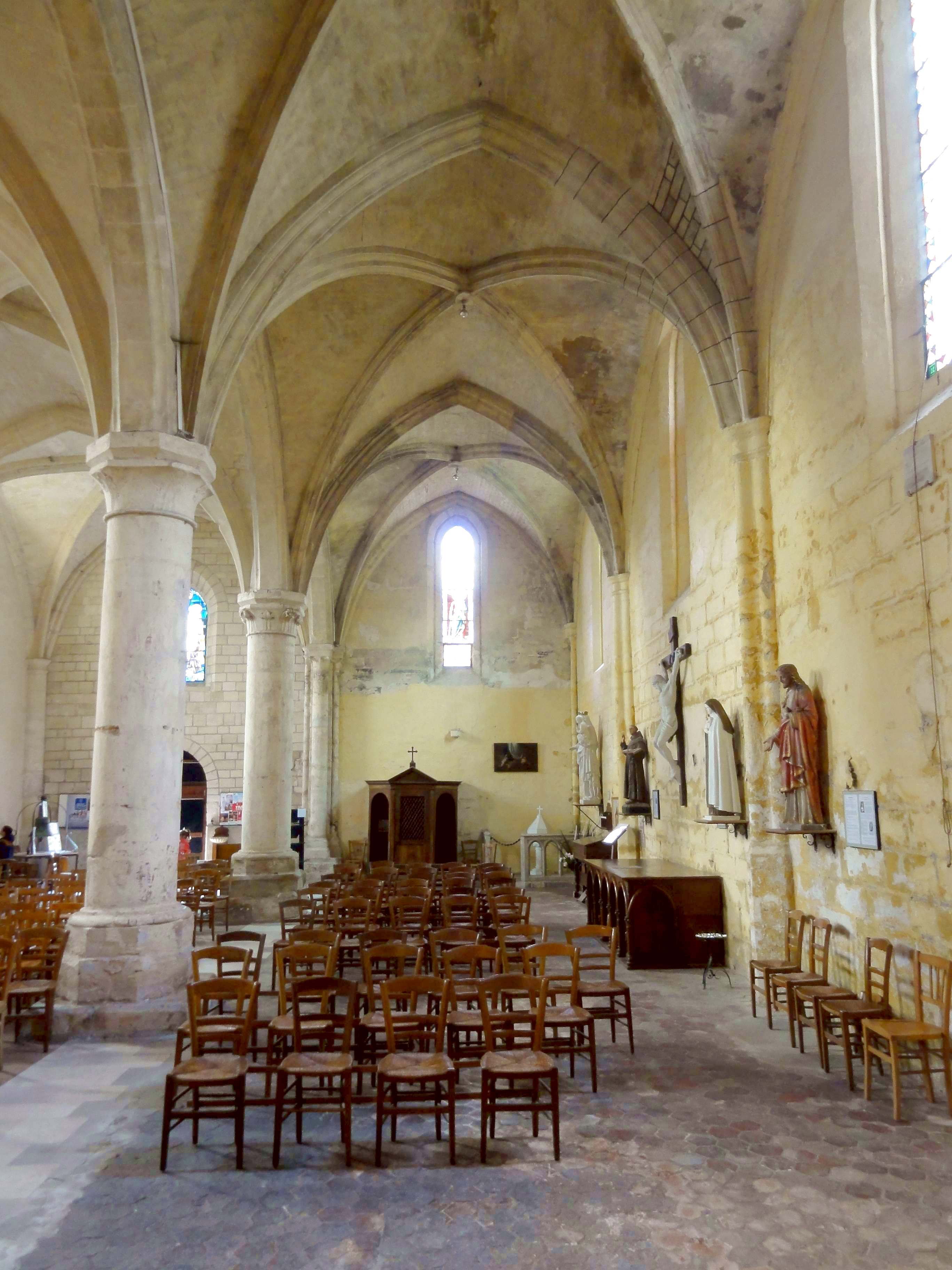
Collatéral, vue vers l'ouest.

L'église Saint-Pierre-aux-Liens de Vaux-sur-Seine pourrait être un édifice remarquable à tous les égards, si elle n'avait pas connu de si importantes mutilations. D'une grande rareté en Île-de-France est la triple nef de la première période gothique, avec ses trois vaisseaux voûtés à la même hauteur, réduite à une double nef par démolition du bas-côté sud. Dans les environs, l'église de Limay, qui date de la même époque, était également à triple nef, et d'un style similaire. Elle a connu un sort comparable à l'église de Vaux, et ses deux vaisseaux ont en partie été revoûtés à la période flamboyante, mais son vaisseau sud était roman. Toujours dans le Vexin, il s'impose le rapprochement avec la double nef de Genainville, elle aussi revoûtée à la période flamboyante. Un revoûtement n'est pas toujours dommageable à l'esthétique, mais le point faible est en l'occurrence que les arcades vers le collatéral nord et la croisée du transept, qui étaient initialement à double rouleau, ont été reconstruites avec un simple rang de claveaux, et qu'une partie des colonnettes à chapiteaux reste sans emploi, et restent là pour rappeler une réparation au rabais. De surcroît, le chapiteau du deuxième pilier libre des grandes arcades a perdu sa sculpture, et au sud, les piliers engagés sont modernes, sauf à l'entrée du transept. Bien entendu, les fenêtres en arc brisé aménagées dans les murs qui bouchent les grandes arcades du sud sont d'une nature purement fonctionnelle, et sont loin des ambitions de l'édifice dans son état d'origine. Le parement du mur occidental a été refait lors d'une restauration, et en comparant avec l'extérieur, l'appareil est beaucoup trop régulier pour paraître authentique. Au nord, les grandes arcades n'ont pas seulement perdu leur rouleau supérieur, mais aussi leur mouluration.
Tout ce que la nef conserve encore d'origine, sont le faisceau de trois colonnettes à chapiteaux au début des grandes arcades du nord ; le premier pilier libre des grandes arcades avec son chapiteau de crochets, mais sans son tailloir octogonal qui a été remplacé par une simple tablette biseautée ; et les faisceaux de colonnettes à chapiteaux dans les angles nord-est et sud-est, près de la croisée du transept, mais sans les tailloirs. L'on peut voir ici comment les supports étaient organisées à l'origine. Au nord-est, une colonnette engagée de fort diamètre reçoit le rouleau inférieur de la troisième grande arcade. À sa droite, la fine colonnette était dédiée au rouleau supérieur. La colonnette suivante, tout aussi fine, reçoit l'ogive, et son chapiteau est implanté obliquement à 45° face à celle-ci. La troisième fine colonnette correspondait au rouleau supérieur de l'arc-doubleau ouvrant sur la croisée du transept. Enfin, regardant vers le sud, une autre colonnette engagée de fort diamètre est destinée au rouleau inférieur du même doubleau, qui, lui, a conservé sa mouluration d'origine. Il affiche un méplat entre deux tores dégagés. Ainsi, les deux piles occidentales du clocher (et en même temps de la croisée du transept) étaient cantonnées de seize colonnettes, puisque la disposition est analogue dans les autres travées adjacentes. L'on observe ici l'une des particularités de l'édifice d'origine. Si toutes ses voûtes étaient portées à la même hauteur, elles n'étaient pas toutes aussi aigües que celles de la nef et des collatéraux. Les voûtes du transept, certainement antérieur à la nef puisque les chantiers des églises se font généralement depuis le sanctuaire, sont moins aigües, et leurs colonnettes sont donc plus longues. Malgré ceci, la longueur des fûts des colonnettes réservées au rouleau supérieur de l'arcade côté nef est alignée sur la longueur des fûts des voûtes de la nef. Sans motif apparent, les colonnettes des grandes arcades sont encore plus courtes. Pour venir aux voûtes actuelles, elles affectent un tracé en arc brisé. Leurs ogives sont des arêtes saillantes d'un profil complexe, qui se présentent de face par un méplat, ce qui indique le début de la Renaissance. Dans le même sens vont les chapiteaux et tailloirs des piliers engagés. Les voûtes sont munies de formerets, et de clés de voûte ornées d'écussons vierges.
Le terme de bas-côté n'est guère approprié pour le collatéral nord de la nef, qui ne se distingue de celle-ci que par sa largeur plus modeste, et donc des travées approximativement carrées, et non légèrement barlongues dans le sens nord-sud. Pour un collatéral d'une église aussi petite, les dimensions sont généreuses, et les proportions sont élancées. La reconstruction au XVIe siècle a moins affecté l'esthétique du collatéral. Il conserve notamment ses fenêtres d'origine, qui sont des lancettes simples hautes et étroites, entourées d'un double ressaut chanfreiné. Mais bien qu'il n'y a pas eu de modification aussi lourde que représente la suppression du collatéral au sud, les colonnettes à chapiteaux gothiques ont été remplacés par des piliers ondulés engagés à trois renflements à la retombée des deux doubleaux intermédiaires. Ces piliers ondulés se trouvent dans la quasi-totalité des églises flamboyantes de la région, et indiquent que le revoûtement n'a pas dû se produire à une période avancée de la Renaissance. La Renaissance se manifeste néanmoins à travers les tailloirs en encorbellement profilés d'un quart-de-rond entre deux listels. Dans l'angle nord-est, les chapiteaux du faisceau de trois colonnettes restent en place, mais les fûts ont été remplacés par un massif de maçonnerie. En comparaison avec la nef, l'on note que les fûts sont ici tous de la même longueur. Elle est alignée sur la longueur des fûts du collatéral et de la nef. L'arcade vers le croisillon est assez étroite en raison des nombreux fûts qui l'encombrent. Cette circonstance, associée avec la hauteur réduite des fûts, confère un tracé très exhaussé à l'arcade. Elle comporte donc des sections verticales au-dessus des tailloirs. Cette arcade aussi a perdu son rouleau supérieur. Le rouleau inférieur a été repris en sous-œuvre, et est maintenant en forme d'un gros boudin, comme fréquemment à la période flamboyante. Les voûtes actuelles sont du même type que dans la nef, et les écussons des clés de voûte sont tout aussi frustes.

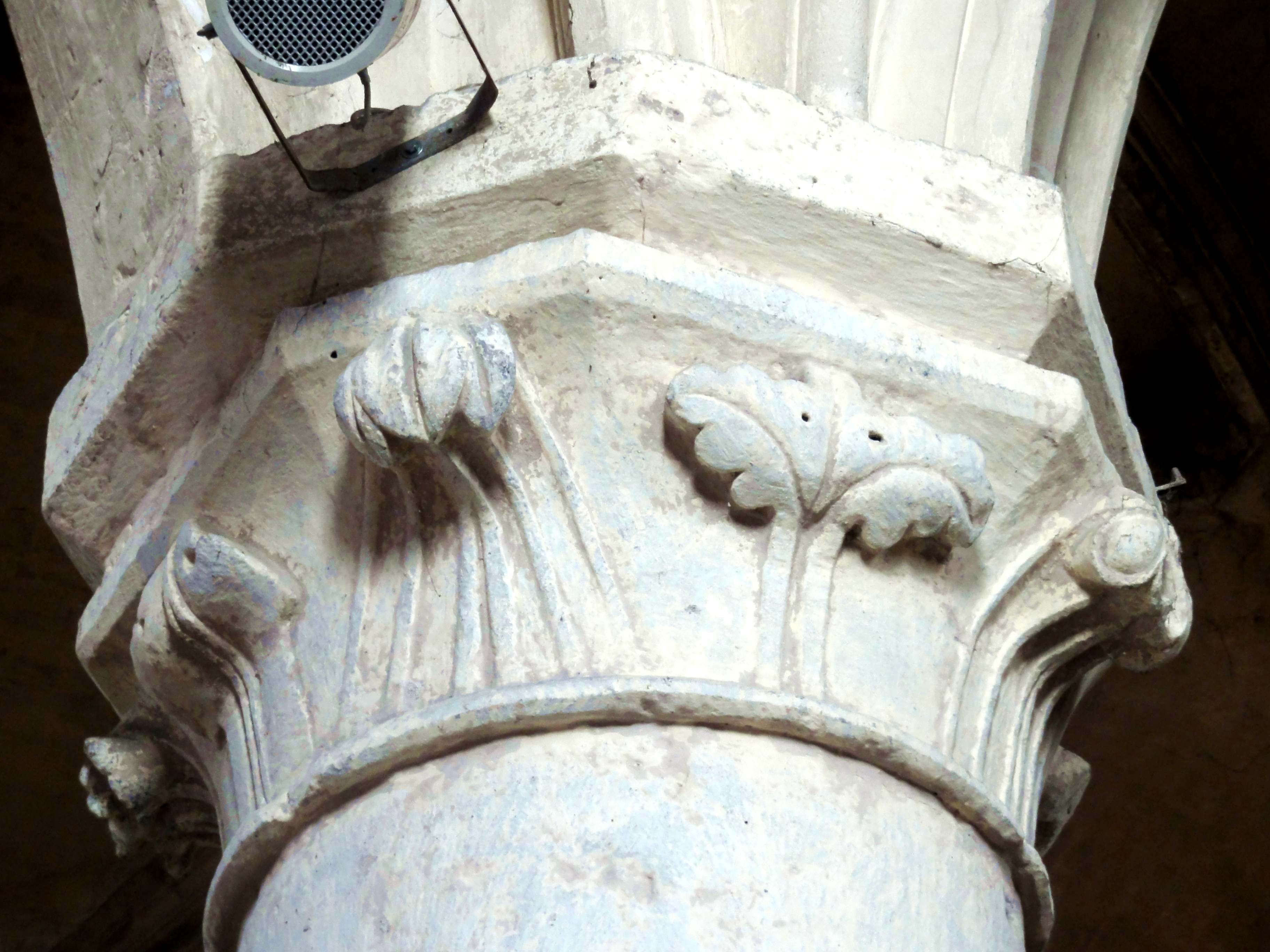
Chapiteau gothique du 1er pilier libre.
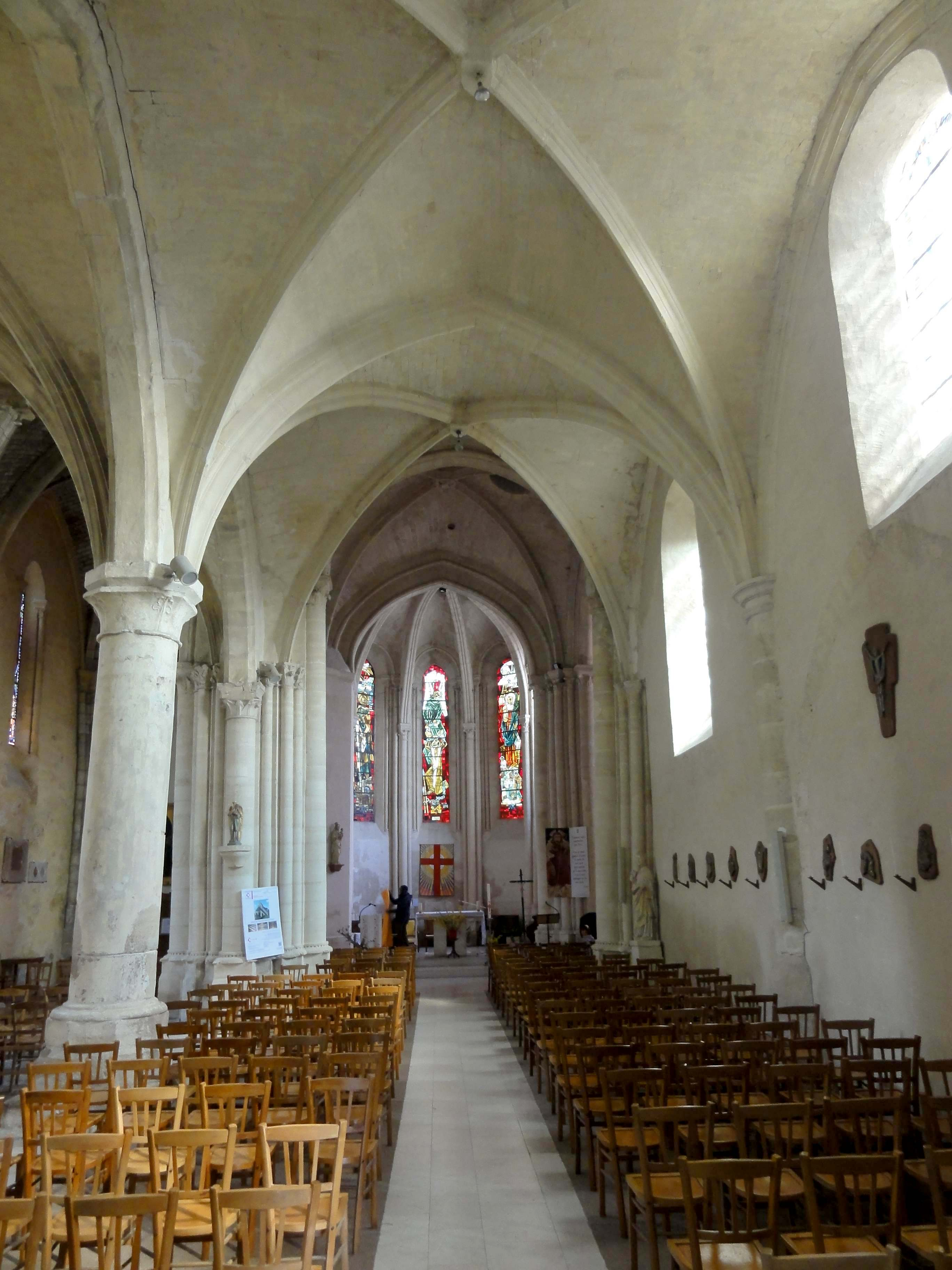
Nef, vue vers l'est.
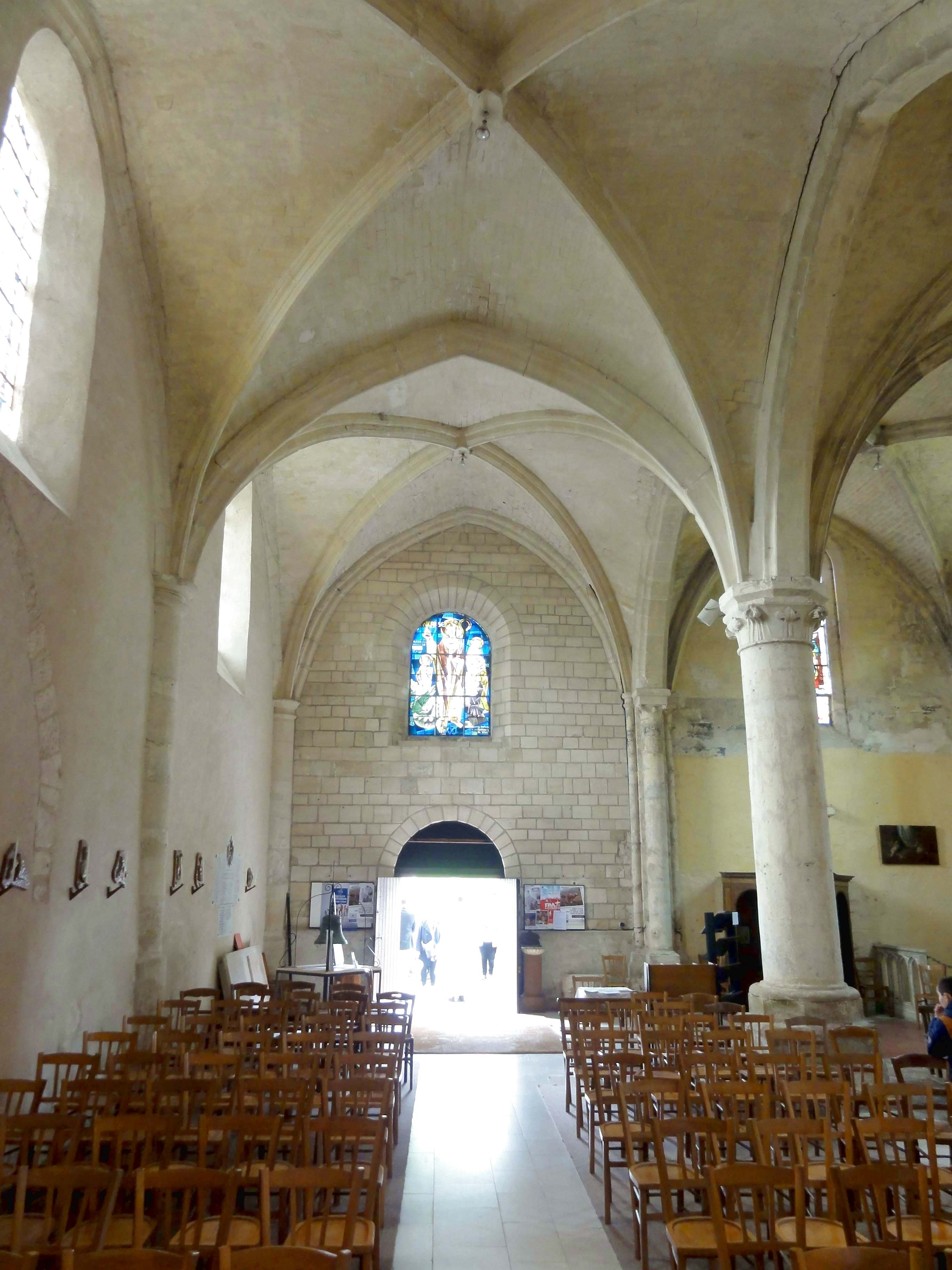
Nef, vue vers l'ouest.
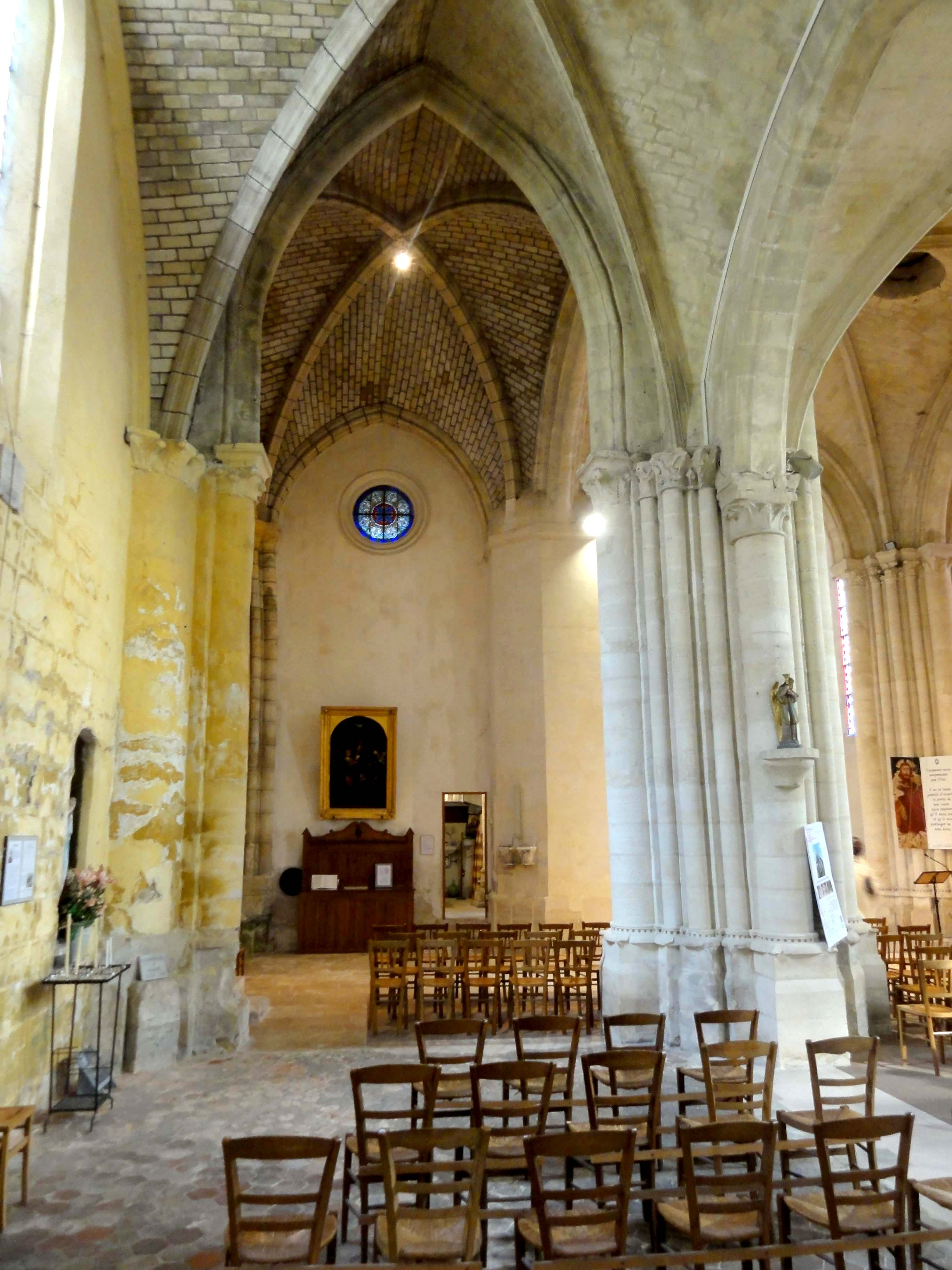
Collatéral, vue vers l'est.
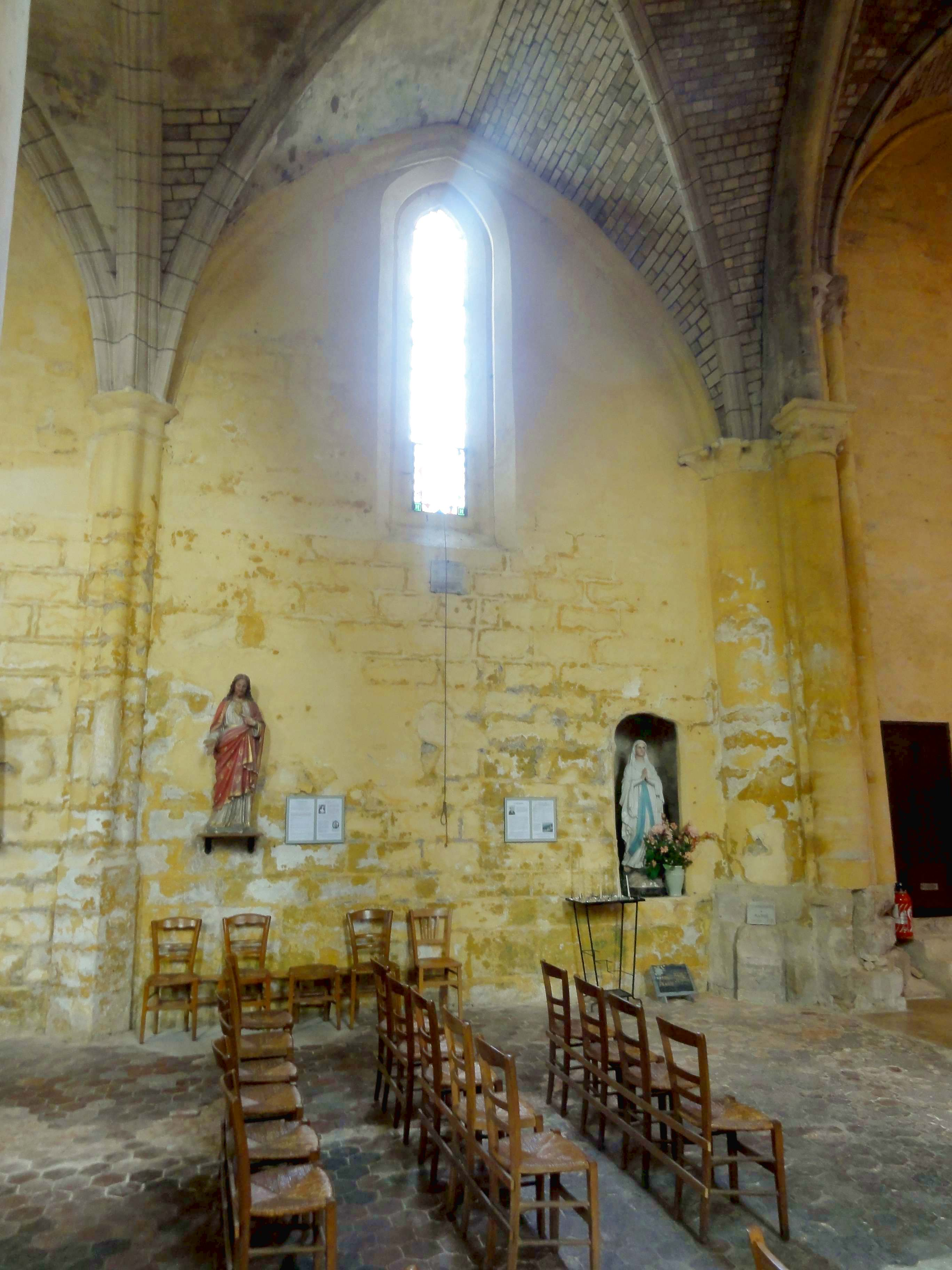
Collatéral, 3e travée, élévation le nord.
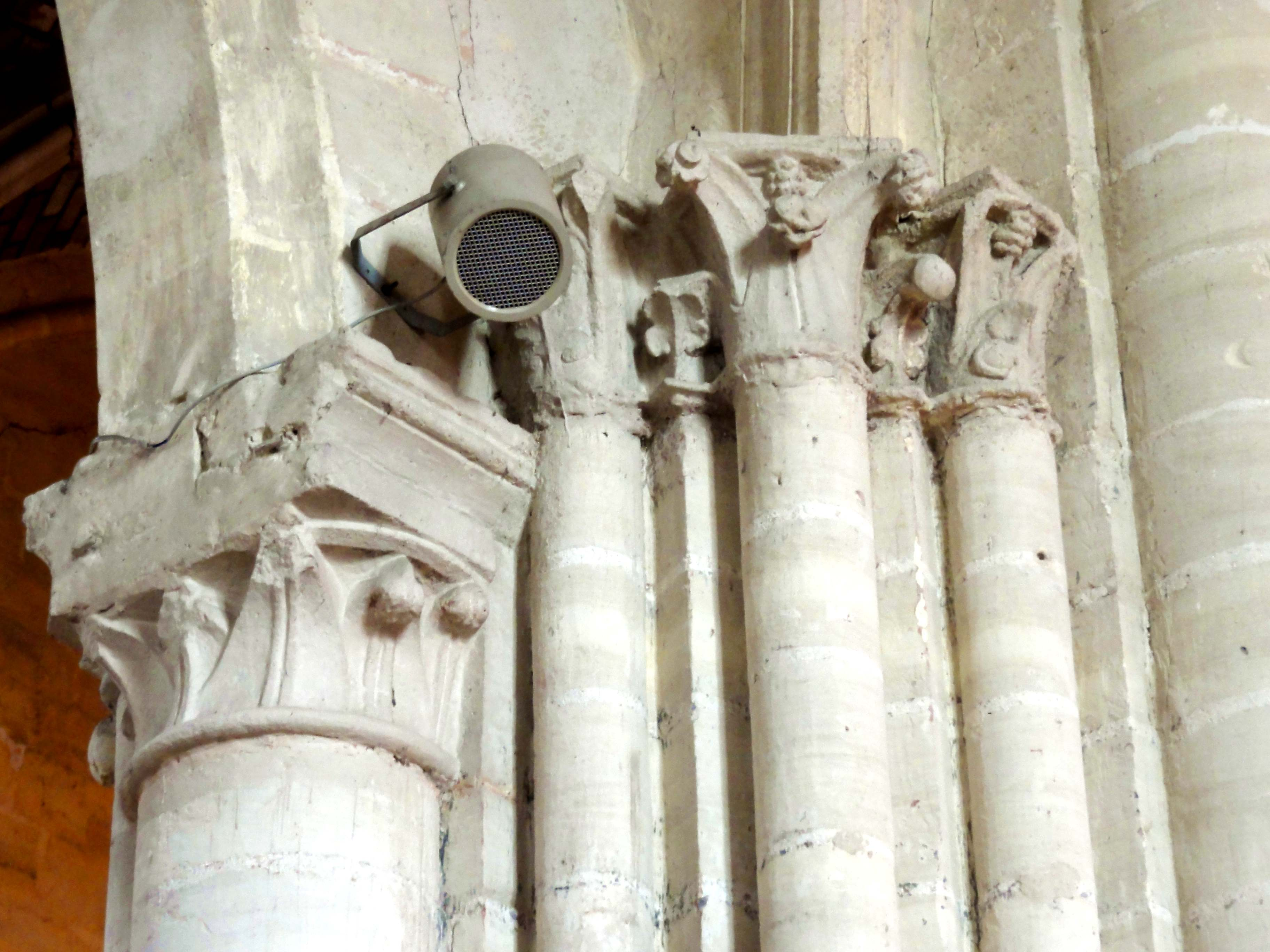
Nef, chapiteaux dans l'angle sud-est.

#### Transept

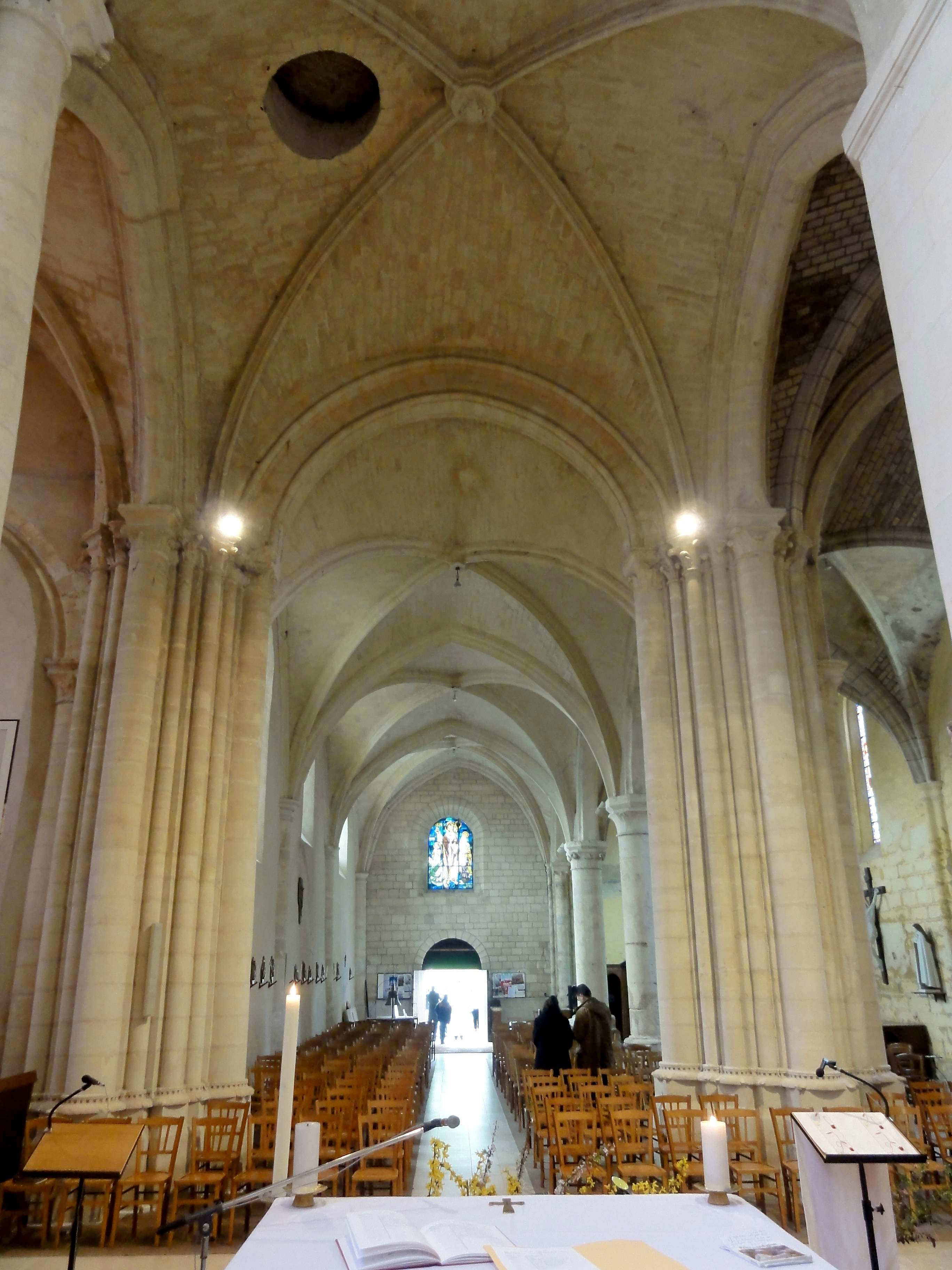
Croisée, vue vers l'ouest.

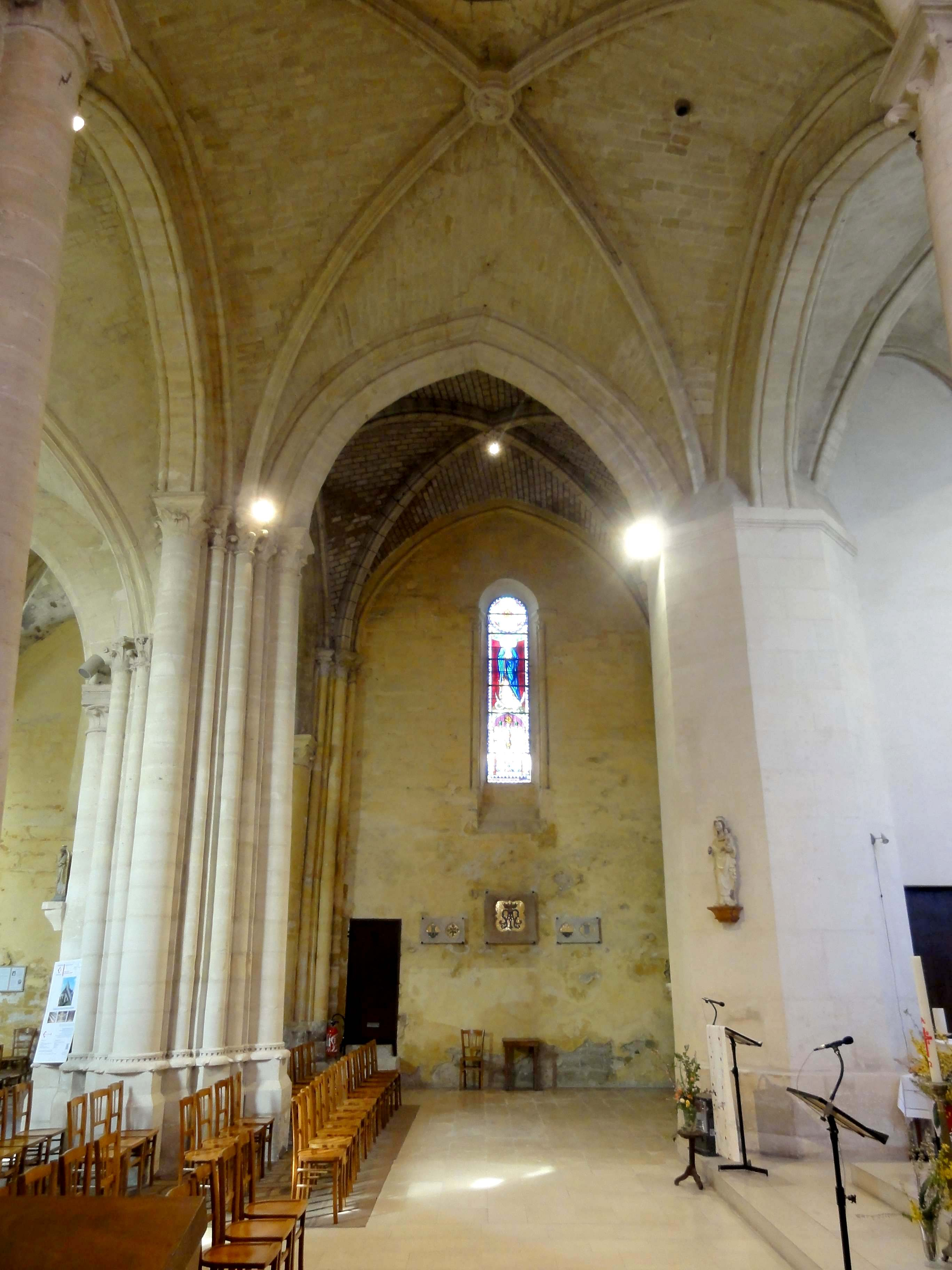
Croisée, vue vers le nord.

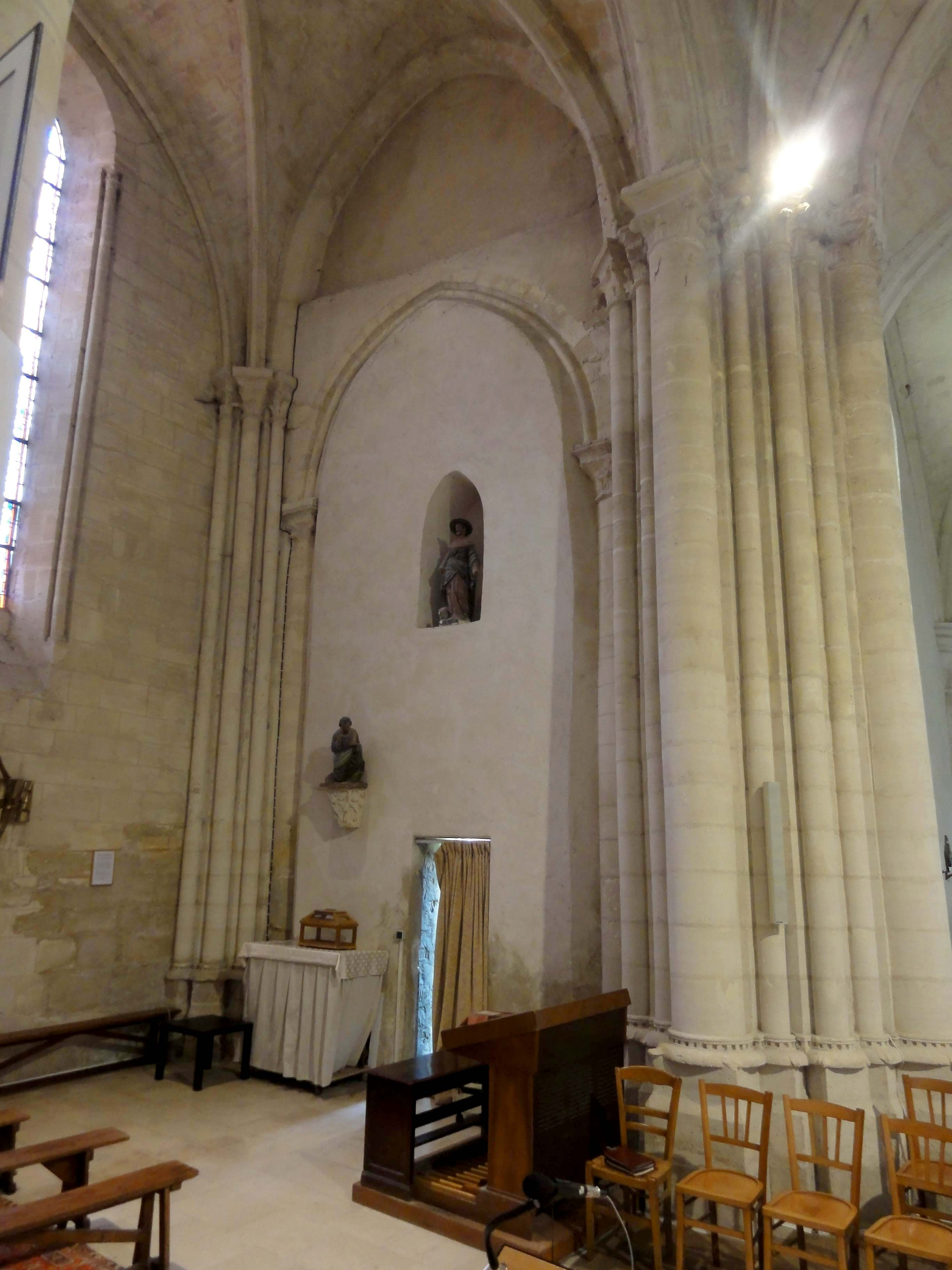
Croisillon sud, côté ouest.

La croisée du transept est de plan approximativement carré. La configuration de ses piliers fasciculés a déjà été signalée dans le contexte des piles occidentales, visibles depuis la nef. Les piles occidentales, entièrement libres, sont cantonnées de seize colonnettes, et les piles orientales, d'onze colonnettes, puisque l'abside n'e possède primitivement pas de chapelles latérales (puis, la chapelle utilisée comme sacristie a été ajoutée). La pile nord-est a été refaite à l'époque moderne. À défaut de caractéristiques stylistiques bien affirmés, et en l'absence de toute source écrite, il pose problème de situer cette réfection dans le contexte des travaux de reconstruction du XVIe siècle, comme le fait Bernard Duhamel. Elle pourrait être bien plus récente. Comme le montrera l'examen de la voûte, il ne s'agit pas non plus d'une reconstruction ordinaire, mais d'une reprise en sous-œuvre par étaiement, qui a permis de conserver également la voûte de l'abside, et le premier étage du clocher en partie. Ces reprises en sous-œuvre, parfaitement reprises à la période gothique, sont monnaie courante, et ont également concerné les croisées des transepts de Chars (trois piles sur quatre), Sacy-le-Grand, Us (pile nord-ouest), Vétheuil (les quatre piles). Assurément du XVIe siècle date seulement l'intrados du doubleau septentrional, qui est en forme de boudin, à l'instar de l'arcade séparant le collatéral nord du croisillon nord. Sinon, les quatre doubleaux conservent, côté croisée, leur rouleau supérieur, qui est un mince tore. On peut également le considérer comme formeret. Ses ogives, également très minces, sont au profil d'un tore devant un bandeau entaillé d'une facette concave de chaque côté. Ce profil est de type gothique rayonnant, et se trouve aussi, avec de légères variations, dans la chapelle du prieuré de Bray, le chœur de Genainville, le chœur de Montgeroult, la chapelle sud de Seraincourt, la chapelle sud d'Us, etc. Effectivement plus tardif que le style gothique primitif de l'église, il ne peut pas être mis en rapport avec une reconstruction au XVIe siècle, mais peut-être au tout début de la guerre de Cent Ans. Comme souvent à la période rayonnante, la clé de voûte est entourée d'un cercle au même profil que les ogives. Ce cercle inscrit un écusson au milieu d'un décor sculpté, qui sont devenus illisibles tous les deux. Les écussons étant quasiment absents des clés de voûte avant la guerre de Cent Ans, une date au deuxième tiers du XIVe siècle paraît plausible.
Avant de regarder de plus près les tailloirs, les chapiteaux et les bases, qui sont ici conservés en plus grand nombre que dans la nef et le collatéral, il convient de comparer la voûte de la croisée à celles des croisillons et de l'abside. La voûte des croisillons est du même type que celle de la croisée. Dans l'angle sud-est, il n'y a, à titre d'exception, qu'une colonnette à chapiteau unique, qui est reçu sur un cul-de-lampe sculpté d'une tête humaine à trois mètres et demi du sol, et ceci en raison de la présence ancienne d'une porte dans le mur oriental, près de l'angle. Ses vestiges ont été complètement effacés à l'intérieur de l'église, mais son piédroit gauche est toujours visible à l'extérieur. Avant de retomber sur le tailloir oblique du même chapiteau, les formerets et l'ogive fusionnent, comme c'est souvent le cas des meneaux des réseaux des fenêtres à la période rayonnante tardive. La voûte du croisillon nord se caractérise par des ogives au profil d'une arête entre deux tores, ce qui est le profil le plus emblématique de la première période gothique. Il apparaît aussi dans l'abside, dont Bernard Duhamel admet que les ogives datent d'origine. Quant aux tailloirs, ils se composent indifféremment d'un filet, d'une baguette et d'un cavet dans l'ensemble de l'église, y compris sur les colonnettes qui flanquent les baies du transept et de l'abside à l'extérieur. Ils sont de plan carré, sauf sur les chapiteaux visibles à l'extérieur au début des anciennes grandes arcades au sud de la nef, et bien sûr, sur les deux gros chapiteaux des grandes arcades. Les corbeilles des chapiteaux sont aussi hautes que larges sur les fortes colonnettes, et par conséquent, paraissent très hautes sur les petits chapiteaux des fines colonnettes. Elles comportent, en partie, une bague en dessous du tailloir, et sont dans ce cas de plan circulaire du haut jusqu'en bas. Mais ce n'est pas le cas de la totalité des chapiteaux, car ce caractéristique ne se généralise pas avant les années 1230. Les deux types de chapiteaux coexistent dans une même travée. La sculpture est dominée par les feuilles nervées aux extrémités recourbées en crochets, à raison d'une par angle et une au milieu de chaque face, quelle que soit la dimension du chapiteau. Les nervures sont parfois perlées. Sur certains chapiteaux, les crochets au milieu des faces sont surmontées d'un fruit d'arum, ou remplacées par une feuille polylobées. Dans l'angle sud-est de la croisée, les feuilles polylobées règnent en exclusivité, mais celles qui flanquent les angles se terminent néanmoins par des crochets. Même les angles saillants des piliers entre deux chapiteaux sont surmontés d'une petite feuille de chêne. Partout, les chapiteaux sont bien fouillés, et d'un niveau très correct. Les bases se composent d'un petit tore aplati ; d'un rang de dents d'engrenage occupant la scotie ; et d'un gros tore aplati flanqué de griffes végétales aux angles. Ces bases à griffes apparaissent également sur les colonnettes des fenêtres. Elles tombent en désuétude au début du XIIIe siècle.
Même à l'origine, les deux croisillons ne sont pas tout à fait identiques. L'arcade très surhaussé du croisillon nord, côté collatéral, a été signalée. Dans le croisillon sud, les supports sont organisés de la même façon, et les fûts sont de la même hauteur, mais l'arcade bouchée affecte un tracé normal, et n'atteint donc pas le sommet de la voûte. Mais puisque les voûtes de la nef et du collatéral nord sont plus aigües que celles des parties orientales, et l'ont toujours été, comme le montre la configuration des supports à l'est de la nef, il est peu probable que l'on puisse en conclure une hauteur plus faible du collatéral sud disparu. Le mur oriental du croisillon sud comporte, près de la pile du clocher, une lancette bouchée. Elle est flanquée de deux fines colonnettes à chapiteaux, comme c'est le cas des autres baies du transept et de l'abside. En même temps, elle n'est pas surmontée d'une archivolte torique, qui est normalement indissociable des colonnettes à chapiteaux. Cette particularité est également commune à l'ensemble des lancettes des travées orientales, mais cette fois-ci, à l'exception des élévations extérieures. Le désaxement de la fenêtre vers la gauche (vers le nord) s'explique par la présence ancienne du portail, qui motive déjà le cul-de-lampe dans l'angle sud-est. Le sommet de la lancette est coupé par un oculus entouré de moulures, lui aussi bouché. Un tel oculus existe aussi dans le mur oriental du croisillon nord, et là non plus, il ne doit pas dater d'origine. Restent encore, aux deux extrémités nord et sud du transept, deux lancettes décorées de la façon déjà décrite. Elles ne sont guère suffisantes pour éclairer le transept, qui est donc assez sombre. Dans les églises munies de bas-côtés moins élevés que la nef, les croisillons ont souvent des fenêtres du côté ouest. Il reste à signaler que ni le croisillon nord, ni le croisillon sud ne reflètent plus l'harmonie de l'architecture d'origine. Dans le croisillon nord, de même que dans le carré du transept et l'abside, la difforme pile nord-est du clocher est dommageable pour l'esthétique. Dans le croisillon sud, l'arcade et la fenêtre bouchées donnent l'impression d'une église mutilée.

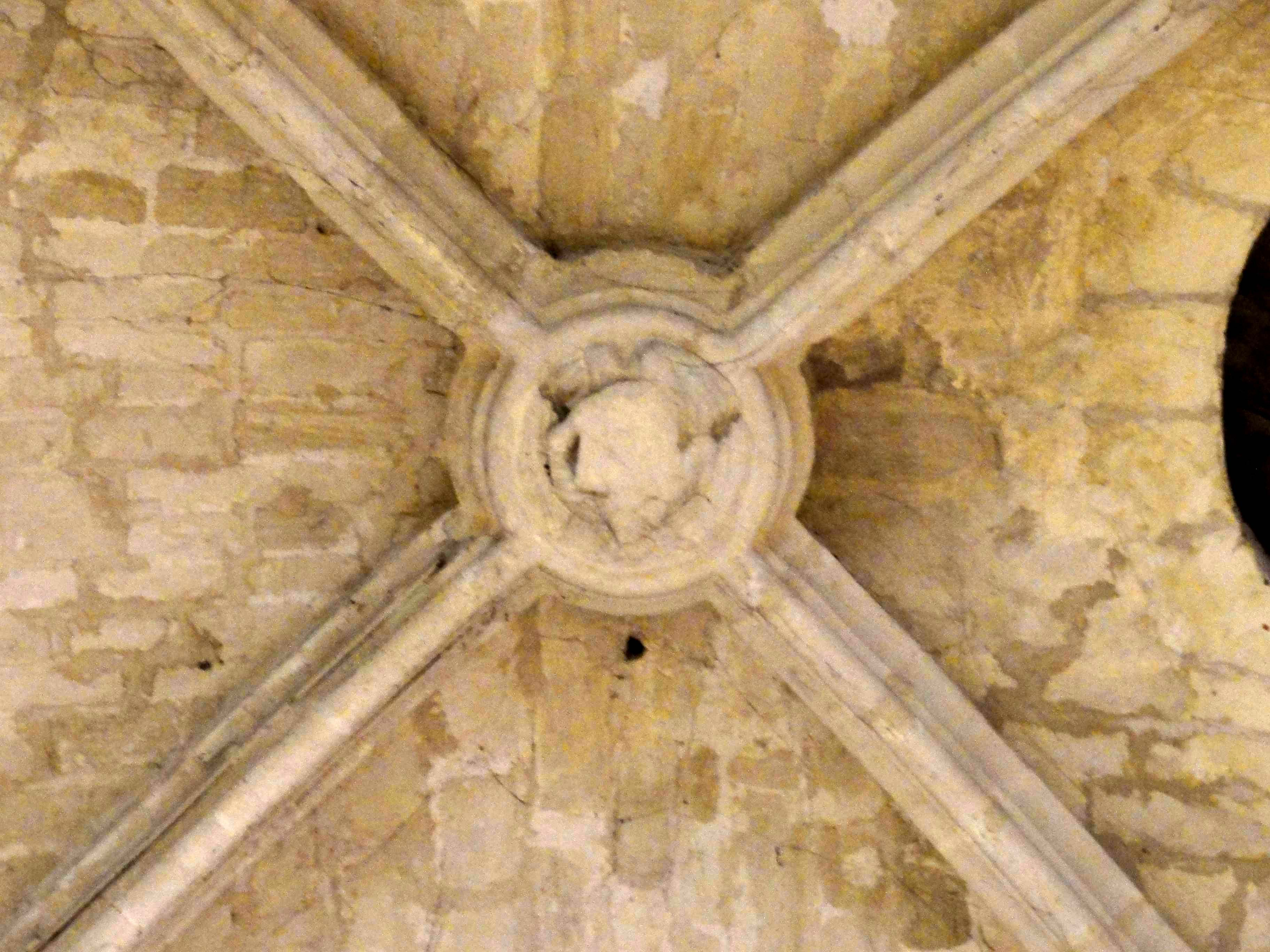
Croisée, clé de voûte.
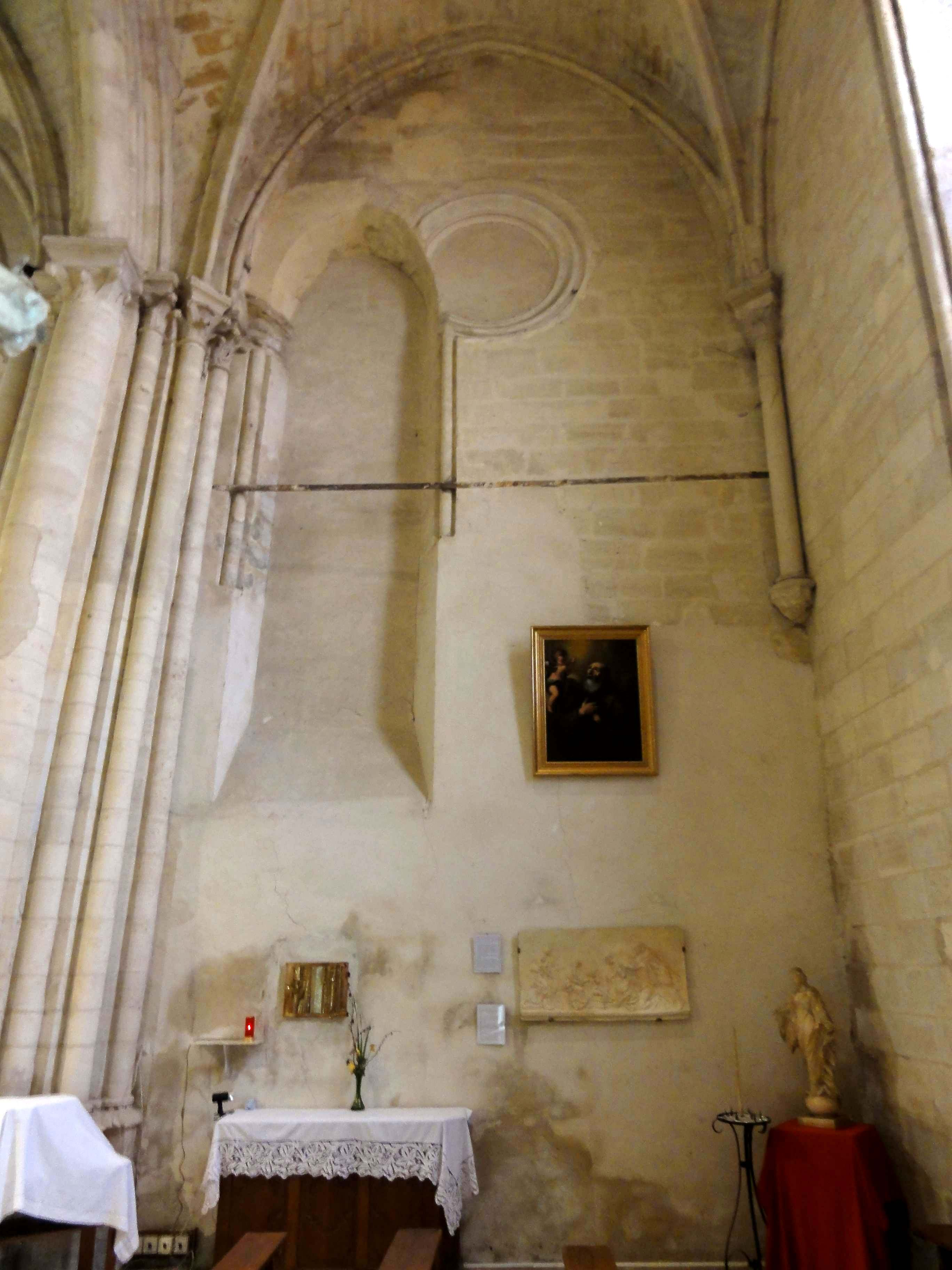
Croisillon sud, vue vers l'est.
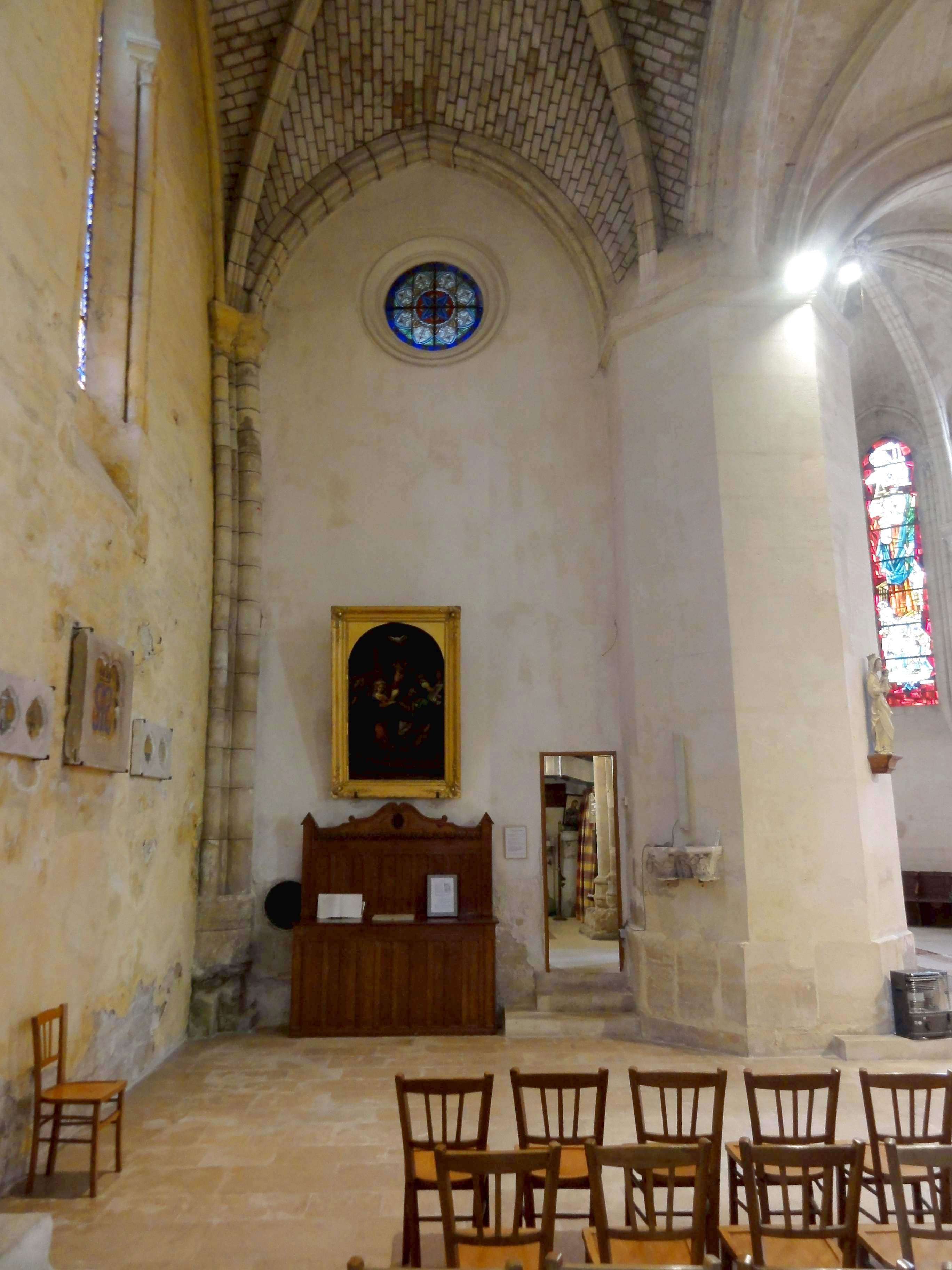
Croisillon nord, vue vers l'est.
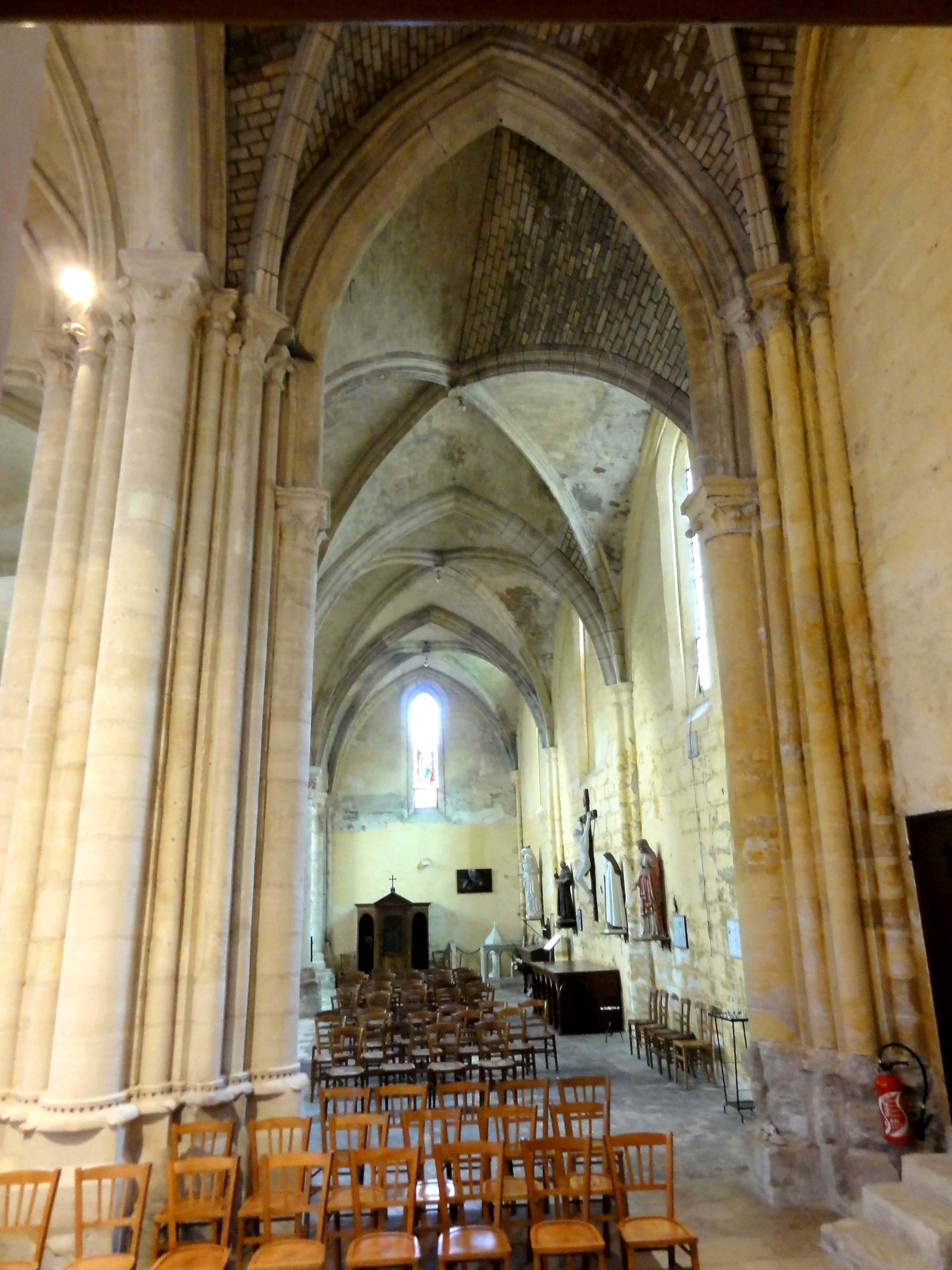
Croisillon nord, vue vers l'ouest.
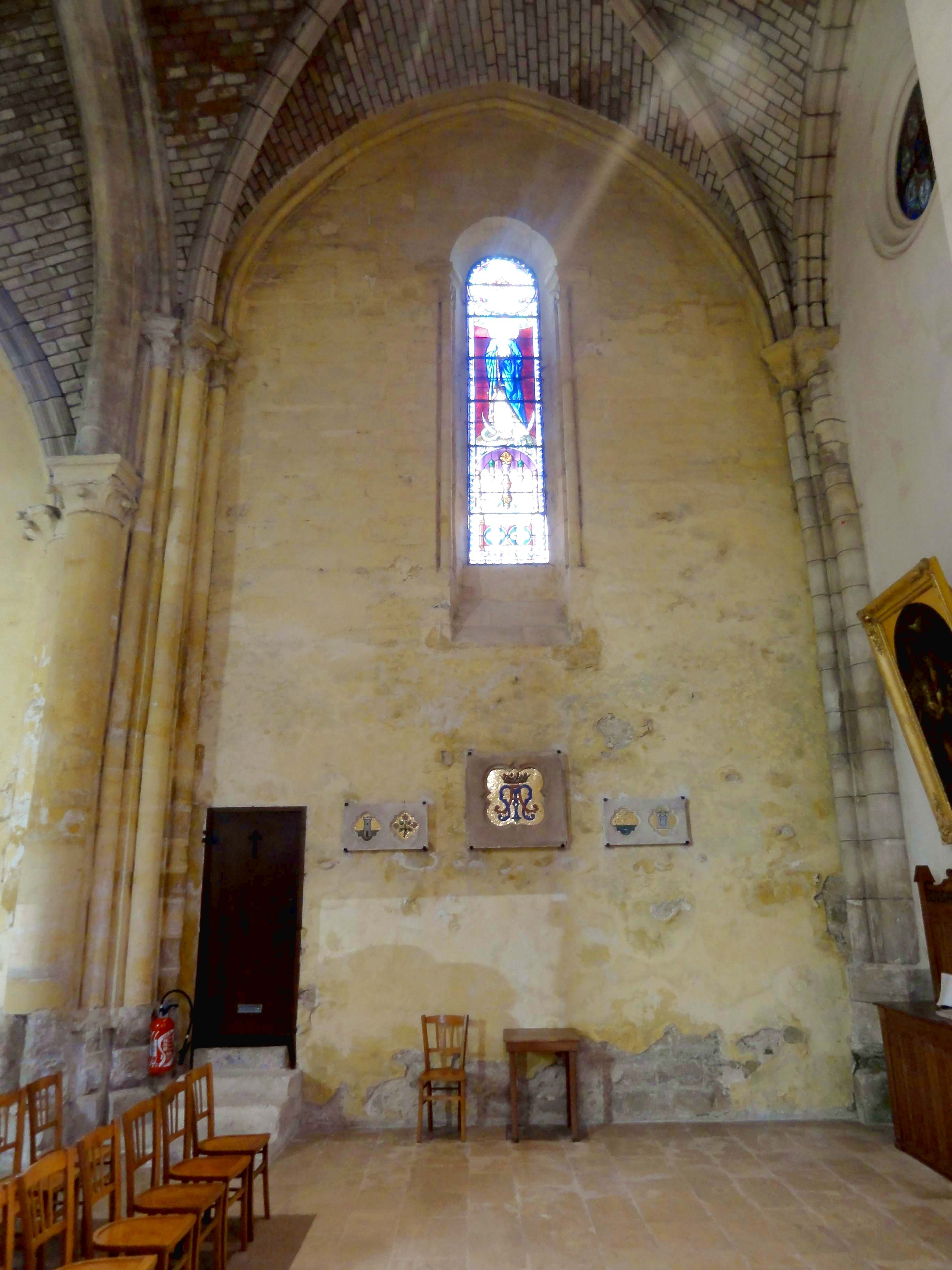
Croisillon nord, vue vers le nord.
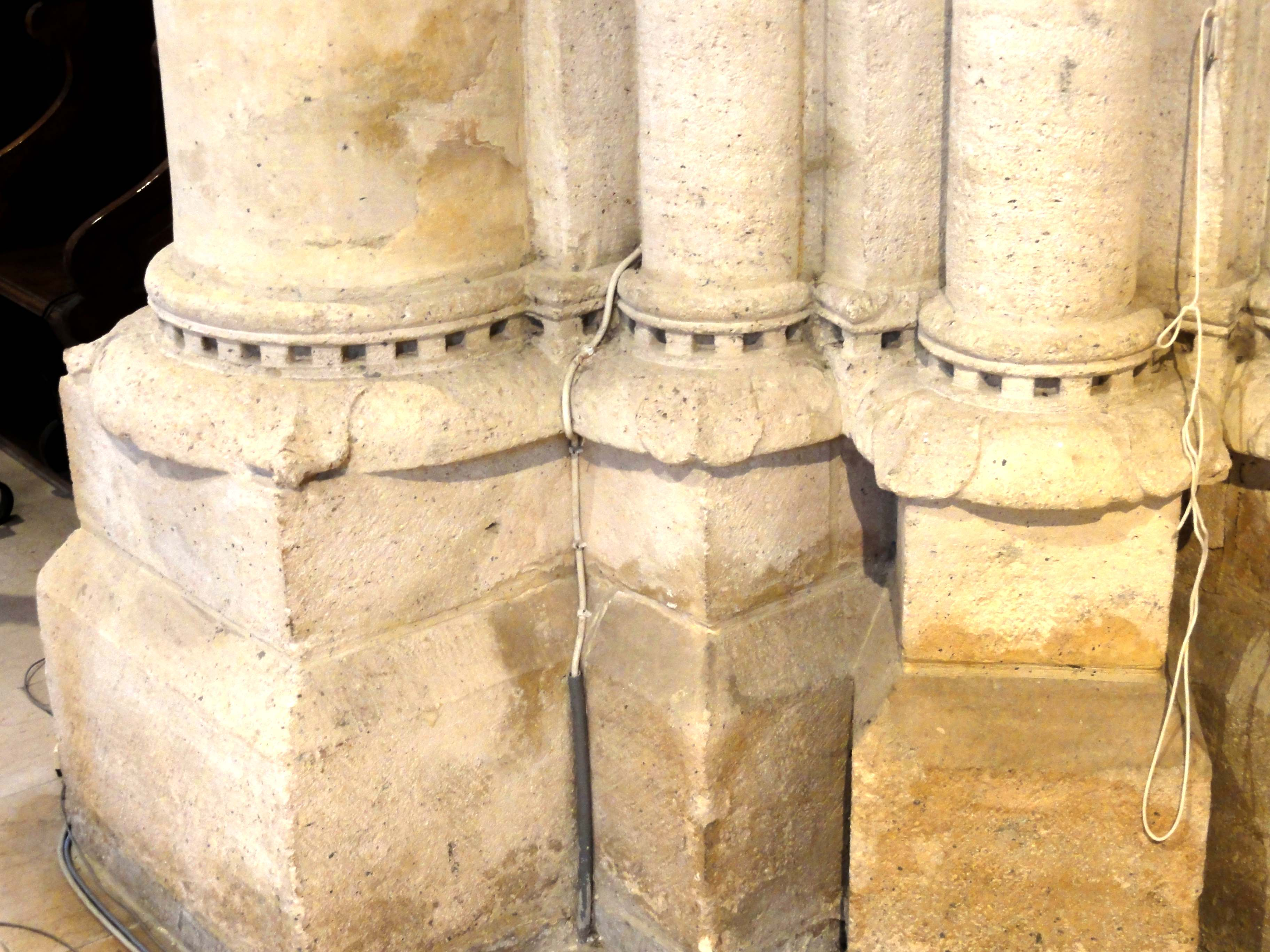
Bases des colonnettes.

#### Abside

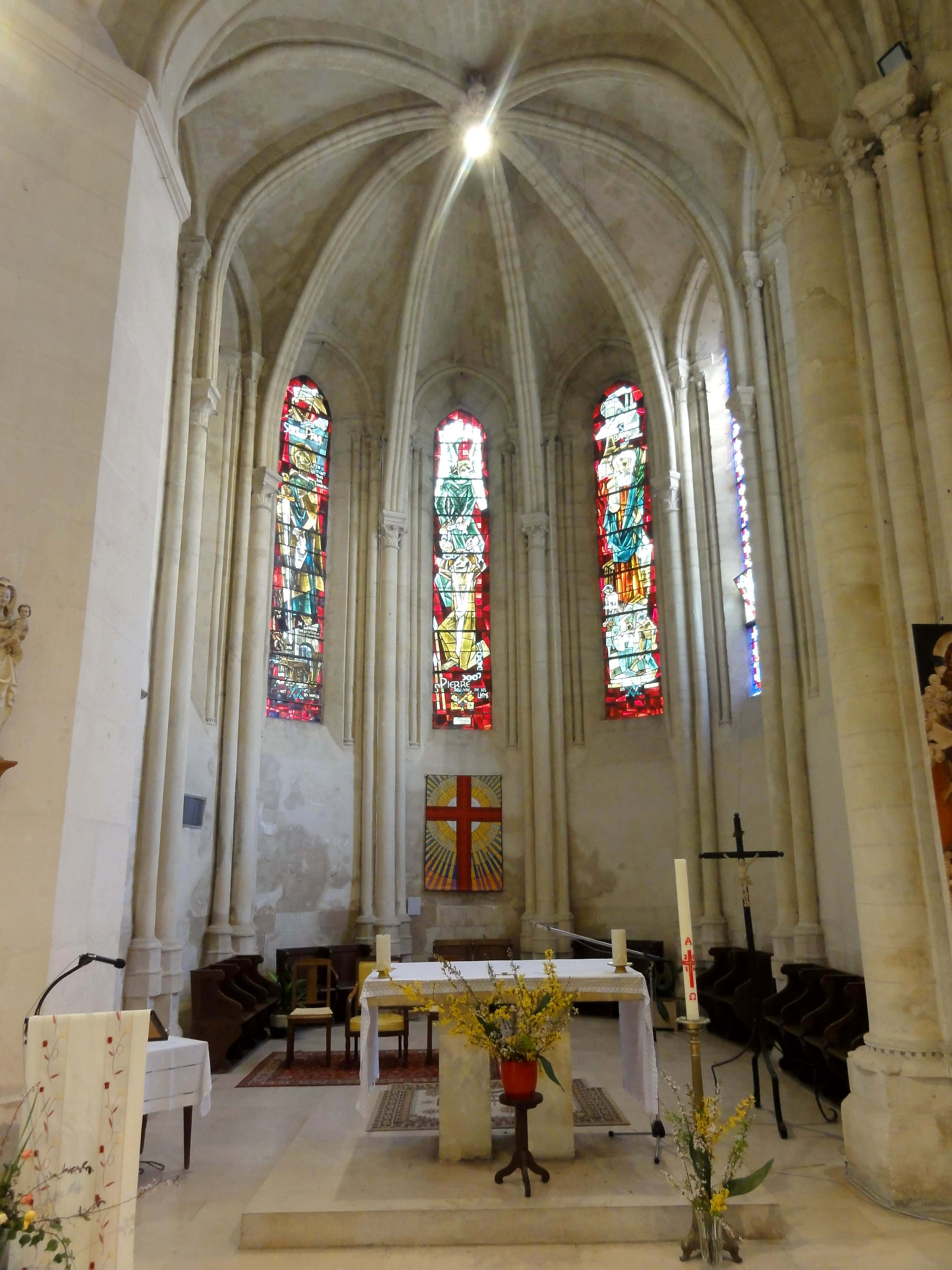
Vue vers l'est.

Dans une région où le chevet plat domine, les chœurs polygonaux sans bas-côtés ni déambulatoire ne sont pas nombreux à la première période gothique. Dans le Vexin, l'on peut notamment citer, en plus de Vaux-sur-Seine, Avernes, Gouzangrez, Grisy-les-Plâtres, Longuesse, Nesles-la-Vallée, Vétheuil et Us, ainsi que Marines, où le caractère d'origine s'est perdu au gré des remaniements. Juziers constitue un cas particulier avec trois niveaux d'élévation. Ces chœurs ont en commun l'éclairage par des lancettes simples, et des contreforts fortement saillants scandés par de multiples ressauts. À Gouzangrez, Us, Vaux et Vétheuil, l'abside est à sept pans. Vaux constitue l'unique exemple d'une abside à sept pans qui se limite à une seule travée. Elle est cependant assez profonde. Dans le Vexin, c'est également le seul cas où le chevet est en hémicycle à l'extérieur, mais à pans coupés à l'intérieur. À Gouzangrez et Us, les fenêtres manquent un peu de hauteur. Elles ne sont décorées de colonnettes à chapiteaux à l'intérieur qu'à Juziers et Vaux. Partout ailleurs, l'on s'est contenté de l'effet décoratif des formerets, qui soulignent souvent les contours des baies. Les colonnettes décoratives ne sont placées qu'à l'extérieur, où l'on y renonce totalement. L'église Saint-Pierre-aux-Liens peut ainsi s'enorgueillir de posséder l'une des absides les plus soignées dans le Vexin, ce qui vaut aussi pour l'extérieur, comme il sera évoqué ci-dessous. Il n'y a aucune scansion horizontale, ce qui renforce, avec l'étroitesse des pans, l'impression d'un édifice élancé, bien que la hauteur sous le sommet des voûtes soit en réalité modeste. Les proportions et la disposition des colonnettes sont bien étudiées. Entre deux pans de l'abside, l'on trouve une forte colonnette, du même diamètre que pour le rouleau inférieur des doubleaux, et de la même hauteur. Elle est encadrée par deux fines colonnettes réservées aux formerets, et deux autres fines colonnettes à vocation décorative, qui jouxtent immédiatement les ébrasements des baies. Les colonnettes des fenêtres n'atteignent pas le sol, et ont leurs bases situées en bas des forts glacis à l'appui des baies. Ces bases sont identiques à celles signalées dans le transept. Les autres bases sont dépourvues de dents d'engrenage, mais ont apparemment été refaites lors d'une restauration. Leurs socles polygonaux présentent une retraite amortie par un tore, ce qui n'est pas usuel, et sont implantés beaucoup trop haut, sans doute pour tenir compte de la présence ancienne d'une estrade. Les socles d'origine subsistent en dessous. Ils sont de plan carré, comme dans le transept, et leur ressaut est amorti par un chanfrein. Cette disposition illustre bien les choix aléatoires effectués lors de certaines restaurations. Elle est dommageable pour l'esthétique du sanctuaire, au même titre que la pile refaite du transept, et le mur aveugle et enduit au nord, où la fenêtre était obturée par le toit en appentis de la sacristie. L'ébrasement de la baie et ses colonnettes sont ici noyés dans le mur. Heureusement, la voûte n'est pas altérée, et ses huit branches d'ogives rayonnant autour d'une clé centrale sculptée de feuillages sont d'un bel effet.

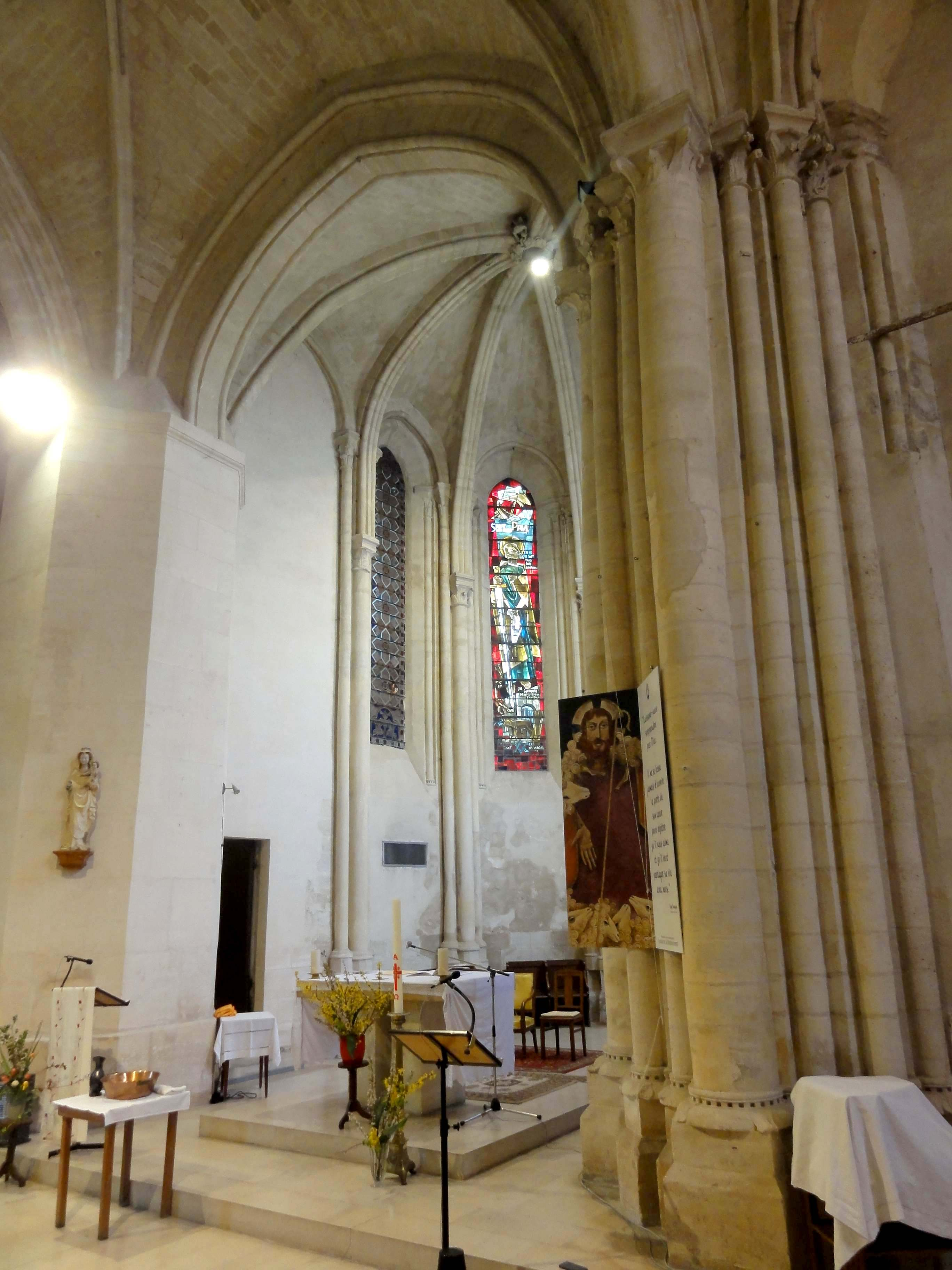
Vue vers le nord-est.
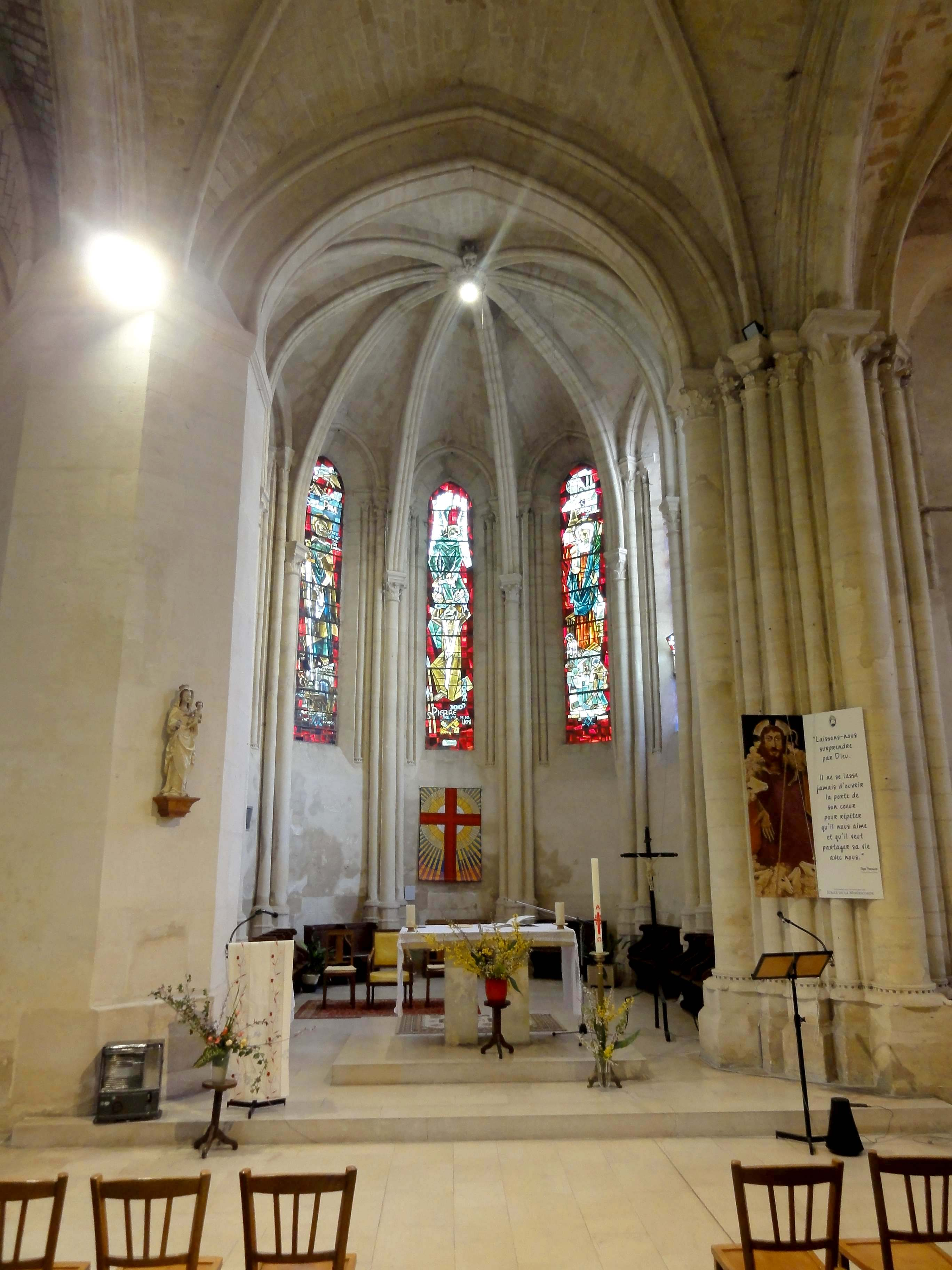
Croisée, vue vers l'est.
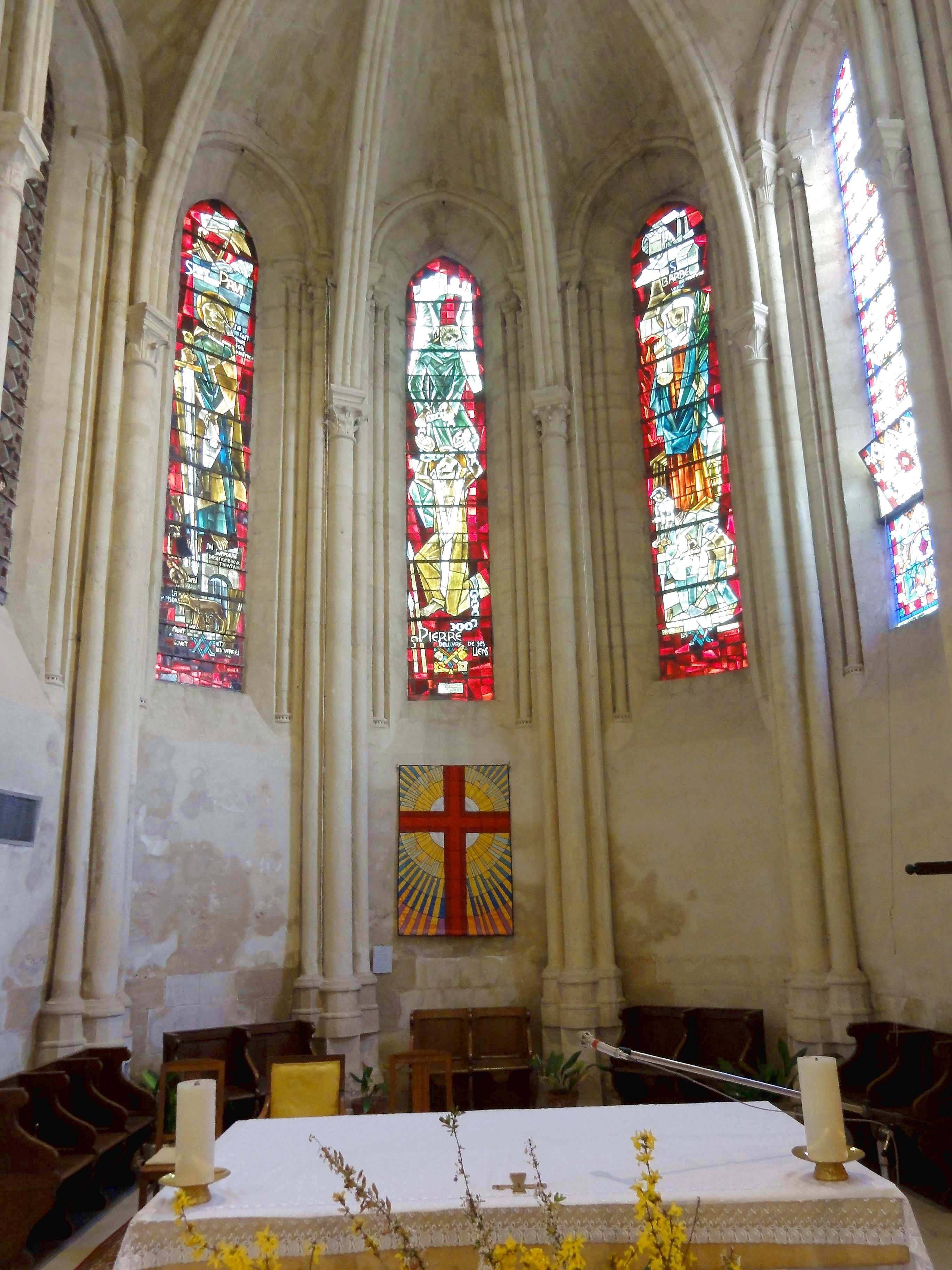
Chevet.
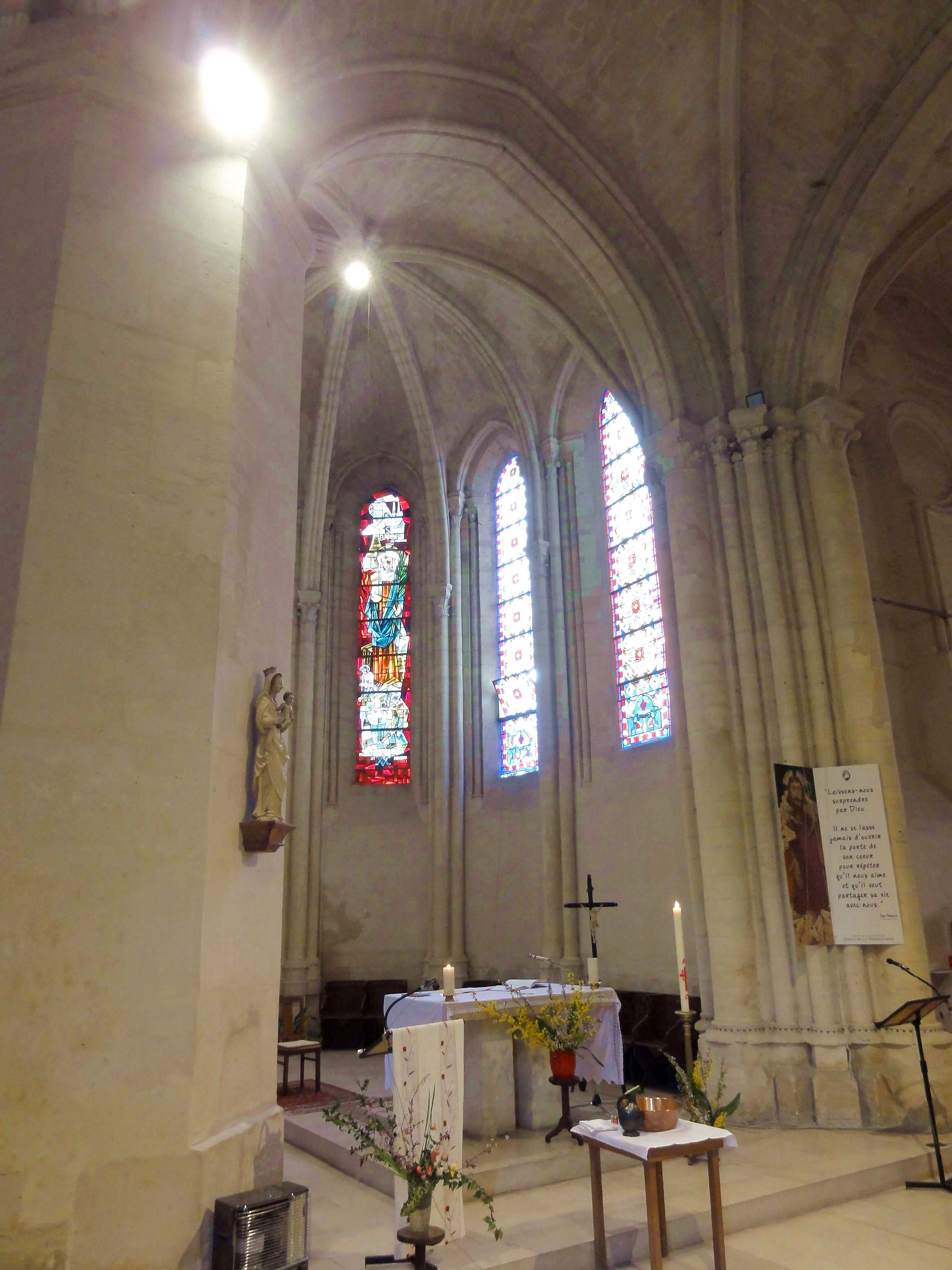
Vue vers le sud-est.
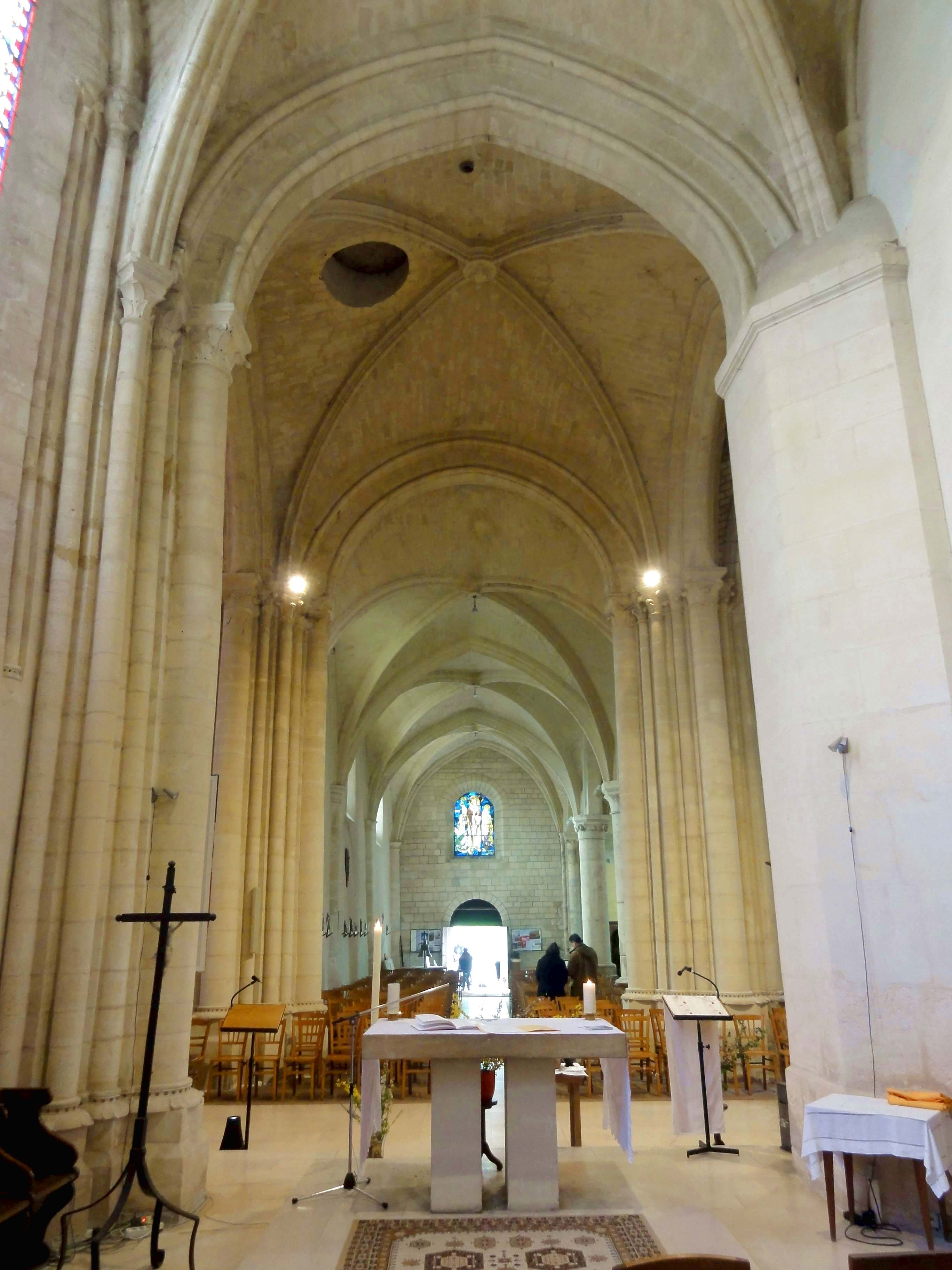
Vue vers l'ouest.
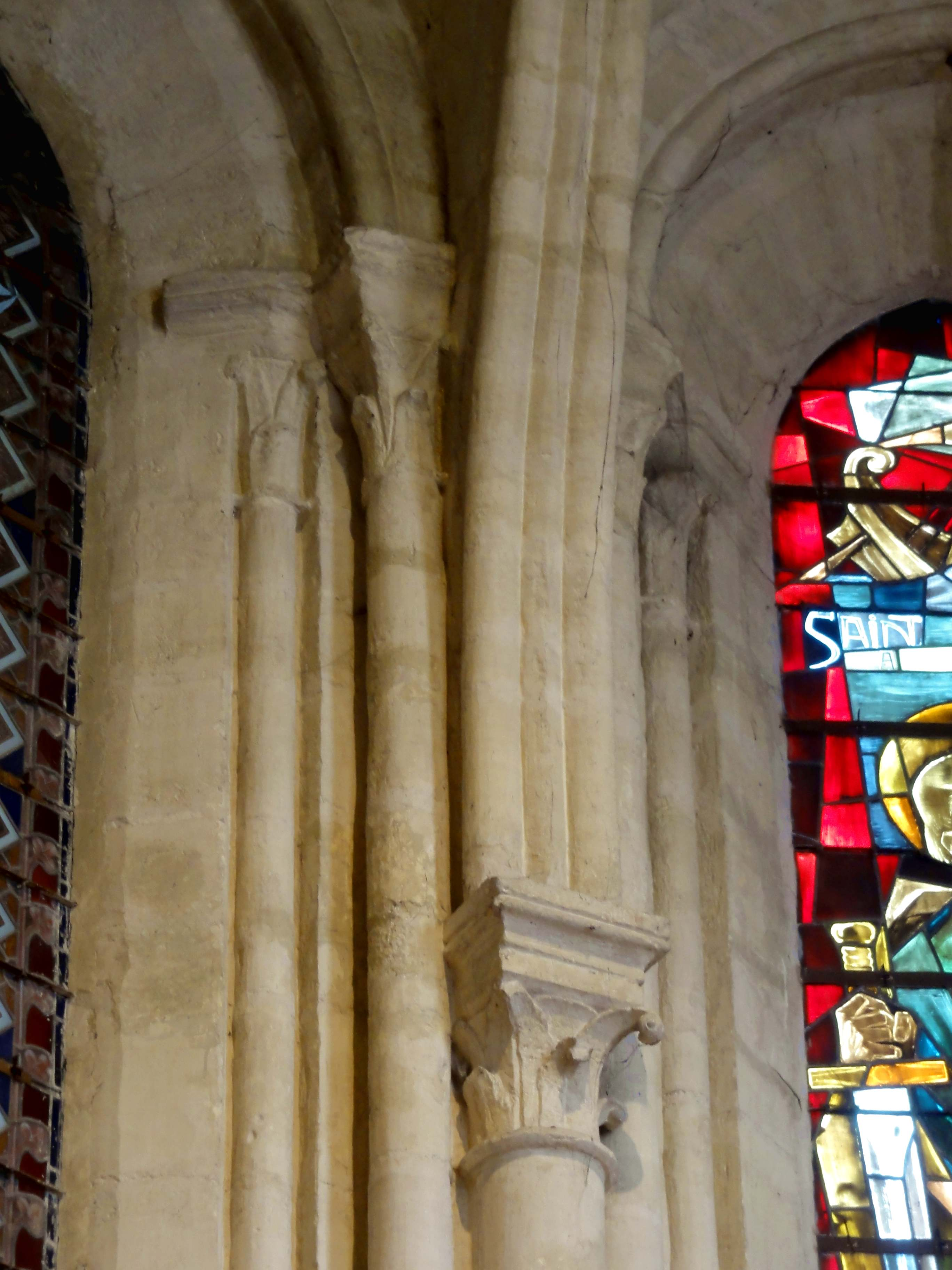
Chapiteaux dans l'angle.

### Extérieur

#### Façade occidentale

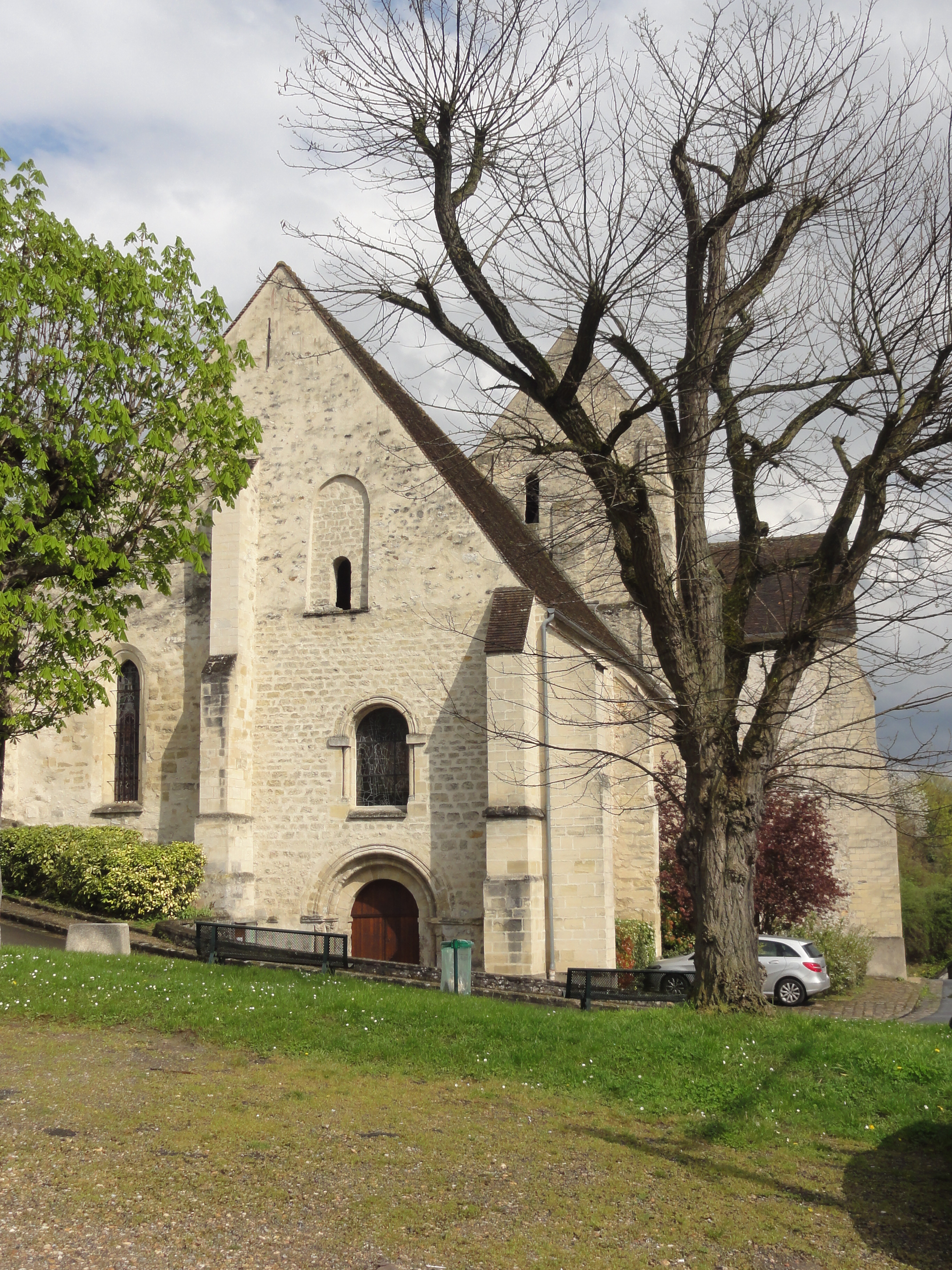
Vue depuis l'ouest.

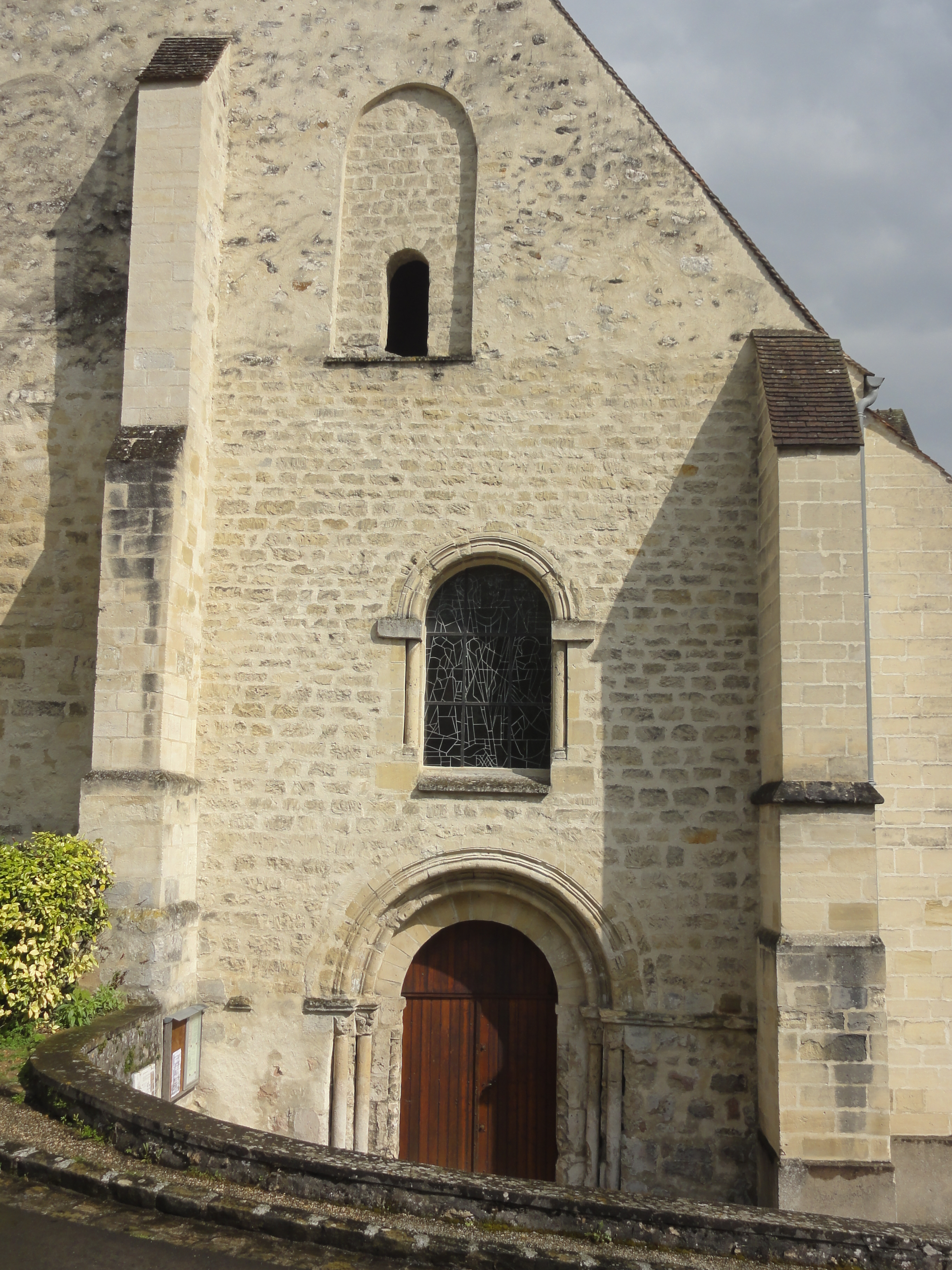
Partie droite de la façade.

La façade occidentale, qui tourne le dos au village, est bipartie. La partie droite, correspondant à la nef de la précédente église du temps de l'érection de la paroisse, est appareillée en moellons retaillées, de manière régulière, mais avec des joints épais. La partie gauche, correspondant au collatéral nord, est bâtie en moellons irréguliers noyés dans un mortier. Les contreforts et les pourtours des baies sont néanmoins en grande partie réalisés en pierre de taille. Le contrefort de gauche est moderne. Le contrefort médian est contemporain de la partie ancienne de la façade, mais a été exhaussé lors de la construction du pignon actuel, après la démolition du collatéral sud. Il se retraite deux fois par un fruit, puis par un glacis, qui était initialement le glacis sommital. En comparaison, le contrefort de gauche, élevé en même temps que le collatéral, au début du XIIIe siècle, est scandé par un larmier au niveau de la limite des allèges.
Le portail, compris dans la partie droite, constitue le seul élément remarquable de la façade. Il était en grande partie enterré jusqu'à la restauration de 1970, et l'accès se faisait alors par un portail latéral au sud de la nef. Ce portail, de style roman, est en plein cintre, et à triple archivolte. La voussure inférieure est un simple rang de claveaux non moulurés, et résulte, dans sa forme actuelle, d'une restauration. La voussure médiane se compose de deux gorges séparés par un filet et d'un tore, et la voussure supérieure, d'une gorge, de deux filets et d'un tore. La double gorge et le double filet sont rares. À la voussure inférieure, correspondent deux tailloirs et chapiteaux arasés, mais des vestiges des tailloirs subsistent à l'intérieur des piédroits. Des fines colonnettes à chapiteaux monolithiques sont engagées dans les angles des montants. Vraisemblablement rapportées, comme le donnent à penser la superposition de deux chapiteaux et les petites dimensions des colonnettes monolithiques, elles sont d'une facture archaïque. Les chapiteaux sont sculptés de tiges et palmettes simples, et les colonnettes sont garnies, à intervalles réguliers, de tiges disposés diagonalement, de façon que deux tiges se rencontrent à l'angle, et forment une petite volute. Ce type de décor se trouve parfois sur les colonnettes des baies des clochers. Au deux autres voussures, correspondent des tailloirs et chapiteaux partiellement mutilés du milieu du XIIe siècle. À droite, l'on reconnaît encore aisément des feuilles d'acanthe et une chimère évoquant un petit rongeur dressé sur son postérieur, et à gauche, un griffon aux ailes déployées. Sa tête, d'allure humaine, occupe l'angle. Des palmettes figurent en dessous des ailes. Les fûts de ces chapiteaux sont en délit, et logées dans des ressauts du mur.
Au-dessus du portail, le mur est ajouré d'une fenêtre, qui est cantonnée de deux colonnettes en délit, et surmontée d'une archivolte analogue à la voussure supérieure du portail. Les chapiteaux ont malheureusement été remplacés par des blocs de pierre même pas épannelés. Il serait à vérifier si un chapiteau roman déposé, réemployé comme console à l'intérieur de l'église, provient de la façade. Deux tiges se croisent en bas de la face frontale, puis partent diagonalement rejoindre les angles, où elles rencontrent une autre tige sculptée sur la face frontale. Des hommes, dont l'on voit uniquement les têtes, les bras et les mains, se saisissent de ces tiges. De petites palmettes inversées figurent en bas des angles. Reste à signaler deux grandes baies en plein cintre bouchées en bas du pignon. Dans le mur qui bouche la baie de droite, s'ouvre une baie en plein cintre beaucoup plus petite. L'on peut s'interroger sur l'opportunité de prévoir des baies aussi grandes pour l'aération des combles. Il paraît plus probable que ces baies étaient destinées à éclairer l'espace intérieur, pendant les quelques décennies (voire le siècle) que les voûtes du début du XIIIe siècle étaient déjà détruites, et les voûtes actuelles pas encore construites.

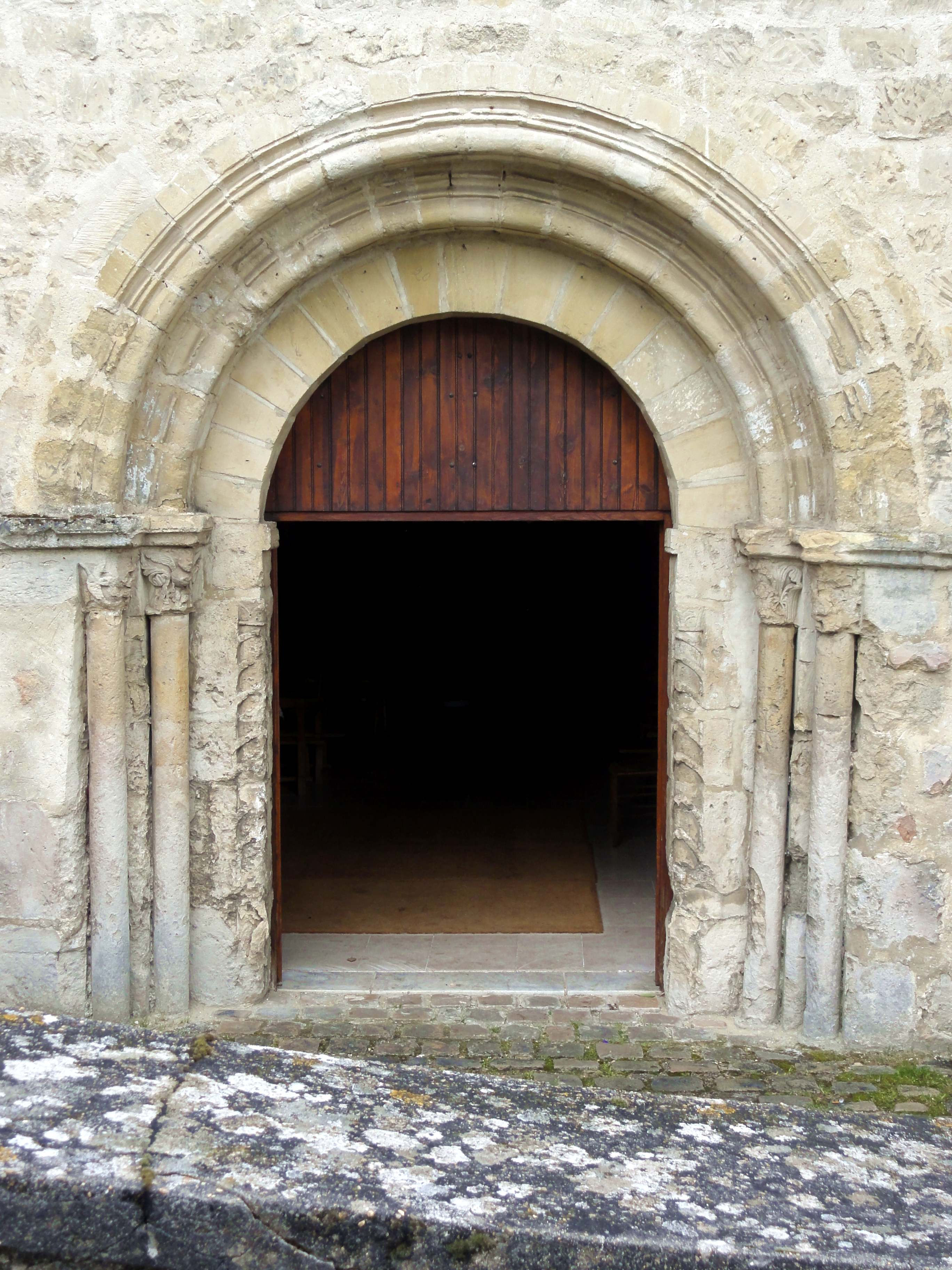
Portail occidental roman.
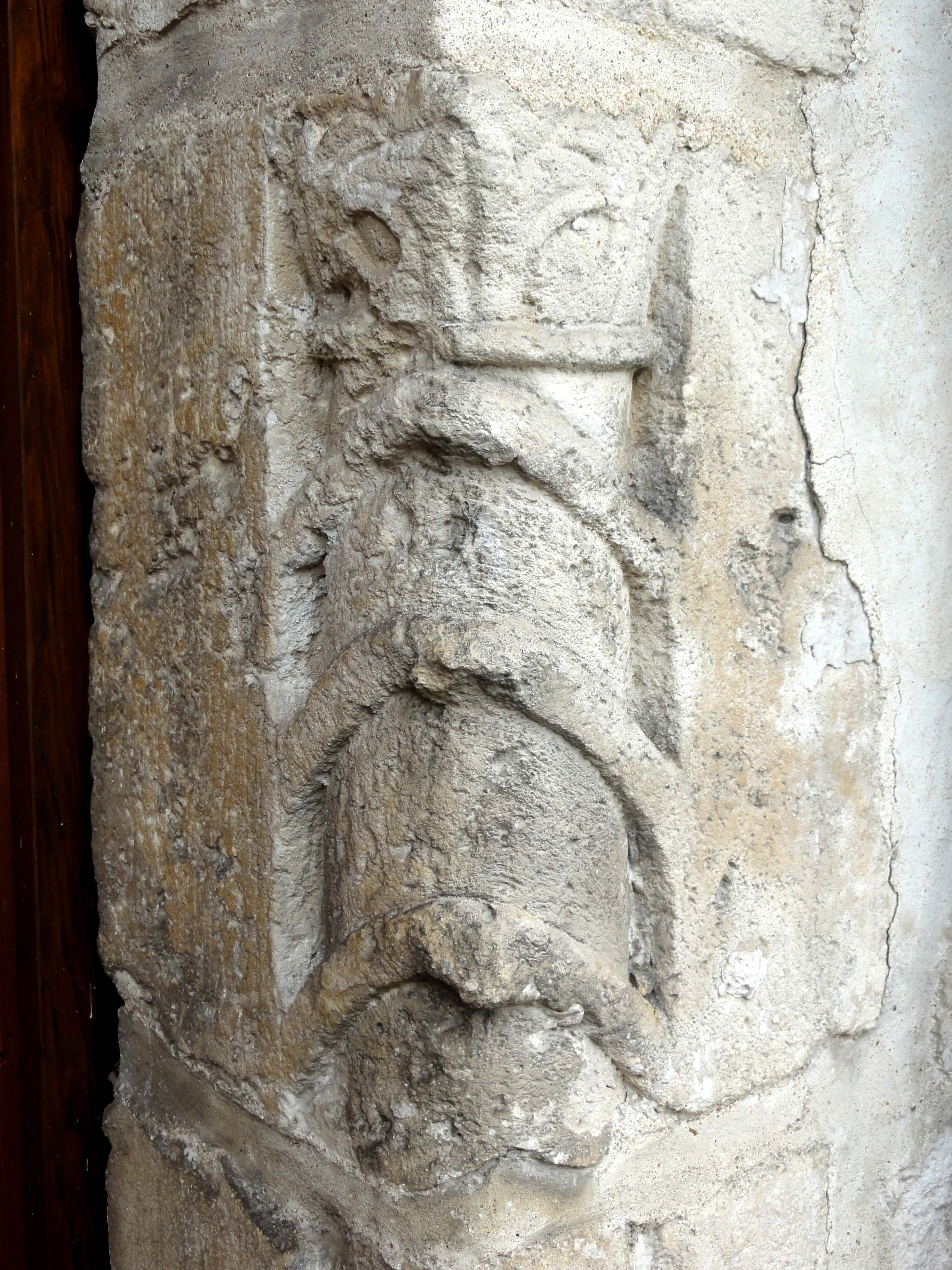
Colonnette monolithique de réemploi à droite.
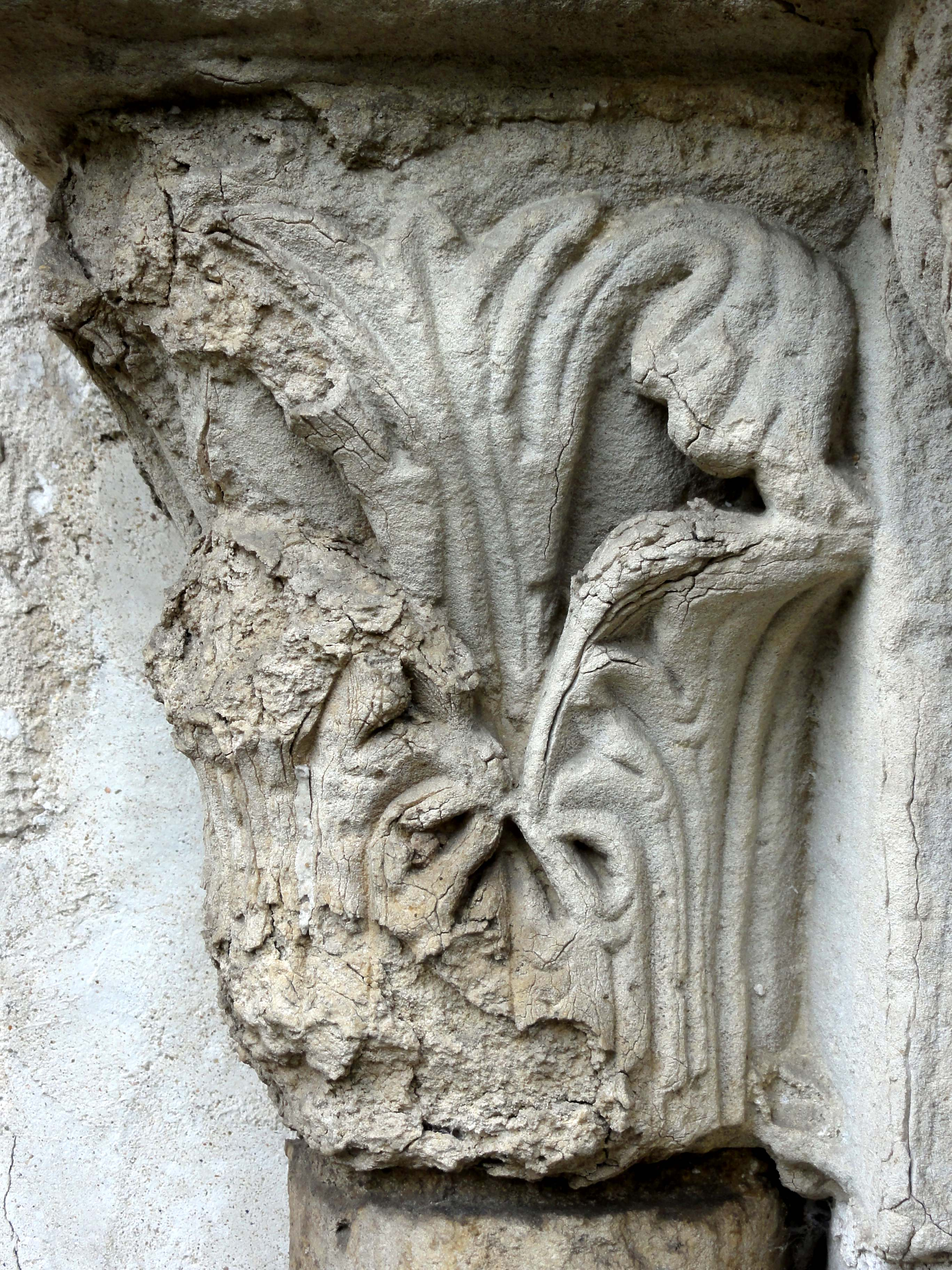
Chapiteau de feuilles d'acanthe à droite.
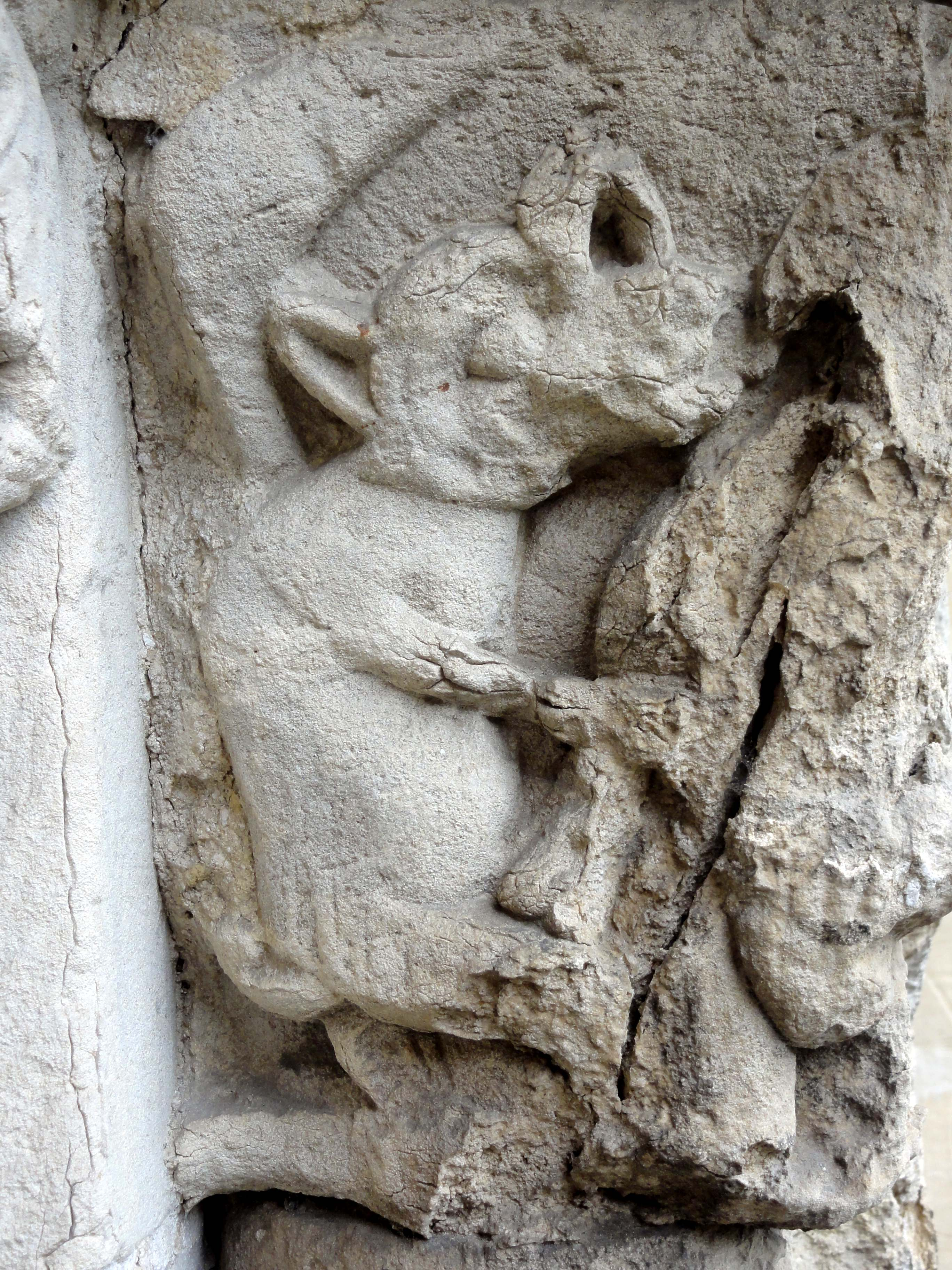
Chapiteau sculpté d'une chimère à droite.
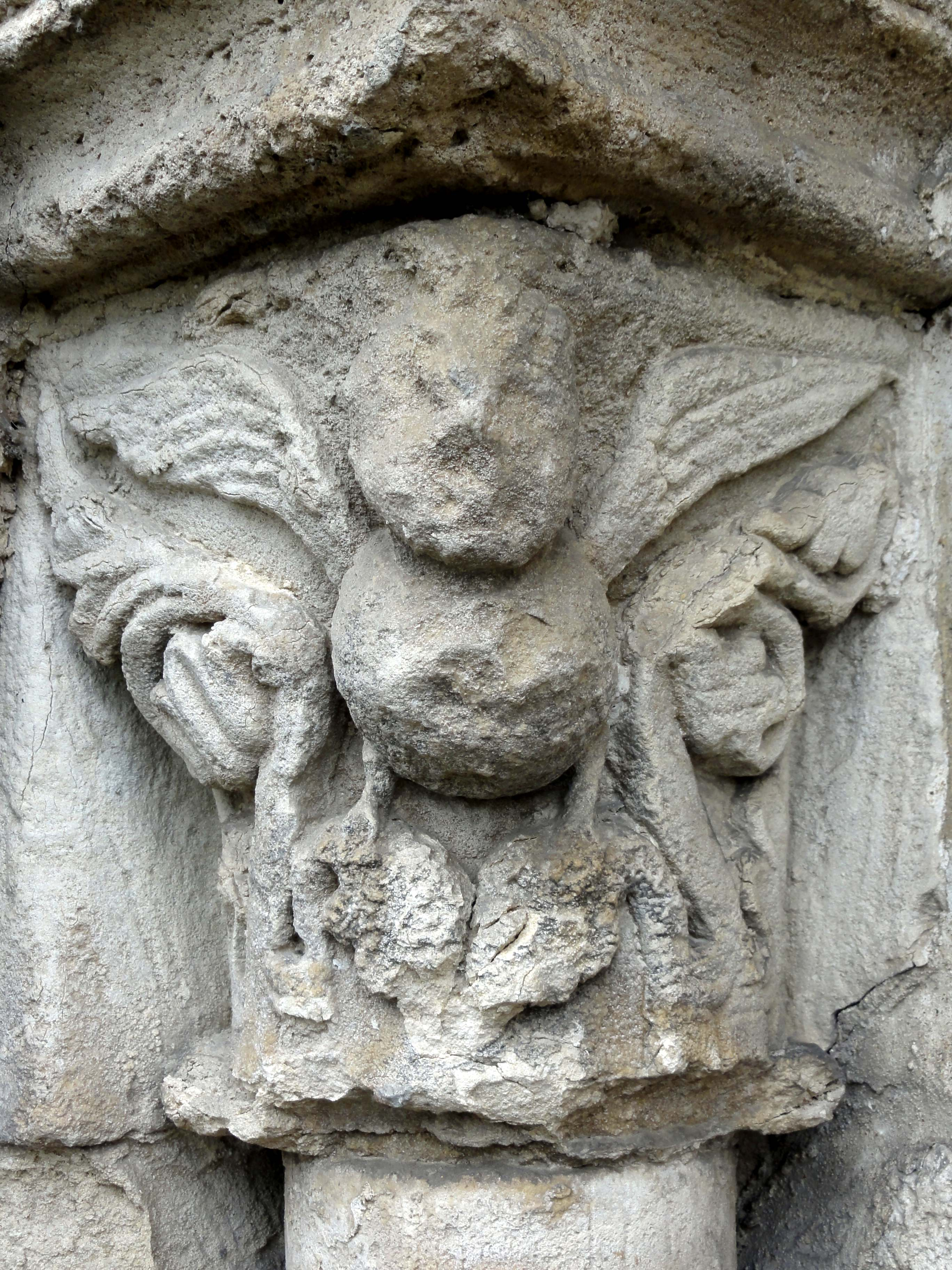
Chapiteau sculpté d'un griffon à gauche.
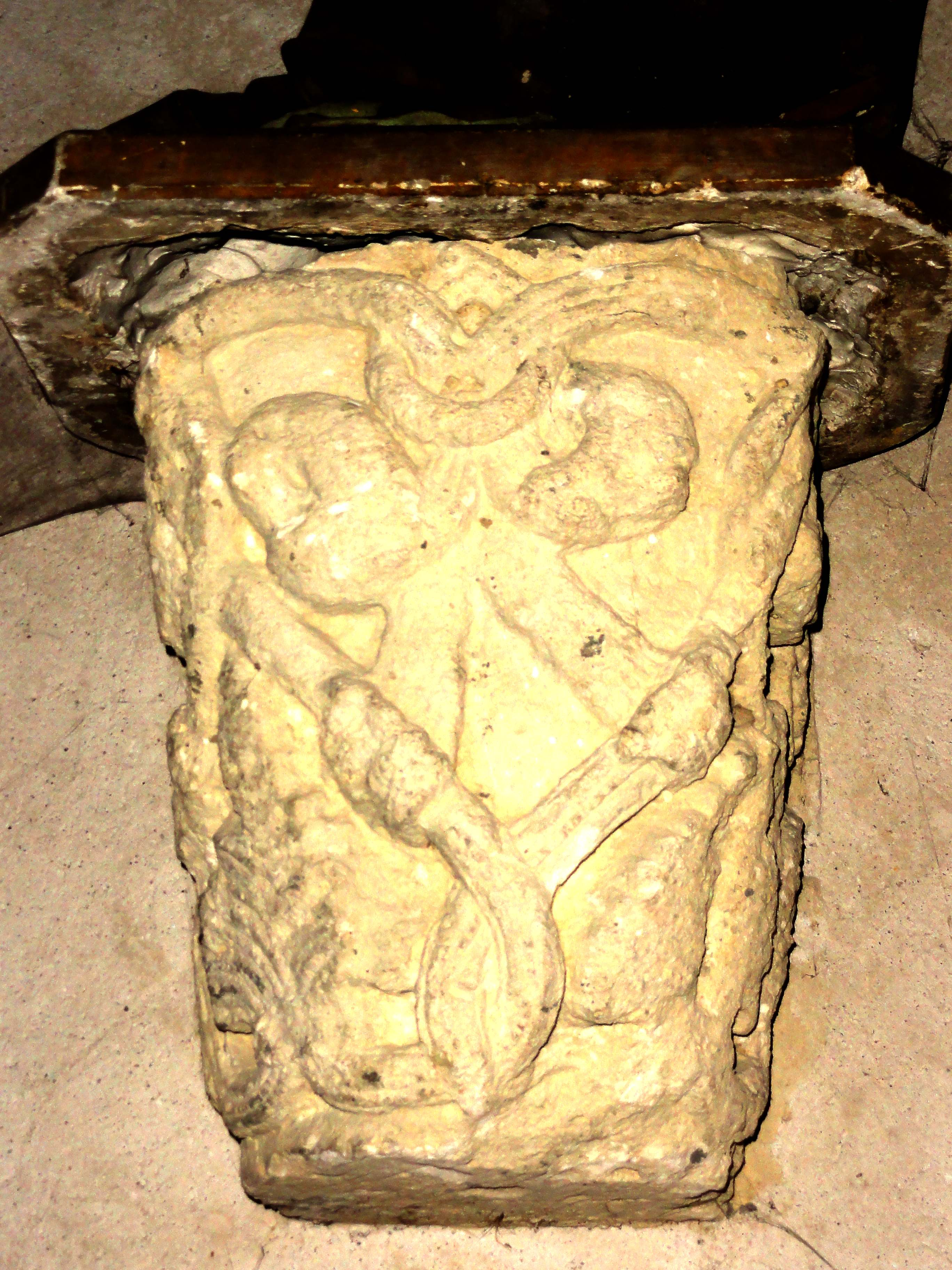
Chapiteau réemployé comme console.

#### Parties orientales

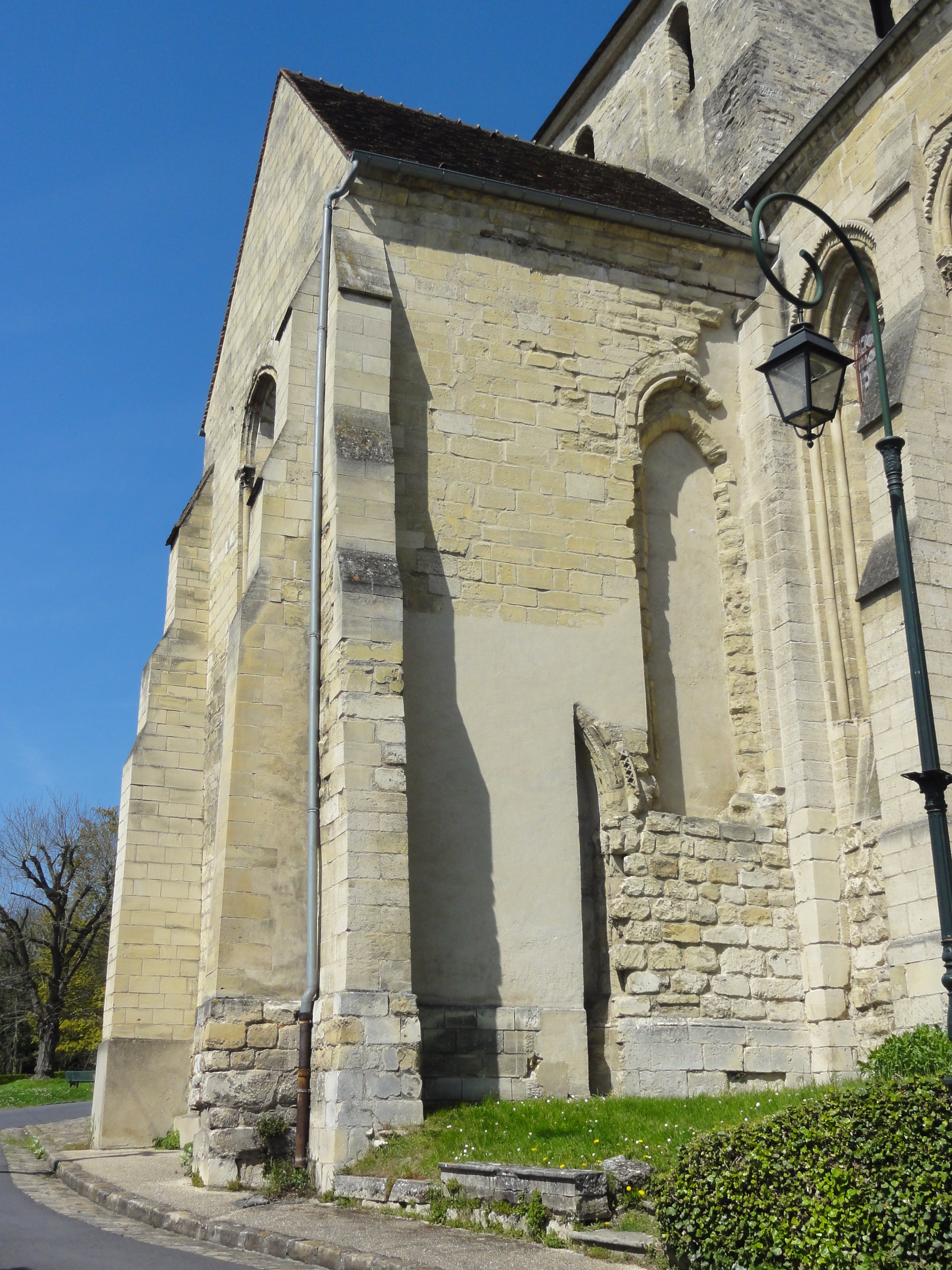
Croisillon sud, côté est.

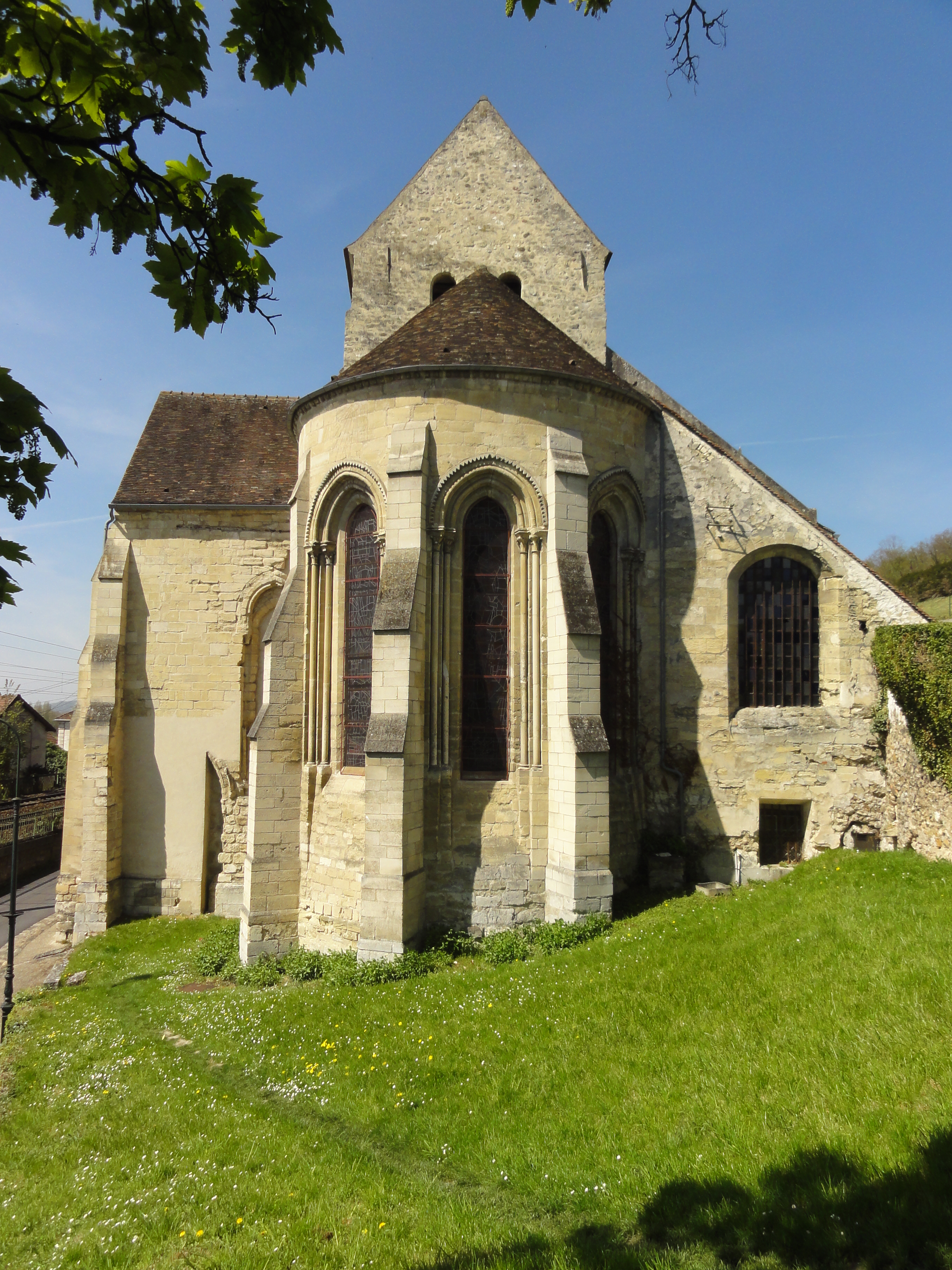
Vue depuis l'est.

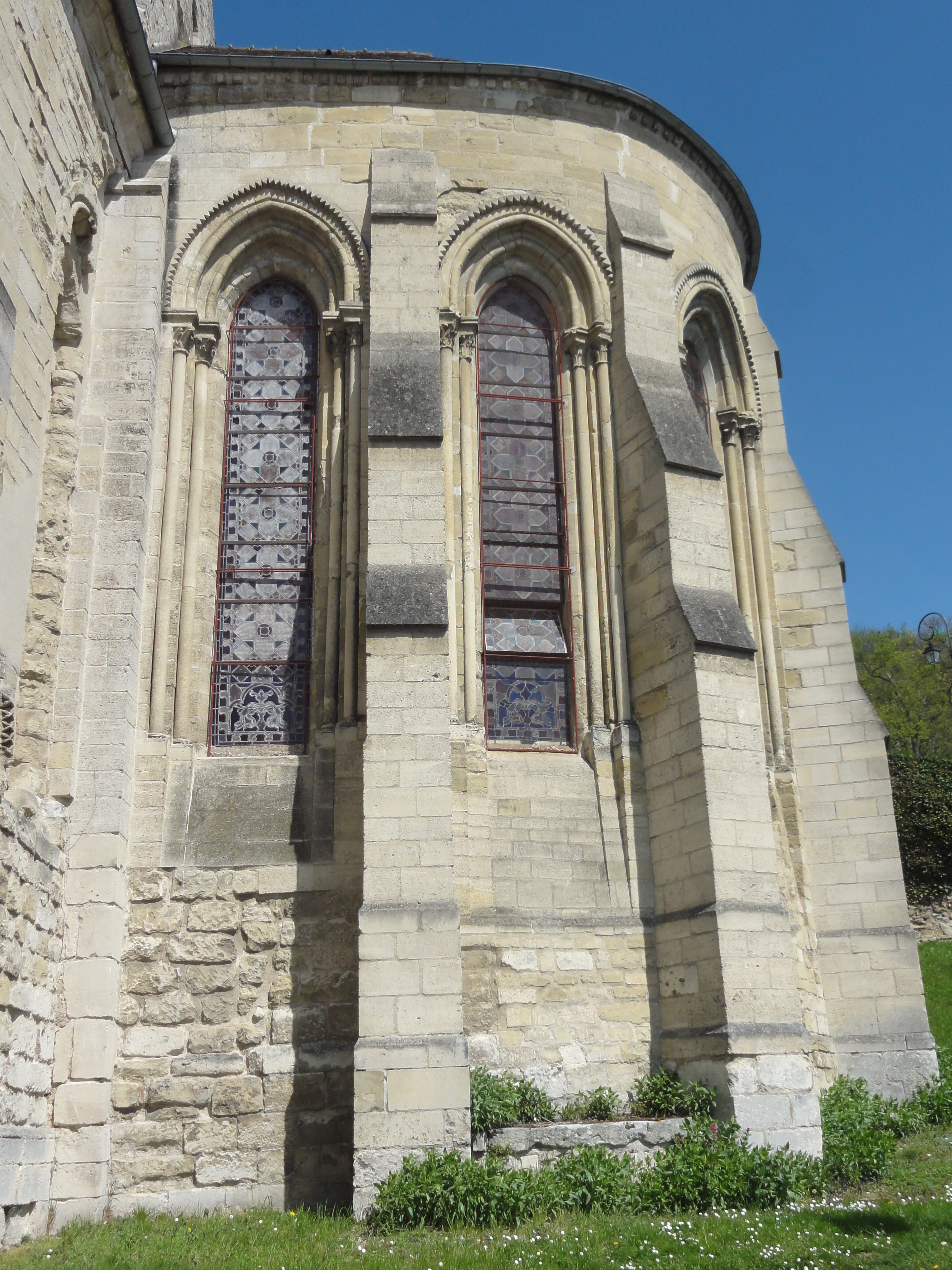
Abside, côté sud.

Le clocher est d'une physionomie trapue. Son appareil est de mauvaise qualité. Il ne comporte qu'un unique étage au-dessus de sa base, qui n'émerge qu'à moitié des combles, sauf à l'ouest, car désaxé par rapport à la toiture commune à la nef et au collatéral. D'une facture absolument fruste, il peut difficilement être daté du XVIe siècle, et l'hypothèse de l'effondrement du clocher sous la guerre de Cent Ans défendue par Bernard Duhamel est de toute façon incompatible avec l'époque des voûtes du carré du transept et du croisillon sud, qui sont de style gothique rayonnant. Plus plausible paraît l'hypothèse d'un fort endommagement, par un incendie ou par une tempête qui aurait en même temps emporté la potentielle flèche ou la couverture. Les quatre faces de la tour ne sont pas identiques. Le mur septentrional est en effet aveugle, et il ne reste plus que l'arrachement des contreforts. Le mur oriental est percé de deux petites baies en plein cintre relativement rapprochés. Les deux autres murs conservent des contreforts plats, qui se retraitent plusieurs fois grâce à un fruit (le contrefort à droite du mur méridional est incomplet). Le mur occidental possède même un contrefort médian, qui s'arrête à mi-hauteur de l'étage. Ces deux derniers murs sont ajourés de deux baies en plein cintre des mêmes dimensions qu'à l'est, mais plus espacées. À l'ouest, l'archivolte d'une ancienne baie plus grande est visible dans l'appareil au-dessus de la baie de gauche.
Le transept et l'abside sont bâtis en pierre de moyen appareil, avec des assises de hauteur variable, et une longueur des pierres également variable. À l'extérieur, le transept ne conserve intact que son mur-pignon sud. Il est épaulé par deux puissants contreforts à ressauts emblématiques des premières décennies de la première période gothique. Ils se retraitent deux fois par un glacis pentu, et s'amortissent par un glacis analogue, mais plus long. Sur le contrefort de gauche, le glacis sommital est recouvert de tuiles. Ces deux contreforts ont été en grande partie refaits sous deux campagnes différentes. Les glacis ne forment pas larmier sur le contrefort de gauche, mais c'est le cas des deux glacis supérieurs sur le contrefort de droite, et du glacis sommital uniquement sur le contrefort oriental, qui est sinon analogue. En regardant les contreforts de profil, on peut voir la rupture dans l'appareil entre la substance ancienne et les parties refaites. On peut faire des constats analogues sur les quatre contreforts de l'abside (trois autres sont incorporés dans la sacristie).
Indépendamment de ces considérations, le mur méridional est d'une élégance certaine grâce à sa grande lancette en arc brisé, qui est entourée d'un fort ébrasement, et surmontée d'une archivolte torique. Celle-ci retombe sur les tailloirs de colonnettes à chapiteaux. Si le profil des tailloirs et la sculpture des chapiteaux ne diffèrent pas de l'intérieur de l'église, les colonnettes sont en délit, et assemblées de trois cylindres superposées. Il y a une fenêtre identique, mais bouchée et réduite à l'état de vestige, dans le mur oriental du croisillon sud, et une fenêtre assez semblable dans le mur septentrional du croisillon nord. Un rang de têtes de clous s'y ajoute au tore de l'archivolte. Les tailloirs sont, par conséquent, plus larges. Le seul contrefort du côté nord et la tourelle d'escalier sont sans caractère, et le mur oriental du croisillon nord a été plaqué devant le mur ancien. Pour revenir vers le croisillon sud, son mur occidental est également fruste, et ne garde que peu de vestiges de l'ancienne arcade ouverte sur le collatéral sud disparu. Dans le mur méridional de la nef, dans l'angle avec le croisillon, l'on trouve cependant un beau chapiteau de crochets aux nervures perlées, qui marquait la fin des grandes arcades du sud. Enfin, le mur oriental garde l'extrémité droite de l'archivolte d'un ancien portail secondaire, et un chapiteau mutilé. Le reste du portail disparaît derrière un mur de béton du plus mauvais effet. Le vestige de l'archivolte comporte un ornement qui n'est pas présent sur les autres parties de l'église. Ce sont des fleurs de violette excavées. Motif d'origine romane, elles se trouvent aussi à Ableiges, Brignancourt, Champagne-sur-Oise, Chars, Lierville, Nesles-la-Vallée, Saint-Clair-sur-Epte, Vétheuil, etc.
L'abside en hémicycle constitue, à l'intérieur comme à l'extérieur, la partie la plus harmonieuse, et la plus remarquable de l'église. En comparant le nombre de fenêtres à l'intérieur, l'on constate qu'il n'est que de cinq à l'extérieur, mais de six à l'intérieur. En effet, si la première baie du nord a complètement disparue, la deuxième est toujours (ou de nouveau) munie de vitrages, mais elle ne donne que sur les combles de la sacristie. Elle ne dispose pas de rétroéclairage. Contrairement au transept, l'abside conserve sa corniche, qui ne consiste que d'un rang de billettes (ou de corbeaux non moulurés), comme à Us. Un ornement aussi rudimentaire surprend dans le contexte d'une église d'une architecture aussi raffinée, comme l'est Saint-Pierre-aux-Liens. Assez marquant sont les contreforts à ressauts fortement saillants, du type déjà observé sur le croisillon sud. D'un effort décoratif particulier ont bénéficié les fenêtres. Le décor est une déclinaison de celui observé sur la baie du croisillon nord. Il y a une double archivolte torique (au lieu d'une simple archivolte), qui est surmontée d'un rang de têtes de clous, et retombe sur deux paires de colonnettes à chapiteaux (au lieu de colonnettes simples). Les fûts sont en délit, comme sur le transept, et les chapiteaux évoquent, une fois de plus, ceux visibles à l'intérieur de l'église. L'homogénéité architecturale évidente entre abside et transept va à l'encontre de l'idée des remaniements des baies de l'abside au XIVe siècle, d'autant plus que le motif des têtes de clous ou pointes-de-diamant se rattache à la première période gothique. Elles se trouvent à Avernes, Gouzangrez, Labbeville, Lavilletertre, Limay, Lierville, Longuesse, Nesles-la-Vallée, Théméricourt, Us, Vallangoujard, etc.

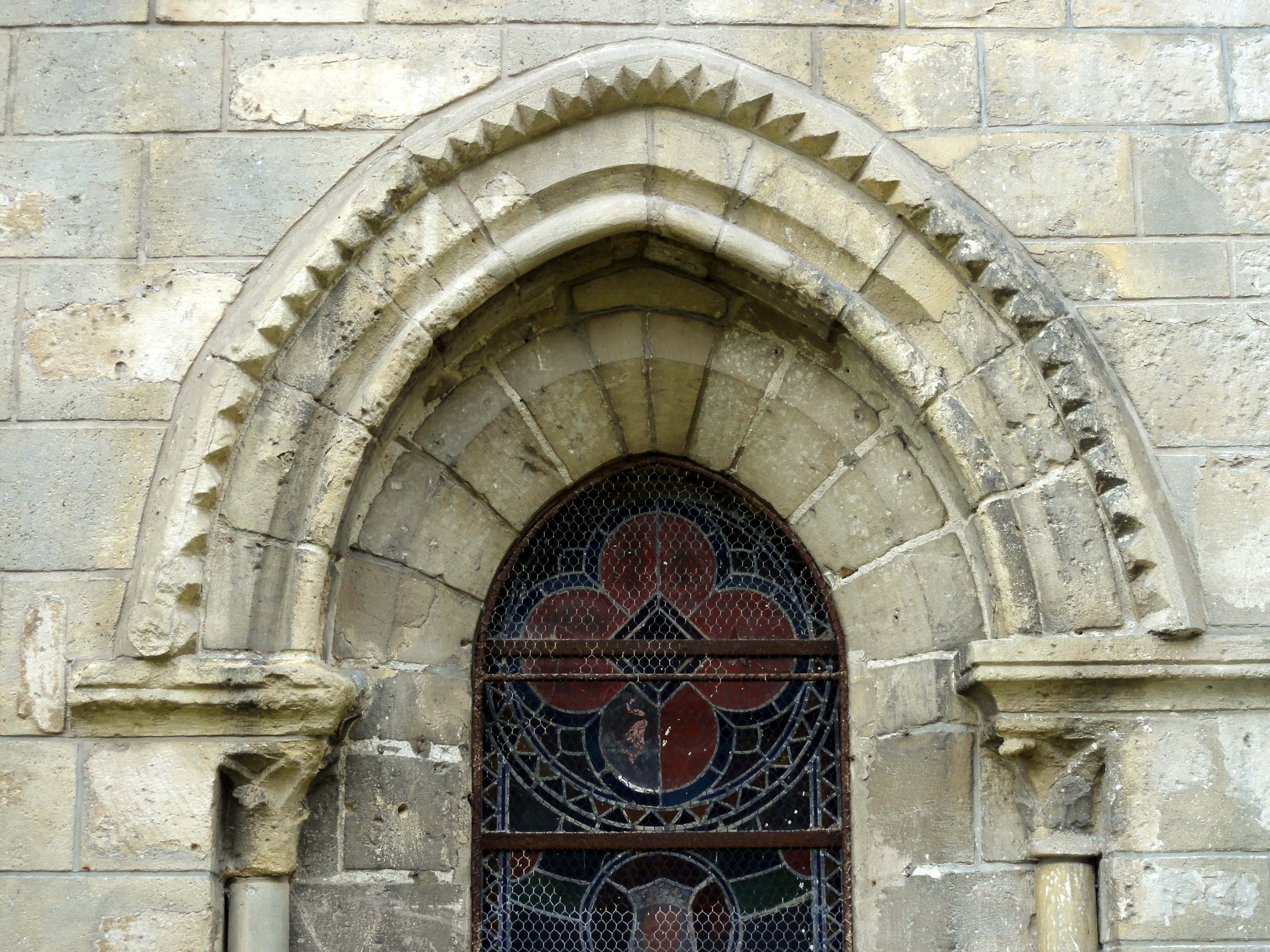
Croisillon nord, archivolte de la fenêtre.
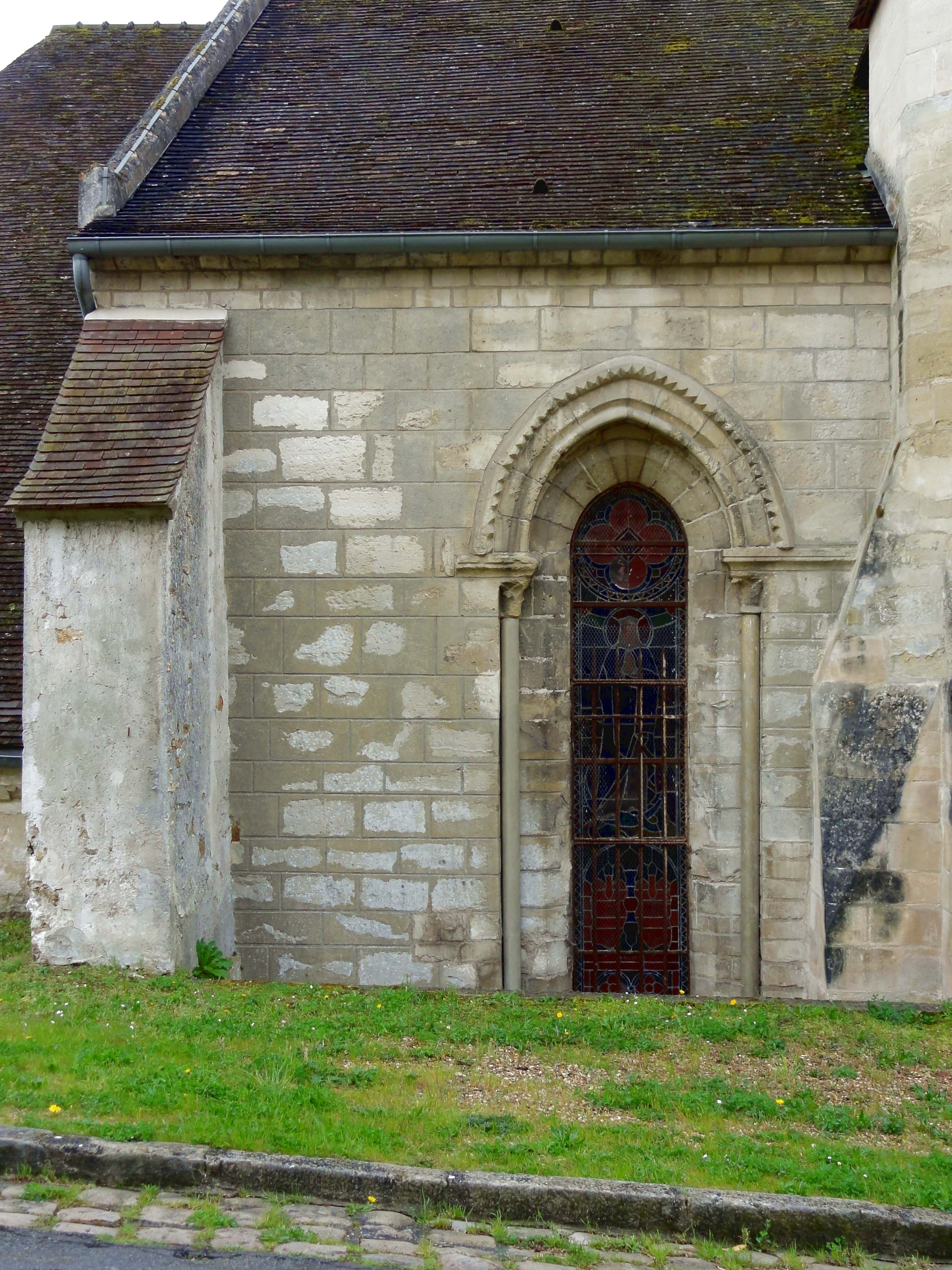
Croisillon nord, mur septentrional.
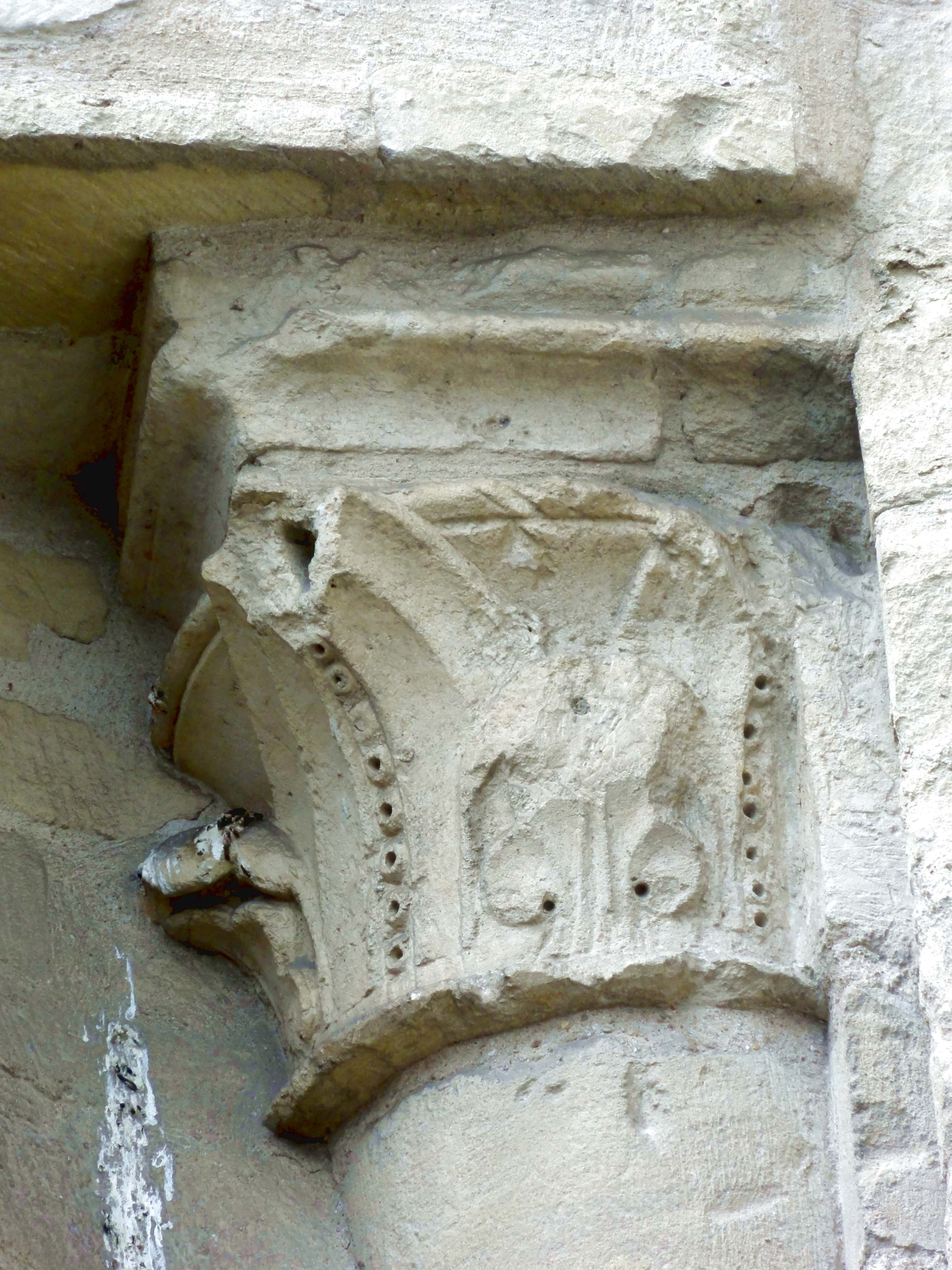
Chapiteau à la fin des grandes arcades du sud.
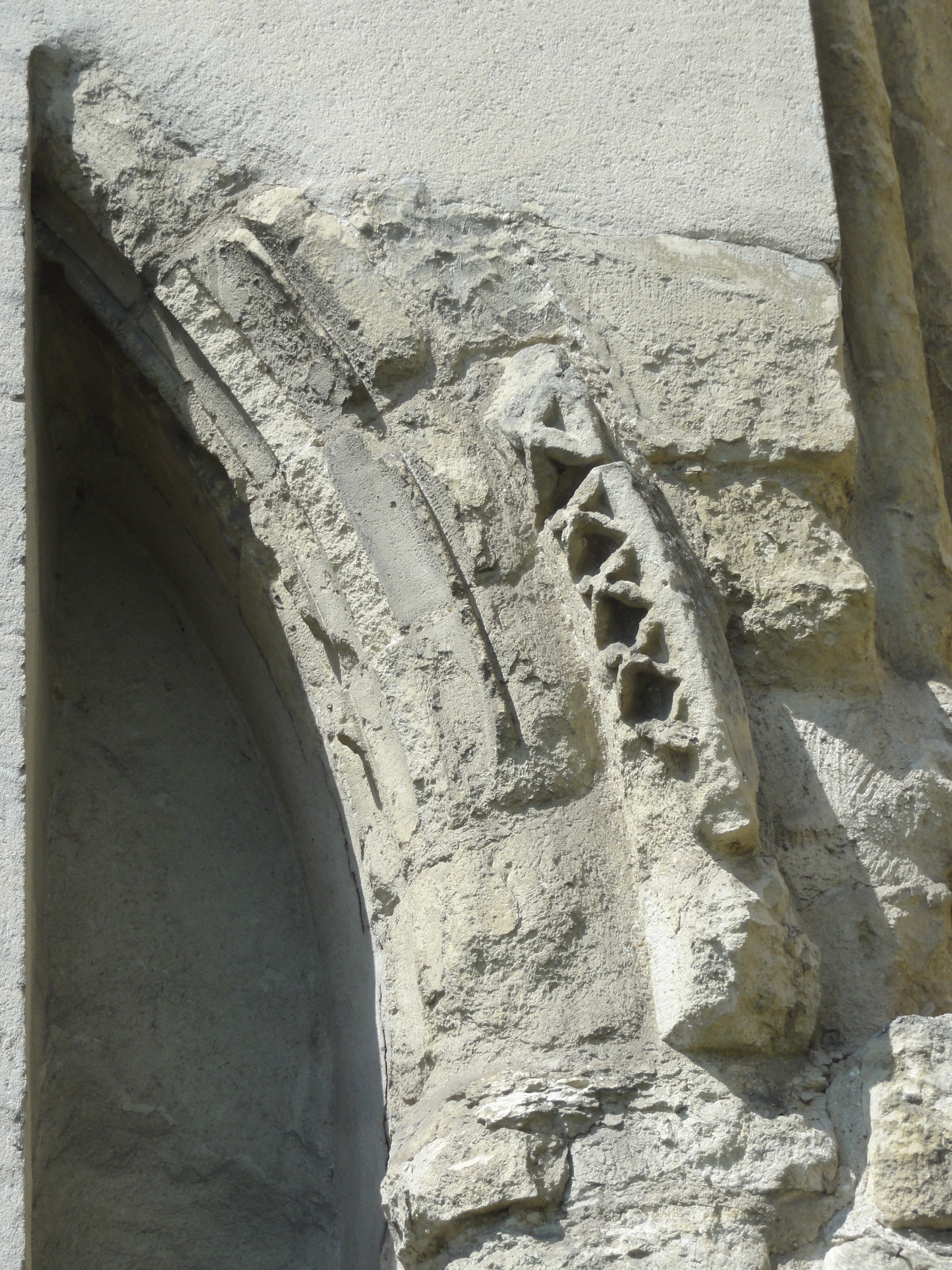
Croisillon sud, mur oriental, archivolte du portail bouché.
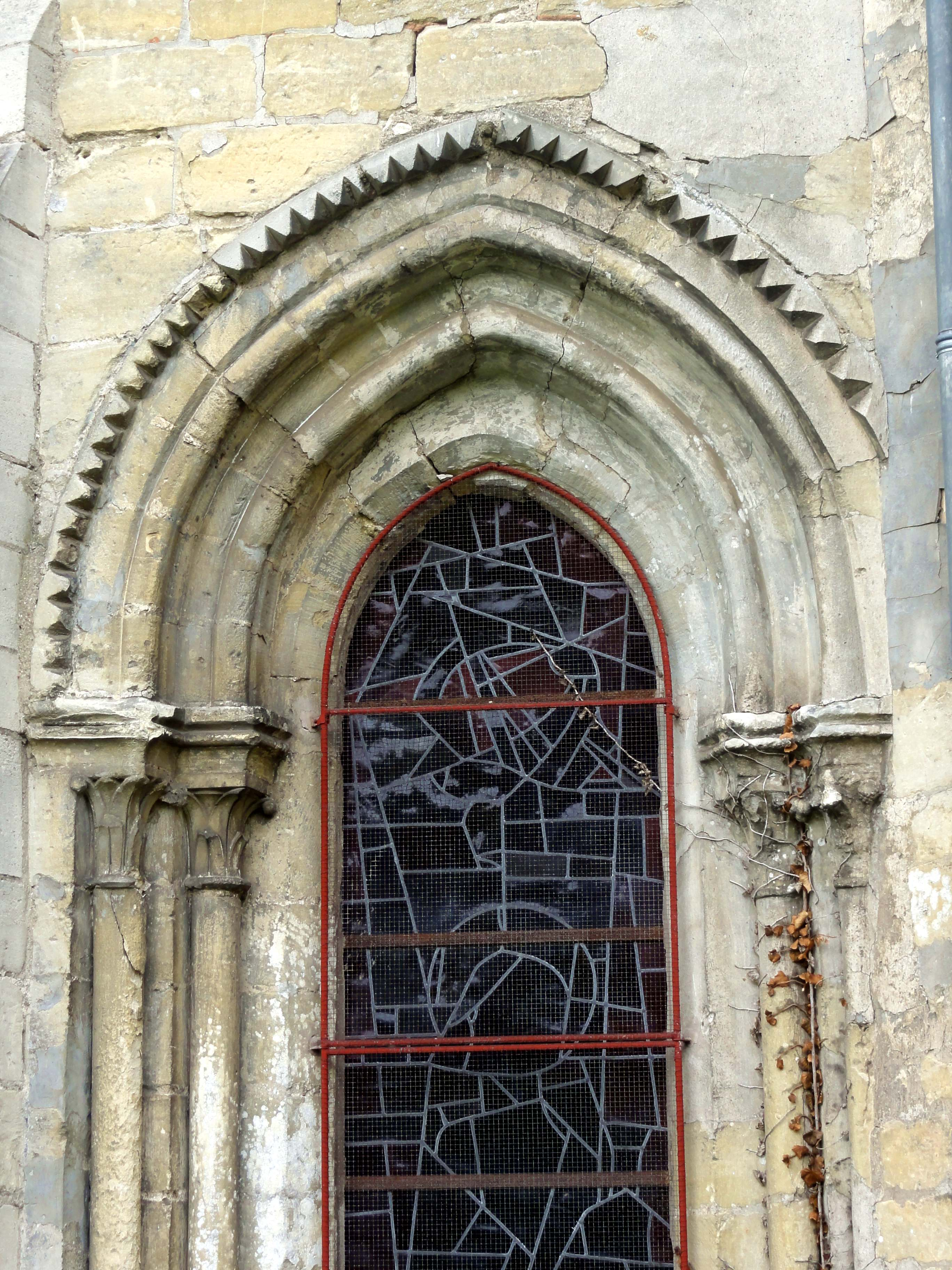
Abside, double archivolte de la fenêtre nord-est.
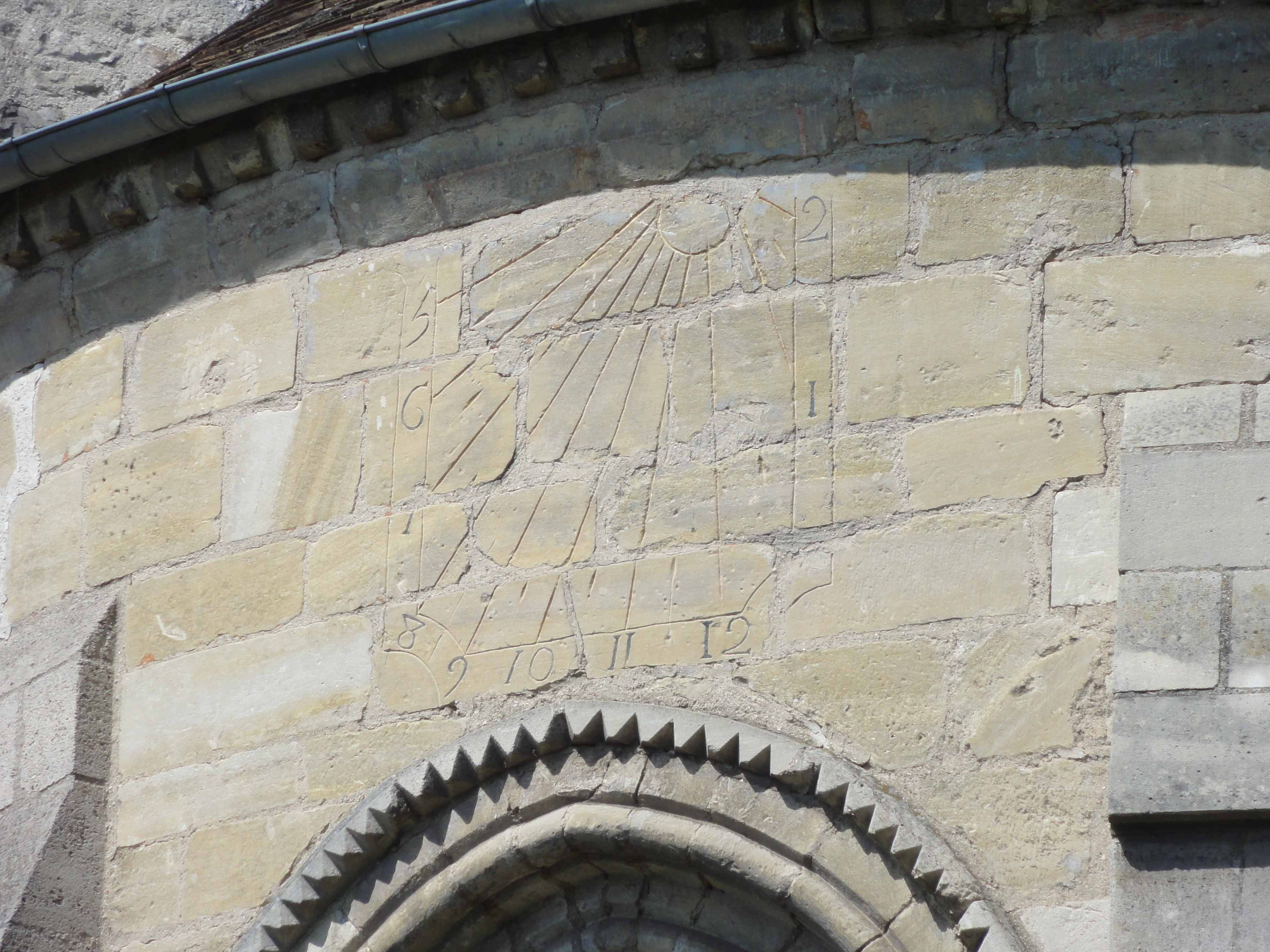
Abside, cadran solaire au sud-est.

## Mobilier

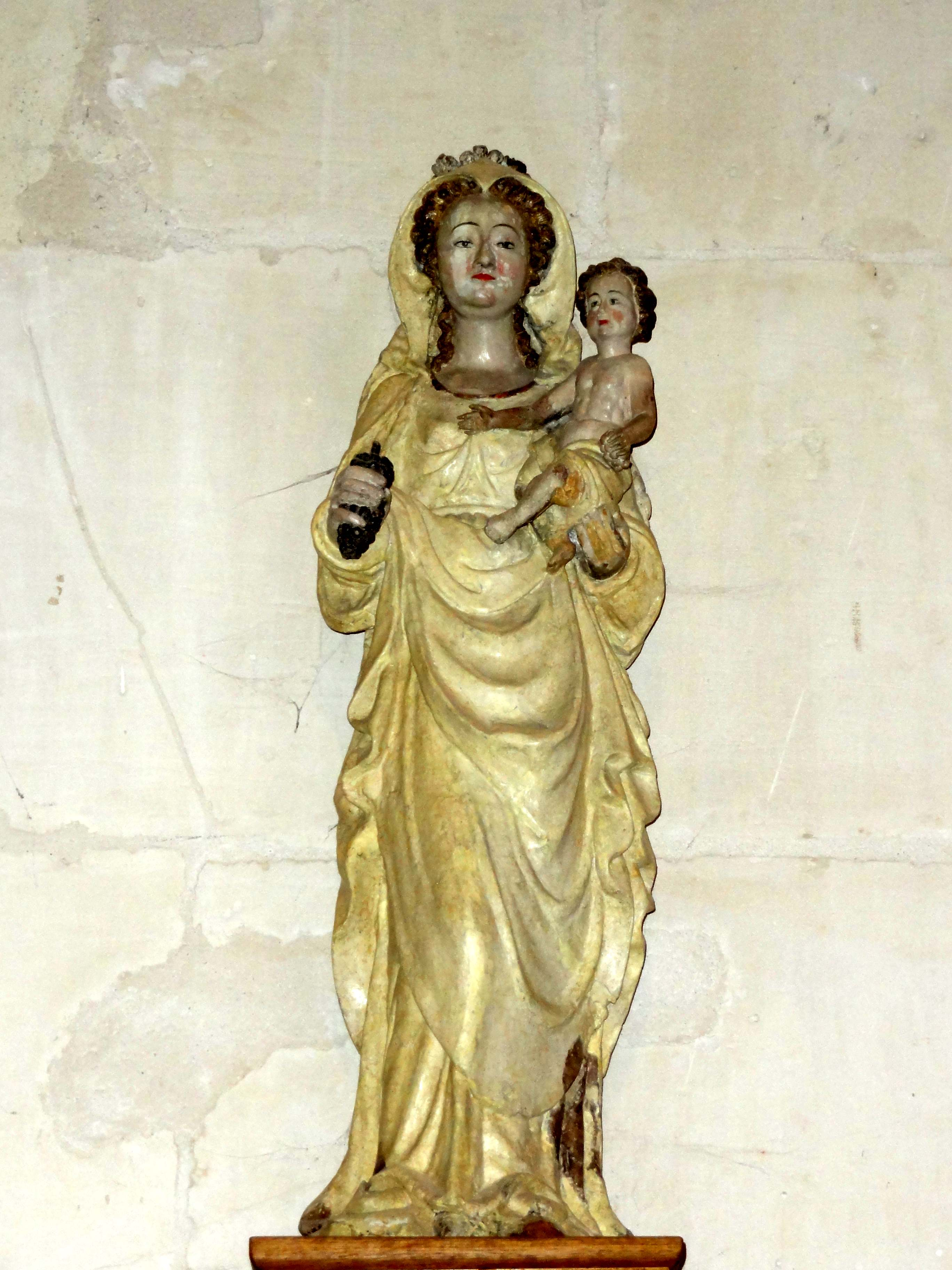
Vierge à l'Enfant.

Parmi le mobilier de l'église, un seul élément est classé monument historique au titre objet. Il s'agit d'une Vierge à l'Enfant en bois polychrome, qui mesure 99 cm de hauteur, et est datable de la fin du XVIe siècle grâce à sa coiffe, qui est caractéristique de l'époque de Marie de Médicis. D'une allure aristocratique, d'un regard hautain, elle se présente sur un plan frontal, et rompt avec l'attitude hanchée des Vierges des XIVe au XVIe siècle. Vêtue d'une fine étoffe aux plis souples, la mère tient une grappe de raisin dans sa main droite, et porte l'Enfant Jésus sur sa main droite. Celui-ci a le torse nu, et porte une grappe de raisin plus petite dans sa main gauche. L'œuvre est classée depuis juin 1977. Déplacée dans la chapelle Sainte-Rita, sur la même commune, pendant un certain temps, elle est revenue dans l'église paroissiale après sa restauration par Laurence Chicoineau,.
L'église Saint-Pierre abrite deux autres statues antérieures à la Révolution, qui datent du XVIIIe siècle. L'une représente un saint non identifié, sans attribut, et qui a perdu presque entièrement sa polychromie. L'autre représente saint Roch avec son fidèle chien, qui lui apporta du pain quand il était atteint de la peste. Le saint est coiffé d'un chapeau à large rebord, et tenait certainement un bourdon de pèlerin dans l'une de ses mains. Cet attribut, ainsi que les deux mains, ont disparu. La plaie bubonique sur un genou gauche et le petit ange qui la soigne, présents dans l'iconographie traditionnelle de saint Roch, ne semblent pas avoir été représentés dans l'œuvre. Elle n'est pas classée à ce jour. Toujours sur le plan de la sculpture, l'on peut signaler un bas-relief en pierre, qui date du XVIIIe siècle, et représente l'Adoration des Mages. La peinture religieuse est présente avec deux tableaux peints à l'huile sur toile, qui ont pour sujet le Mariage de la Vierge avec saint Joseph, devant un prêtre du Temple de Jérusalem, et saint Jérôme méditant, portant sa main droite sur le cœur, tandis qu'un angelot paraît devant ses yeux et désigne le mot « CA / RI / TAS » inscrit en haut.

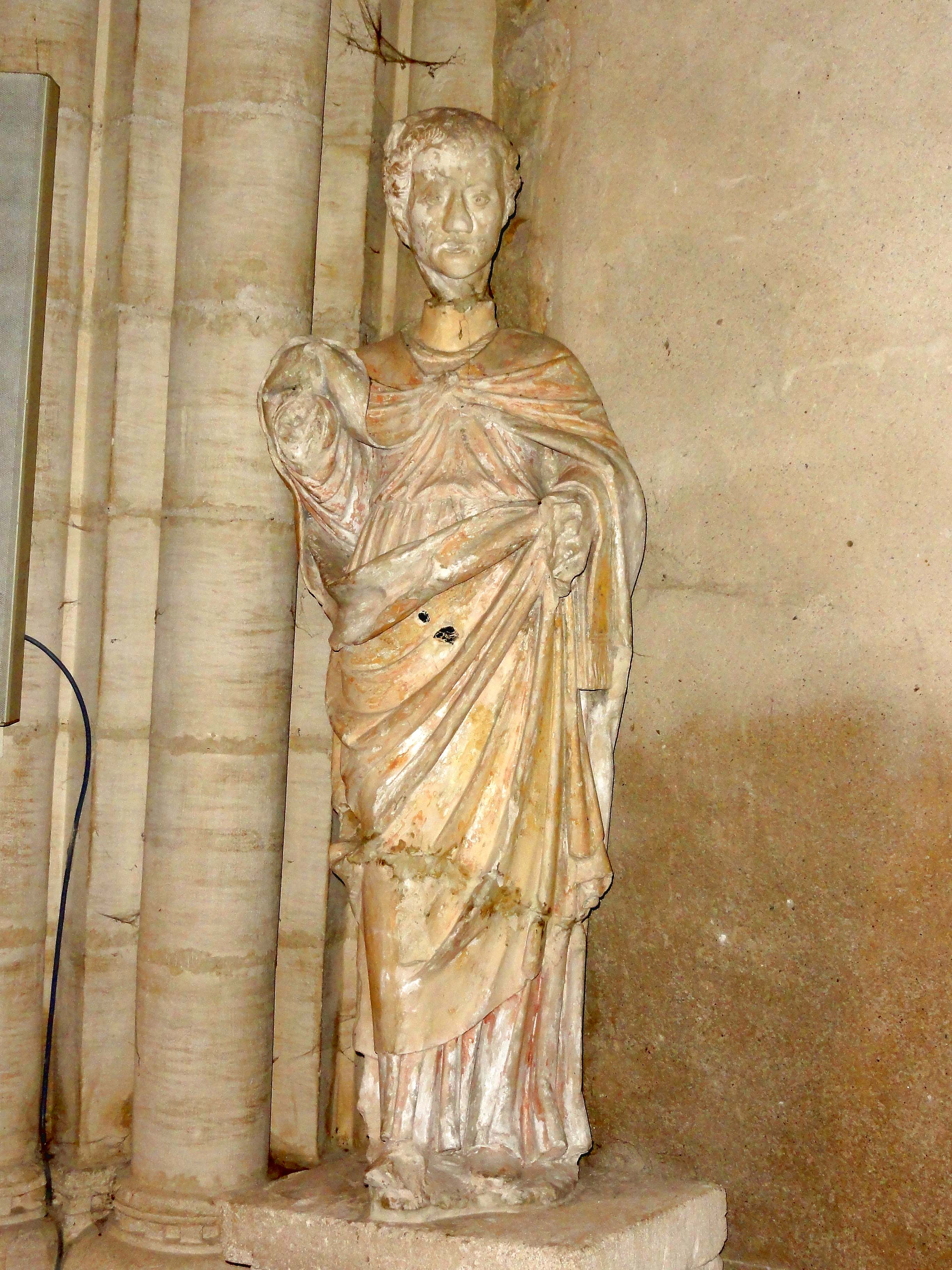
Statue d'un saint non identifié.
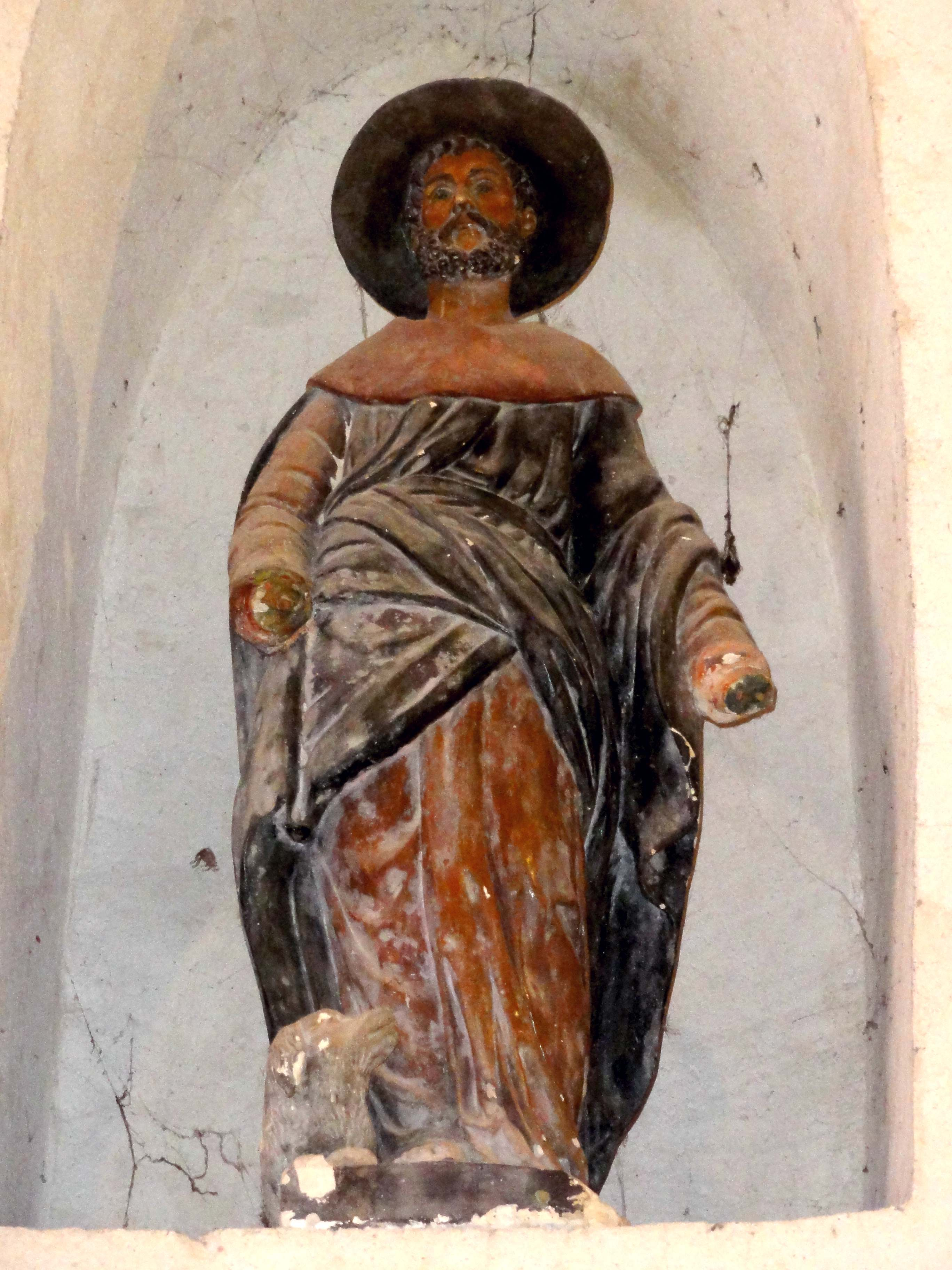
Statue de saint Roch.
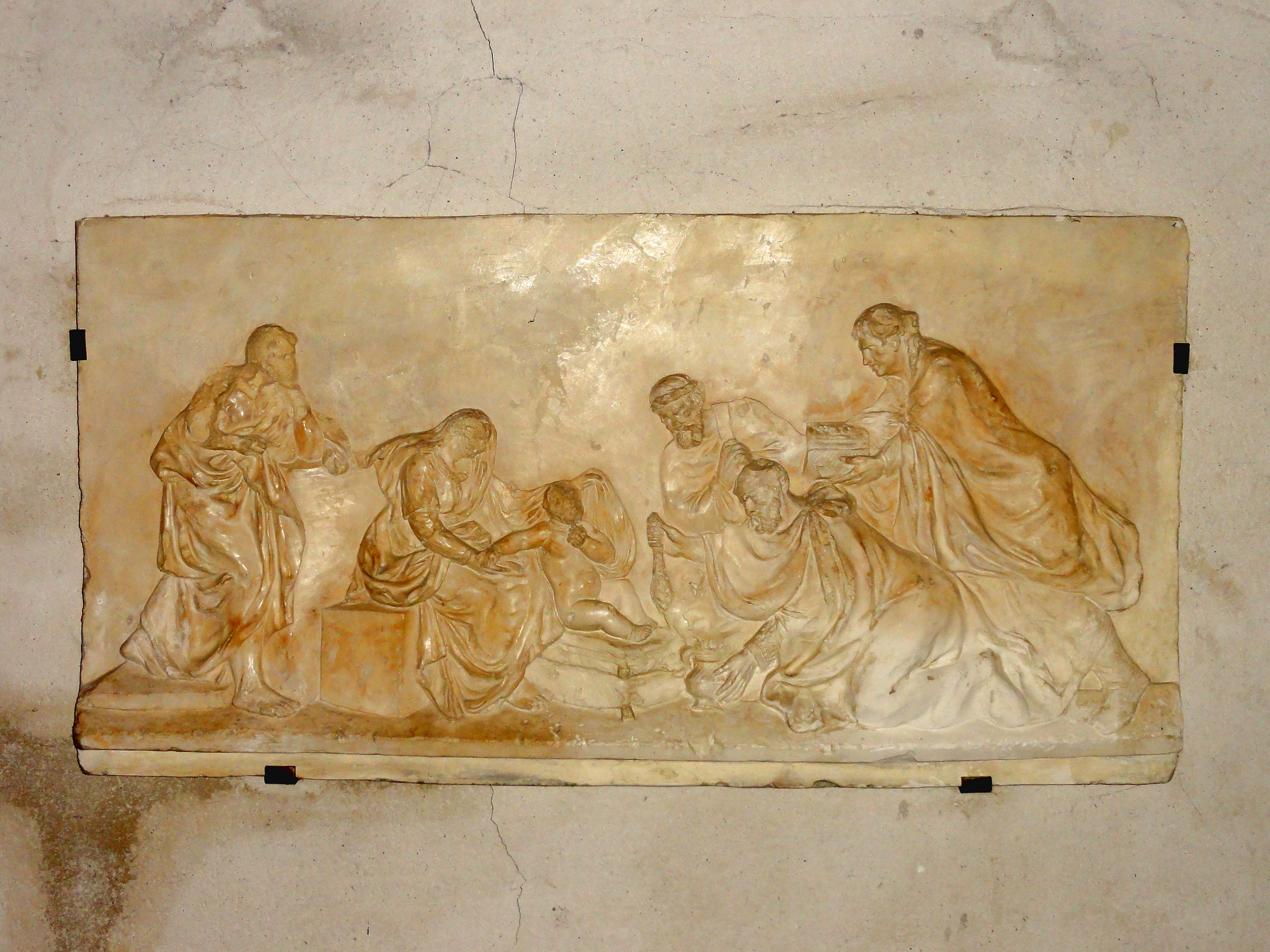
Bas-relief - Adoration des Mages.
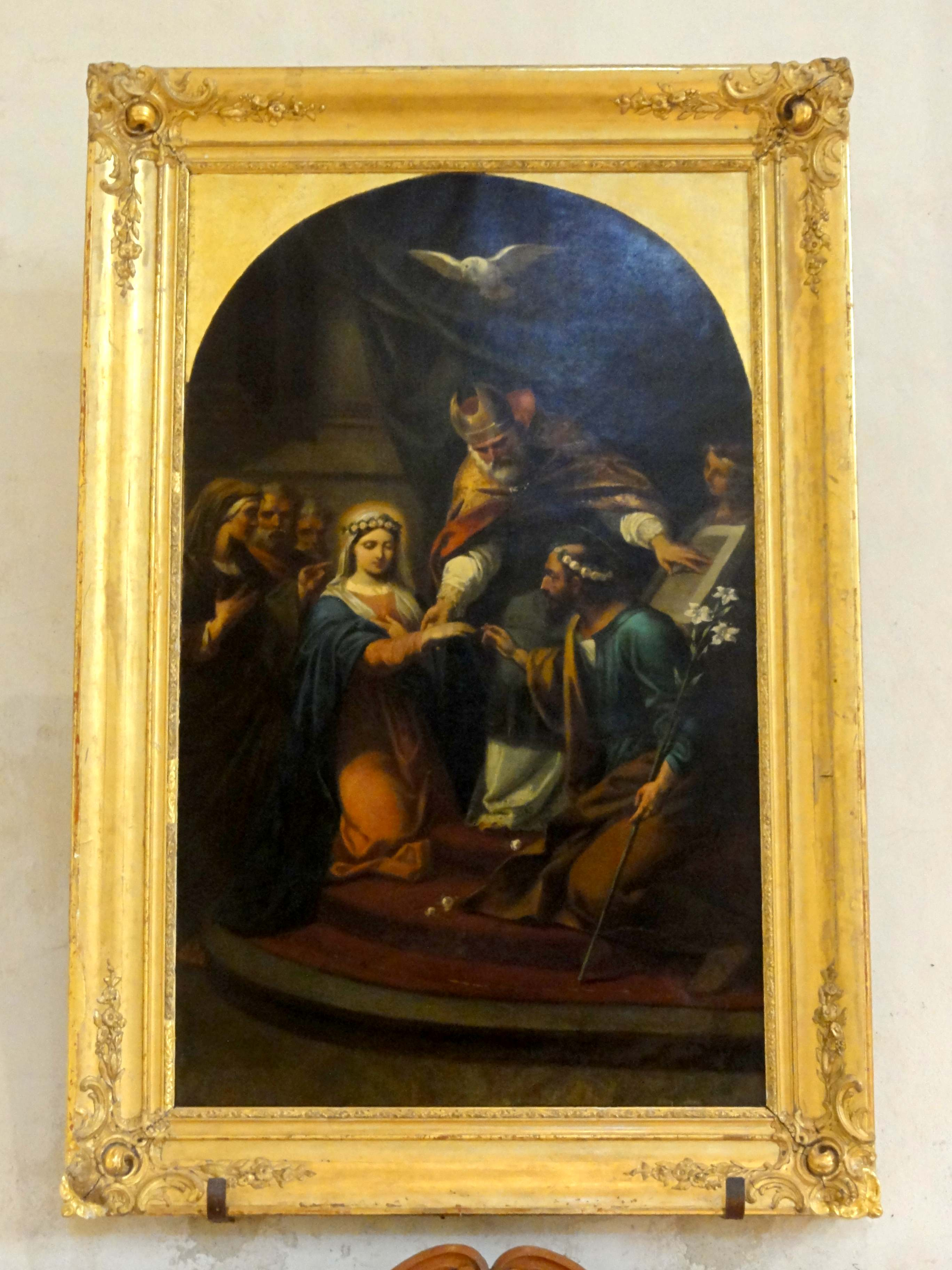
Tableau - mariage de la Vierge Marie.
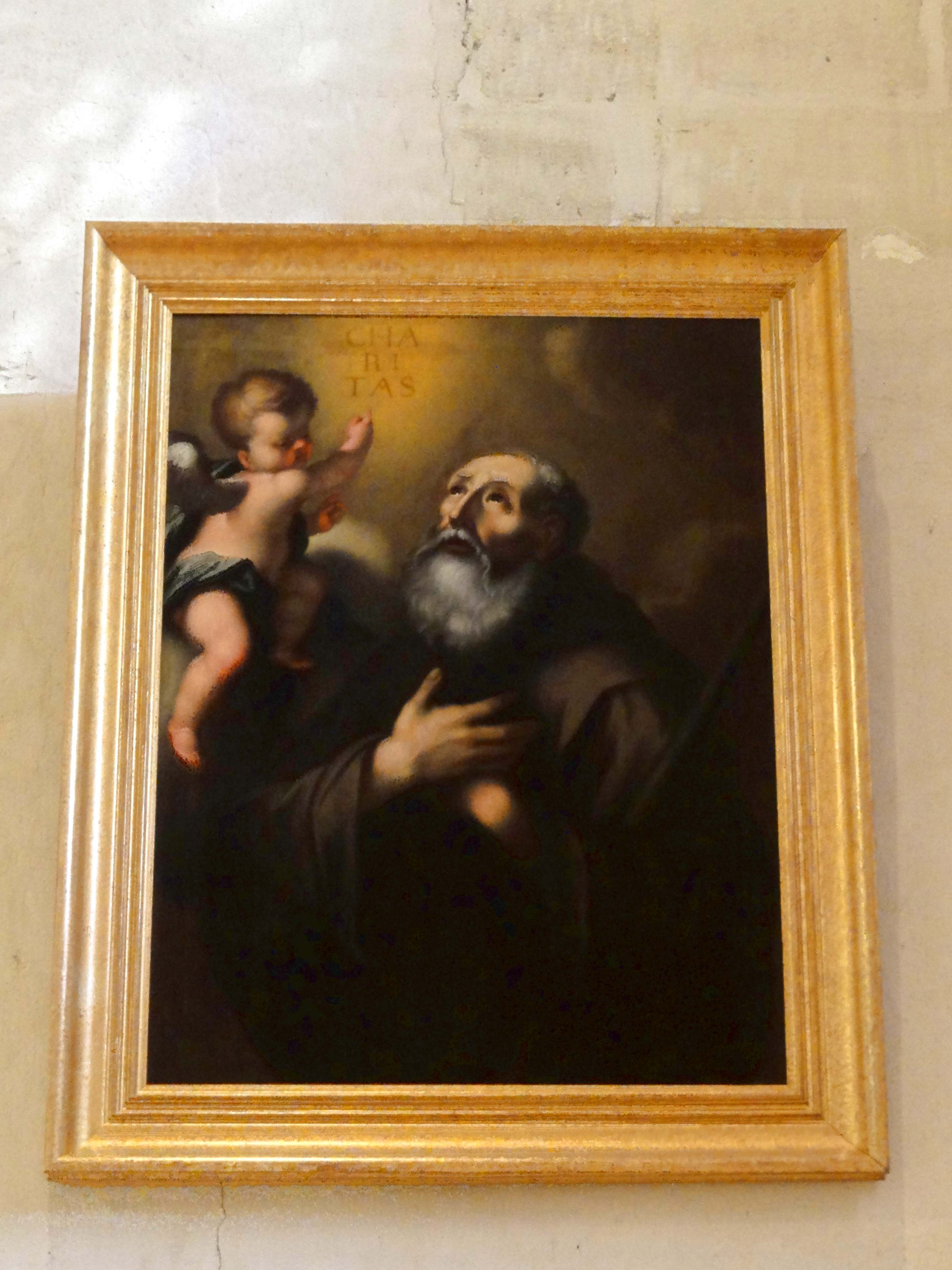
Tableau - saint Jérôme méditant.
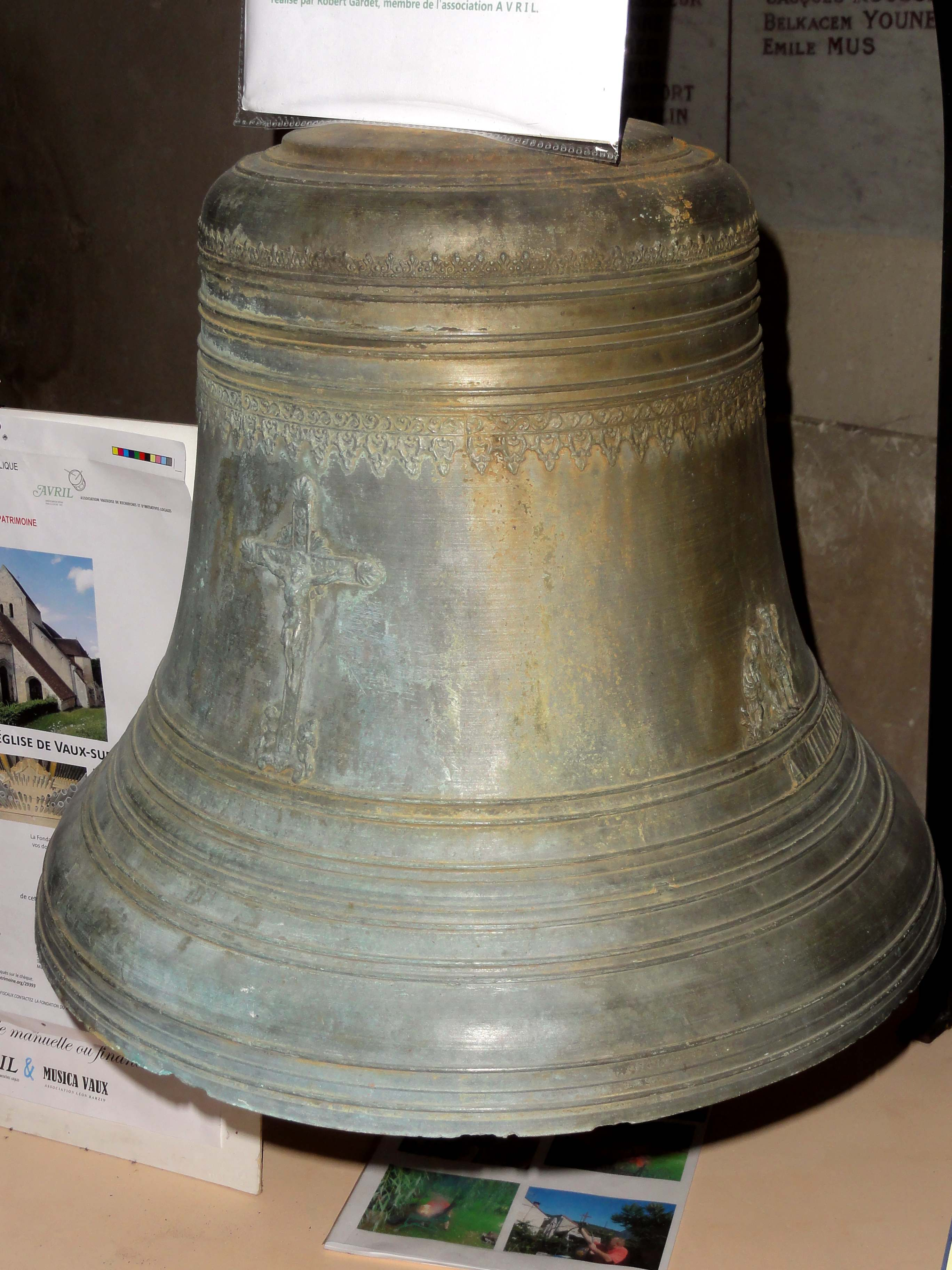
Cloche de 1948, provisoirement déposée.